# Teotihuacan
Teotihuacan (qui s'orthographie également Teotihuacán, avec un accent sur la dernière syllabe, sans que cela corresponde à la prononciation en nahuatl) est un important site archéologique de la vallée de Mexico, comprenant certaines des plus grandes pyramides mésoaméricaines jamais construites. Outre ses structures pyramidales, Teotihuacan est également connue pour ses grands complexes résidentiels, son avenue centrale appelée par les Aztèques « chaussée des Morts » et ses nombreuses peintures murales aux couleurs bien conservées.
La ville s'est développée à partir de 100 av. J.-C. et fut habitée jusqu'à son abandon entre les VIe et VIIe siècles. À son apogée, dans la première moitié du Ier millénaire, à l'Époque classique, Teotihuacan était la plus grande ville de toute l'Amérique précolombienne et pourrait avoir compté plus de 200 000 habitants, ce qui en faisait l'une des plus grandes du monde de l'époque. La civilisation et le complexe culturel associé au site sont également désignés sous le nom de Teotihuacan ou Teotihuacán, en espagnol Teotihuacano.
Le statut de Teotihuacan comme centre d'un Empire est discuté, mais sa puissance en Mésoamérique est bien documentée et prouve l'existence d'une civilisation de Teotihuacan : son influence politique et économique peut être constatée dans de nombreux sites de l'État de Veracruz et de la région maya. L'origine ethnique des habitants de Teotihuacan fait également débat : parmi les candidats possibles se proposent les peuples nahuas, otomis ou totonaques. Comme c'est souvent le cas des métropoles, il est possible que Teotihuacan ait été un État multiethnique : les fouilles archéologiques ont en effet montré que Teotihuacan comportait des quartiers distincts pour les Zapotèques, les gens de la côte du golfe du Mexique ou les Mayas. Selon le chroniqueur espagnol Juan de Torquemada, les Totonaques affirmaient qu'ils en étaient les bâtisseurs.
La cité se trouve à l'emplacement actuel des municipalités de Teotihuacán et de San Martín de las Pirámides, situées dans l'État de Mexico au Mexique, à environ 40 kilomètres au nord-est de la ville de Mexico et couvre une superficie totale de 82,66 km2 (19° 41′ N, 98° 50′ O).
Le site a été inscrit au Patrimoine mondial de l'UNESCO en 1987. C'est l'un des sites archéologiques les plus visités du Mexique.

## Toponymie
Le nom original de la ville est inconnu, mais il apparaît dans des inscriptions mayas sous le nom de puh, ou « Lieu planté de roseaux[réf. incomplète] ». Cela donne à penser que les Mayas de la période classique, contemporains de Teotihuacan, l'ont considérée comme un endroit où poussent des roseaux, à l'image d'autres colonies de la période postclassique au centre du Mexique, comme Tula et Cholula, désignées par le nom de tollan. À l'époque moderne, le nom nahuatl de Teotihuacan désigne la cité et sa civilisation dont l'influence, à son apogée, s'étendait à la plus grande partie de la Mésoamérique.
Cette convention de nommage a suscité beaucoup de confusion au début du XXe siècle, lorsque des chercheurs se sont demandé quelle ville, Teotihuacan ou Tula, était le Tōllān décrit par les chroniques du XVIe siècle. Il semble maintenant clair que tōllān peut être compris comme un nom commun, un terme générique maya appliqué à n'importe quelle grande colonie. Dans le concept de l'urbanisme méso-américain, tōllān et ses équivalents dans d'autres langues servent de métaphore, associant les faisceaux de roseaux et de joncs qui faisaient partie de l'environnement lacustre de la vallée de Mexico à un grand rassemblement de personnes dans une ville et pouvant être rendu par le syntagme « cité de la roselière ». Tōllān désignera aussi, des siècles plus tard, la capitale toltèque Tula (Tōllān Xīcohcotitlān en nahuatl).
Les noms originels des monuments du site étant inconnus, ce sont les Aztèques qui les ont appelés en nahuatl « pyramide du Soleil » (Tonatiuh itzacual), « pyramide de la Lune » (Metztli itzacual) ou « allée des Morts » (Miccaotli), d'après l'idée qu'ils se faisaient de leur usage. Ils croyaient que les structures le long de l'avenue principale de la cité étaient les tombeaux des anciens seigneurs de la cité.

### Étymologie et traduction
Le nom de Teotihuacan est nahuatl, car il a été donné par les Aztèques plusieurs siècles après l'abandon de la ville.
Le nom Te-ō'ti'wāka'n, prononcé te.oːtiːˈwakaːn en nahuatl, avec l'accent mis sur la syllabe wā, donnerait, si l'accent tonique était utilisé, Teotihuácan en graphie espagnole ou Teotiwákan en graphie anglaise. En nahuatl, selon les conventions orthographiques normales, aucun accent écrit n'apparaît dans cette position. Cette prononciation et la prononciation espagnole te.otiwa'kan sont toutes deux utilisées, et les deux orthographes Teotihuacan ou Teotihuacán apparaissent dans cet article.
Les sources divergent sur l'étymologie de ce nom. Sa traduction est souvent abrégée en « cité des dieux », car toutes les interprétations désignent un sanctuaire révéré et identifient le suffixe locatif -can, généralement traduit par « lieu », « endroit » ou « cité ». Cette translittération, signifiant « lieu de naissance des dieux », refléterait les mythes de la création du monde des Nahuas qui en fixaient l'origine à Teotihuacan. Thelma Sullivan traduit ce nom par l'expression « cité de ceux qui contrôlent la route qui conduit aux dieux ».
Dans l'hypothèse que le radical serait composé du verbe teotia, signifiant « diviniser, sacraliser », et de la particule passive hua, signifiant « endroit, lieu, place », on pourrait traduire Teotihuacan par « place divine, sacrée ». Une autre traduction classique est « lieu des adorations » ou « lieu d'adoration » (d'après l'acception « adorer (un dieu) » de teotia),. Si l'on découpe davantage le mot, en distinguant teo(tl) (dieu) de la ligature ti, Teotihuacan peut être traduit par « l’endroit de ceux qui ont des dieux » ou « l’endroit de ceux qui adorent les dieux ».
Une autre étymologie décompose le nom en teo(tl) (divinité), chihua ou tchiwa (faire, agir) et can ou kan (endroit), permettant les interprétations : « l'endroit où les dieux agissent » ou « l'endroit où se font les dieux », ou encore « l'endroit où les dieux naquirent ».
Bernardino de Sahagún présente comme traduction une expression qui a fait fortune : « l’endroit où les dieux se réunirent ». En effet, dans la mythologie aztèque, c'est l'endroit où les dieux se réunirent pour créer le cinquième soleil : celui de notre ère. Par ailleurs, le fait que « dieu » ou « divin » se dise teo(tl) en nahuatl, theos en grec et deus en latin (le nahuatl n'ayant aucune parenté avec les deux autres) a donné lieu à de nombreuses spéculations pseudo-historiques sur d'éventuels contacts précolombiens, invérifiables en l'état actuel des recherches, entre les bâtisseurs de Teotihuacan et l'Europe antique. De telles ressemblances linguistiques ont donné à un groupe minoritaire de linguistes l'idée qu'il a pu exister au paléolithique une langue originelle unique de l'humanité, alors encore peu nombreuse.

## Milieu physique
Le site archéologique de Teotihuacan est situé dans la vallée du même nom, dans la partie nord-est du bassin de Mexico. À l'époque préhispanique, la vallée se trouvait sur les rives marécageuses du lac Texcoco. D'une superficie de quelque 500 km2 et longue de 35,0 km, elle s'étage entre 2 240 à 2 400 m d'altitude. Le site archéologique se situe à peu près au milieu de la vallée. Celle-ci est traversée par deux rivières : San Juan et San Lorenzo, qui se rejoignent peu au-delà du site, avant de se jeter dans le lac Texcoco. Elle est entourée de montagnes volcaniques au nord, au sud et à l'est. Le sommet le plus important pour l'histoire de la cité est un volcan éteint, le Cerro Gordo, au nord du site, dans l'axe de la chaussée des Morts.
Le sous-sol est formé d'une couche de cendre volcanique durcie appelée tepetate. La couche de sol au-dessus du tepetate varie considérablement du haut vers le bas de la vallée. Dans la partie inférieure se trouvent les meilleures terres agricoles : une plaine alluviale large de 4 à 5 km dont le sol fertile est profond de 3 à 7 m. De nombreuses sources permanentes irriguent cette zone.
Le sous-sol de la vallée recèle des ressources non négligeables du point de vue économique. La plus connue est l'obsidienne, dont il existe un gisement à 18 km de la cité, près d'Otumba. De nombreux dépôts d'argile de bonne qualité sont disponibles pour les potiers.

## Histoire

Teotihuacan et d'autres sites importants de la période classique.

### Chronologie indicative du site

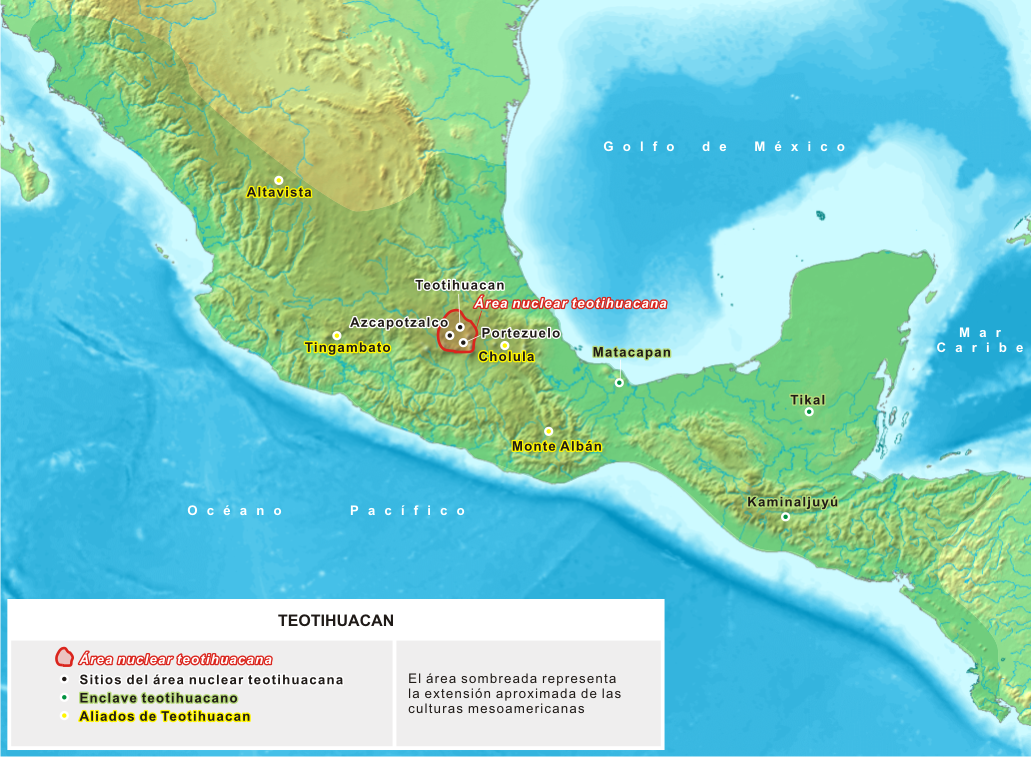
Principaux sites associés à la cité de Teotihuacan.

Dès le début du XXe siècle, les archéologues ont entrepris de mettre en place un cadre chronologique. La périodisation la plus courante pour la Mésoamérique, la division en périodes préclassique, classique et postclassique, n'est guère adaptée à l'histoire de Teotihuacan. Les spécialistes ont progressivement élaboré une datation relative basée sur la céramique. Celle-ci, produite en grandes quantités et présente en abondance sur les sites archéologiques, est en effet un excellent marqueur chronologique et a permis d'établir pour Teotihuacan une séquence qui s'étend sur plusieurs siècles, divisée en phases, depuis la phase Patlachique jusqu'à la phase Metepec. On entend par phase un laps de temps caractérisé par la prévalence d'un assemblage de poteries.
On distingue actuellement les phases suivantes :
- phase Patlachique (100 av. J.-C. - 1 av. J.-C.) ;
- phase Tzacualli (1-100 apr. J.-C.) ;
- phase Miccaotli (100-170 apr. J.-C.) ;
- phase Tlamimilolpa ancien (170-250 apr. J.-C.) ;
- phase Tlamimilolpa récent (250-350 apr. J.-C.) ;
- phase Xolalpan ancien (350-450 apr. J.-C.) ;
- phase Xolalpan récent (450-550 apr. J.-C.) ;
- phase Metepec (550-650 apr. J.-C.).

George L. Cowgill souligne que l'établissement d'une chronologie absolue, qui accompagne les phases céramiques, est bien plus hasardeuse et indicative. La datation au radiocarbone qui s'est développée au XXe siècle souffre encore d'un manque de précision : nombre réduit de dates disponibles ou encore écarts qui affectent ces dates. Pour Teotihuacan, ces dates ont fait l'objet de révisions au XXIe siècle, par exemple la destruction par le feu, accompagnée d'actes de violence et de vandalisme, du centre civico-cérémoniel. Ces événements jadis situés vers 750 apr. J.-C. sont maintenant datés de 600-650 ou même de 550.

### Origines
Faute de documents écrits anciens, les origines de Teotihuacan sont mystérieuses et l'origine de ses habitants est débattue. Se fondant sur des textes de la période coloniale, comme le codex de Florence, les archéologues ont longtemps pensé qu'elle avait été construite par les Toltèques. Toutefois, le mot nahuatl « toltèque » signifie généralement « artisan du plus haut niveau » et ne peut pas se référer uniquement à la civilisation toltèque centrée sur Tula. De plus, la civilisation toltèque s'est épanouie des siècles après celle de Teotihuacan : ce peuple, tel qu'il était à l'époque de Tula, n'aurait donc pas pu être le fondateur de Teotihuacan dont les premiers bâtiments ont été datés des environs de 200 av. J.-C. La plus grande pyramide, la pyramide du Soleil, a été terminée vers l'an 100 apr. J.-C..
La question a continué à préoccuper les spécialistes pendant plusieurs dizaines d'années. Les Otomis, les Nahuas, les Totonaques, les Mazatèques ou les Popoloques ont été proposés comme principale ethnie, sans qu'aucune hypothèse emporte une adhésion totale. Assez ironiquement, le seul habitant de la cité dont nous connaissons l'origine, est un Zapotèque, dont le nom nous a été conservé en glyphes zapotèques. George L. Cowgill pense que, plutôt que de poser la question « Qui ? », il faut se demander « Pourquoi ? » et « Comment ? ».
Traditionnellement, la réponse était que le bassin de Mexico comptait originellement un centre important : Cuicuilco (20-30 ha) au sud-ouest du lac Texcoco, alors que Teotihuacan, au nord-est du lac, ne comportait que deux gros villages, couvrant une superficie de 4 ha au début de la phase Patlachique. Lorsque, vers 50 av. J.-C., le volcan Xitle ensevelit Cuicuilco, permettant à la vallée de Teotihuacan, peu ou pas touchée, de se développer et de devenir le seul centre dominant du bassin, s'accroissant probablement de la population déplacée par l'éruption. Ces émigrants pourraient avoir accéléré la croissance de Teotihuacan. Cette théorie a été mise à mal par le volcanologue Claus Siebe, qui a établi que l'éruption qui engloutit le site de Cuicuilco, avait eu lieu entre 200 et 400, c'est-à-dire longtemps après son abandon. Siebe a par contre noté une éruption du volcan Popocatepetl vers 200-201 av. J.-C., qui pourrait avoir contribué à la dépopulation du sud-est du bassin de Mexico et à la croissance explosive de Teotihuacan au cours de la phase Tzacualli.
Ce qui est certain, c'est que la croissance de Teotihuacan s'explique par une multiplicité de facteurs : présence de sources, une surface arable plus importante que dans la vallée de Mexico, sans compter le contrôle des importants gisements d'obsidienne d'Otumba et Sierra de las Navajas. La vallée de Teotihuacan occupait en outre une position privilégiée sur la route qui reliait le bassin de Mexico à la côte du Golfe.

### Croissance
Au cours de la phase Patlachique s'amorce la croissance d'une véritable agglomération urbaine. Le Teotihuacan Mapping Project a révélé une concentration importante de tessons dans deux zones du nord-est du site. Des trois monuments religieux emblématiques de Teotihuacan seule la première phase de la pyramide de la Lune, de taille modeste (23,5 m de côté), a été réalisée. L'orientation de ce premier édifice diffère de quatre degrés de ce qui deviendra plus tard l'orientation canonique de Teotihuacan (une déviation de 15° 30' à l'est du nord astronomique). À la fin de cette phase, la ville comptait sans doute déjà quelque 20 000 habitants.
Au cours de la phase Tzacualli (1-100 apr. J.-C.), la croissance démographique continue. On estime que la cité compte 60 à 80 000 habitants et occupe une superficie de 17 km2 à la fin de cette époque. De la phase Tzacualli date la construction de la pyramide du Soleil (la deuxième plus importante pyramide du Nouveau Monde après la grande pyramide de Cholula). Construit d'un seul jet en briques crues couvertes du fameux "béton" de Teotihuacan, cet édifice d'1 175 000 m3 devient l'épicentre de la cité. Il témoigne avec éclat de la capacité des gouvernants de la cité à mobiliser une énorme main-d'œuvre. La pyramide de la Lune reçoit deux agrandissements mineurs. Ces deux édifices sont édifiés selon l'orientation de 15° 30' à l'est du nord astronomique, qui deviendra la "marque" de Teotihuacan.
La phase Miccaotli et le début de la phase Tlamimilolpa (100-250 apr. J.-C.) voient un ralentissement de l'accroissement démographique. Le centre civico-cérémoniel de la cité prend peu à peu la configuration que nous lui connaissons. La principale avenue centrale de la cité, appelée l'« allée des morts » (Miccaotli en nahuatl) mais dont on ignore le nom originel, est aujourd'hui encore bordée d'une architecture cérémoniale impressionnante, comprenant les trois structures principales : l'immense pyramide du Soleil, la pyramide de la Lune, la pyramide du Serpent à plumes (en) ou temple de Quetzalcoatl et de nombreux palais et temples de moindre importance. À noter l'absence de toute fortification et structure militaire dans la ville.
La pyramide de la Lune est spectaculairement agrandie : sa superficie est multipliée par neuf. La construction de la pyramide du Serpent à plumes et de la Citadelle s'est déroulée à la même époque. Cette période voit encore la construction du Grand ensemble.

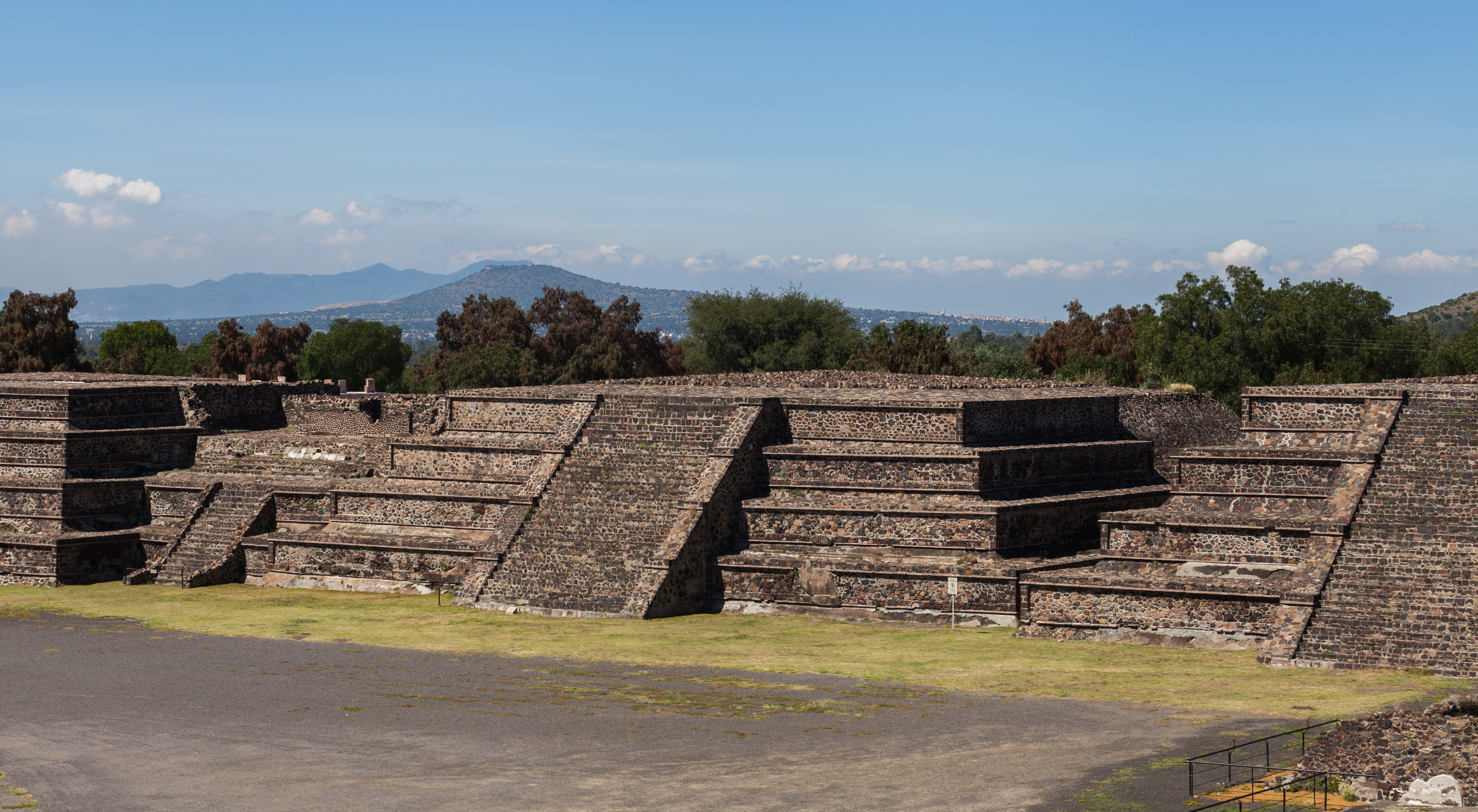
Plate-forme sur l'« allée des Morts » : un exemple du module de construction talud-tablero

### Apogée
À son apogée, au cours des phases Tlamilolpa et Xolalpan (250-550), la ville avait atteint son extension maximum et couvrait plus de 22,5 km2. Certains édifices commencent à être superposés à des bâtiments précédents. Selon certains auteurs, la cité abritait une population de plus de 150 000 personnes, peut-être même 250 000. Il est à noter que les estimations de population varient souvent entre les auteurs suivant la manière d'interpréter les données, en prenant par exemple comme point de départ le nombre de complexes résidentiels. George L. Cowgill, qui souligne à quel point il est difficile d'estimer une population préhistorique, avance le chiffre de 85 000 personnes.
Au IVe siècle, la pyramide du serpent à plumes fut incendiée. Nous ne savons rien de cet événement, sinon que, comme en témoignent les fouilles archéologiques, l'intention était de profaner l'édifice. On se perd en conjectures sur les circonstances de cette destruction. Elle a été interprétée comme le témoignage du passage d'un régime autocratique à un gouvernement collectif. Il pourrait également s'agir d'un bouleversement politico-religieux dirigé contre le culte du serpent à Plumes. À l'appui de cette hypothèse, on invoque la peinture murale dite « des animaux mythologiques ». Celle-ci représente le combat entre des serpents à plumes et d'autres animaux emblématiques et serait une allégorie politique de cette lutte entre factions.
Cette période voit la généralisation des « ensembles résidentiels » aux murs de pierre, dont la construction avait débuté à la fin de l'époque précédente. Vers 450, l'immense majorité de la population vit dans ce type d'habitations occupées par plusieurs familles. À la périphérie de la cité, une minorité (peut-être 15 %) a continué à vivre dans des habitations en matériaux périssables (adobe).

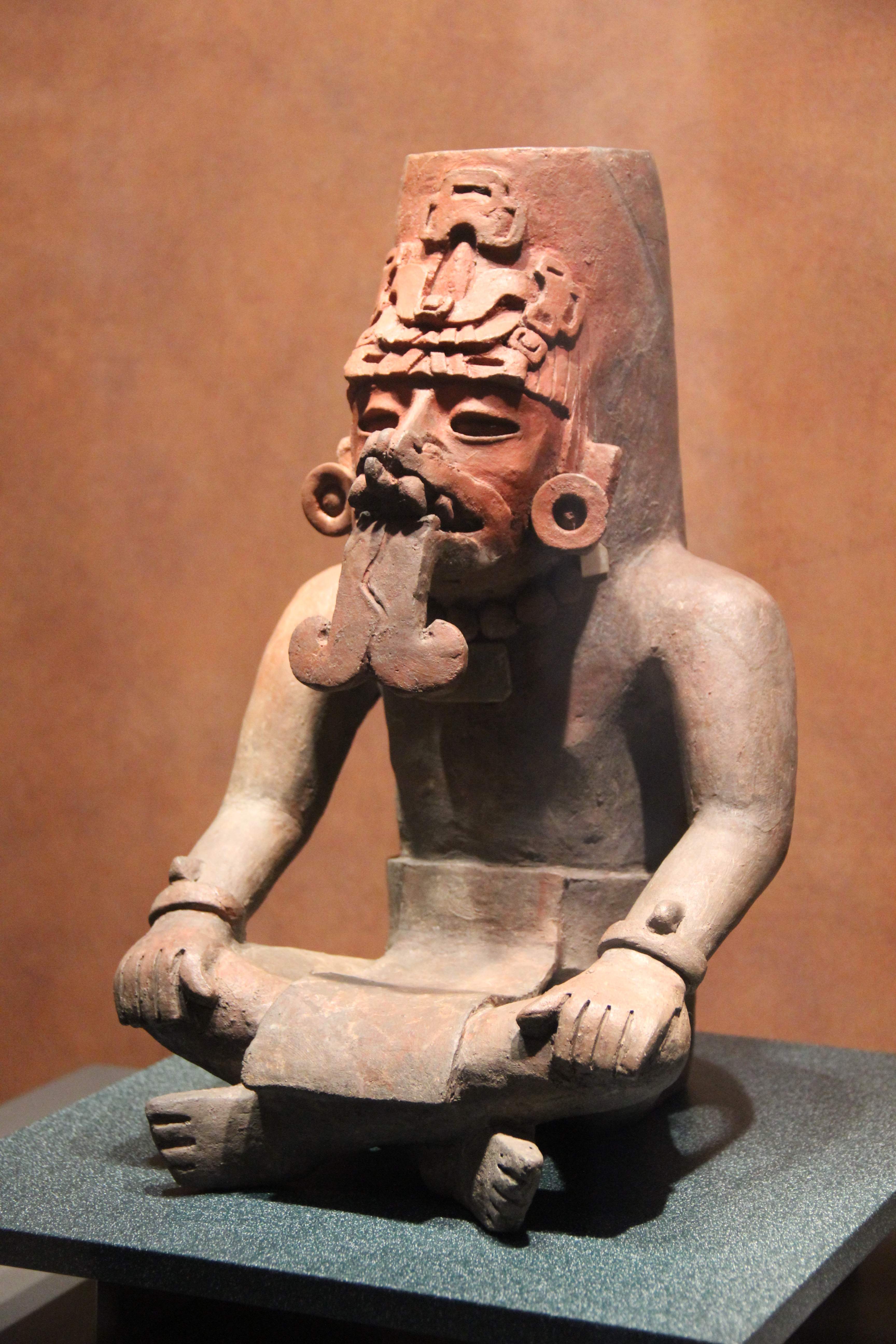
Urne effigie zapotèque retrouvée dans le quartier zapotèque de la Cité

La ville était multiethnique et comprenait des populations venues de toute la région placée sous l'influence de Teotihuacan. Certains quartiers ("barrios" en espagnol) en périphérie de la ville hébergeaient des groupes venus de régions plus lointaines : Oaxaca, Michoacan, côte du golfe ou région maya. On a identifié un "quartier zapotèque", également connu sous le nom de Tlailotlacan, à l'ouest de la cité, qui comprenait la Structure 19, occupée par des gens originaires du Michoacan. Ces Zapotèques se sont progressivement intégrés à la société teotihuacane, tout en conservant certaines particularités culturelles : écriture, coutumes mortuaires, habitudes alimentaires. Le quartier dit "des commerçants", d'une étendue de 4 ha, se situait à l'est de la cité. Comme son nom l'indique, ses occupants, venus du Veracruz, s'occupaient de commerce à longue distance. Ils occupaient des édifices de plan circulaire, très différents des autres structures de Teotihuacan.
Teotihuacan était devenue la plaque tournante de l'économie d'une grande partie de la Mésoamérique. Elle était un lieu d'échanges avec les autres entités politiques de Mésoamérique, notamment pour le commerce du jade, du copal, du mica en provenance d'Oaxaca, de l'onyx, de la résine aromatique de la côte du golfe du Mexique ou des plumes caudales du quetzal venues du pays maya. Parmi les produits manufacturés qu'elle exportait à des centaines de kilomètres figuraient les objets d'obsidienne que ses artisans façonnaient, un large éventail de poterie, à usage domestique ou rituel, comme les vases tripodes fort appréciés.

### Effondrement
On croyait initialement qu'aux alentours des VIIe et VIIIe siècles, la ville avait été mise à sac et brûlée par des envahisseurs, peut-être Chichimèques. La datation de ces événements dramatiques a été revue mais divise encore les archéologues. Selon certains, l'incendie aurait eu lieu vers 550. D'autres penchent pour une date plus tardive, entre 600 et 650. Par ailleurs, les fouilles les plus récentes semblent indiquer que l'incendie de la cité s'est limité aux structures et habitations associées avant tout au centre civico-cérémoniel et à la classe dirigeante, tandis que les districts pauvres ne furent presque pas touchés, ce qui peut s'expliquer par une émeute à l'intérieur de la ville. En effet, comme les premiers travaux archéologiques se sont focalisés sur les palais et les temples, lieux fréquentés par les élites, et que tous ces sites montraient des traces d'incendie, les archéologues en ont conclu, un peu hâtivement semble-t-il, que l'ensemble de la cité avait brûlé. Cependant, il apparaît à présent que la destruction de la cité s'est limitée aux symboles du pouvoir : certaines statues ont même été méthodiquement détruites et leurs fragments dispersés : dans le complexe de Xalla, on a découvert à plusieurs mètres de son socle plus de 160 fragments d'une statue méthodiquement fracassée au moyen de divers outils, qui gisaient au milieu des restes calcinés d'un sanctuaire.
Des indices de déclin démographique au début du VIe siècle tendent à confirmer l'hypothèse de troubles internes. Le déclin de Teotihuacan a pu être mis en corrélation avec de longues périodes de sécheresse liées au refroidissement brutal provoqué par le changement climatique de 535-536. Cette théorie du déclin écologique s'appuie sur le fait que les couches du VIe siècle présentent d'une part les traces d'une éruption massive du volcan Ilopango en 535 ou 536 et d'autre part une augmentation du pourcentage des squelettes d'adolescents porteurs d'indices de malnutrition, ce qui semble indiquer une famine consécutive à la destruction des ressources par les cendres volcaniques. La violence et les troubles internes peuvent découler de ces conditions, les élites étant tenues pour responsables puisque leur rôle, à la fois religieux et politique, était de maintenir l'équilibre du monde et la prospérité de la cité.
Les défenseurs de la théorie de l'invasion s'appuient sur des peintures murales de Cacaxtla, parmi lesquelles on a trouvé une peinture de bataille représentant le glyphe de Teotihuacan sur une pyramide en flammes, symbole d'une cité conquise en Mésoamérique. Cela voudrait dire qu'il y eut une attaque contre Teotihuacan menée par les habitants de Cacaxtla. Cependant, il n'était pas rare à l'époque que des potentats s'attribuent faussement une victoire. Les deux théories ne sont pas exclusives l'une de l'autre : il est possible que d'autres cités situées à proximité comme Cholula, Xochicalco et Cacaxtla aient profité des difficultés de Teotihuacan pour réduire son influence et son pouvoir, et se soient affrontées pour combler le vide laissé par le déclin de cette dernière. L'art et l'architecture de ces sites imitent le style de Teotihuacan, mais démontrent également un mélange éclectique de motifs et d'iconographies provenant d'autres parties de la Mésoamérique, en particulier de la région maya.
Des recherches en paléosismologie ont révélé en 2024, par l'analyse systématique des dommages subis par les bâtiments des pyramides, plusieurs conséquences attribuables à des tremblements de terre ; des dommages ont également été identifiés dans l'escalier ouest de l'ancien temple du Serpent à plumes, dans les premières rangées de l'escalier ouest de son avant-corps (adosada) et dans la pyramide du Soleil. Au total, cinq tremblements de terre ont été ainsi identifiés et datés de la période Tzacualli (Ier siècle) à la période Xolalpan-Metepec (450-550). L'un d'entre eux pourrait avoir détruit la ville et contribué à l'effondrement de la cité, même si ce n'est pas en contradiction avec d'autres théories existantes concernant l'effondrement de Teotihuacan, les tremblements de terre ayant pu accroître les guerres et troubles civils.

### Teotihuacan et les Mayas
La nature des interactions politiques et culturelles entre Teotihuacan et les cités de la région maya (comme ailleurs en Mésoamérique) a été un sujet de débats importants depuis la découverte à Uaxactun en 1933 de céramiques provenant de Teotihuacan. L'essentiel des échanges et des interactions se sont produits au cours des siècles écoulés depuis la période préclassique tardive jusqu'au milieu de la période classique. Les « idéologies inspirées par Teotihuacan » et sa culture ont persisté dans les centres Maya au cours de la période classique tardive, longtemps après le déclin de la ville de Teotihuacan elle-même. Cependant, les chercheurs débattent encore entre eux de l'importance de l'influence de Teotihuacan et de son étendue. Certains pensent que la cité a exercé une domination directe et militaire, d'autres que l'adoption de traits « étrangers » faisait partie d'une diffusion culturelle sélective, consciente et agissant dans les deux sens. De nouvelles découvertes suggèrent que Teotihuacan n'était pas très différente dans ses interactions avec d'autres capitales des empires plus tardifs, comme ceux des Toltèques et des Aztèques,. On estime que Teotihuacan a eu une influence majeure sur la civilisation maya préclassique et classique, très probablement par la conquête de plusieurs centres et régions Mayas, y compris Tikal et la région de Petén, et par son influence sur la culture maya.

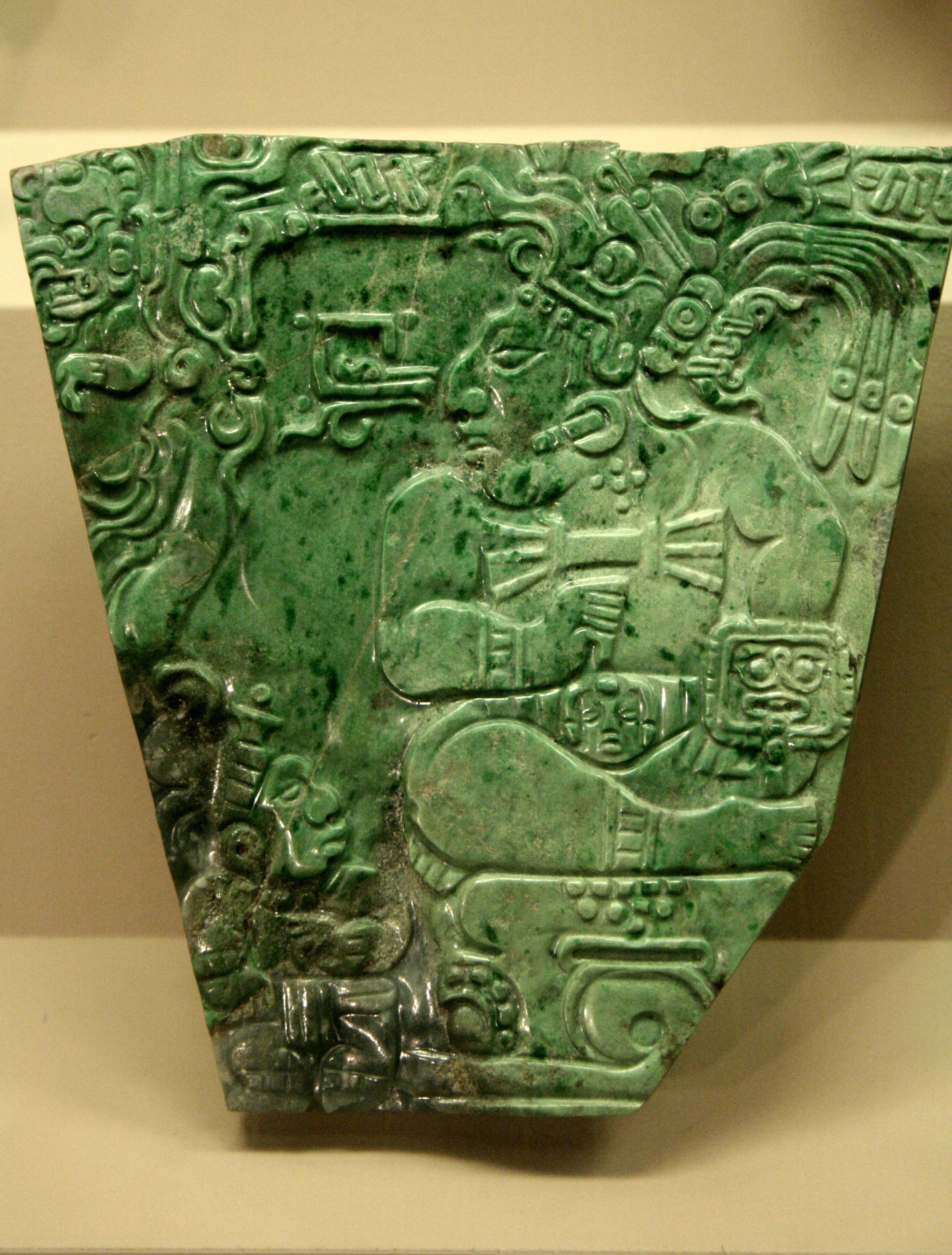
Plaque de jade représentant un souverain maya, retrouvée à Teotihuacan (British Museum).

Les styles architecturaux prédominant à Teotihuacan se retrouvent dans un certain nombre de sites mésoaméricains éloignés, ce que certains chercheurs ont interprété comme une preuve d'interactions profondes avec Teotihuacan ou d'une domination politique et militaire. Un style particulier associé à Teotihuacan, connu sous le nom de talud-tablero, est un module dans lequel un soubassement en talus sur le côté extérieur d'une structure (talud) est surmonté par un panneau vertical rectangulaire en saillie (tablero). Les variantes de ce style générique se rencontrent dans un certain nombre de sites de la zone maya, parmi lesquels Tikal, Kaminaljuyu, Copan, Becan et Oxkintok, en particulier dans le bassin de Petén et les hautes terres du centre du Guatemala,. Le style talud-tablero a fait sa première apparition à Teotihuacan au début de l'époque classique et il semble avoir son origine dans la région de Tlaxcala-Puebla au cours de la période préclassique. Des analyses ont retracé le développement des variantes locales du style talud-tablero sur des sites comme Tikal, où son utilisation précède l'apparition au Ve siècle de motifs iconographiques partagés par Teotihuacan. Le style talud-tablero s'est diffusé dans toute la Mésoamérique, à partir de la fin de la période préclassique, et non pas spécifiquement, ou seulement, par le biais de l'influence de Teotihuacan. On ne sait pas comment, ni à partir d'où, le style s'est propagé dans la région maya,.
La ville était un centre d'industrie qui abritait de nombreux potiers, bijoutiers et artisans. Teotihuacan est connue pour avoir produit un grand nombre d'artefacts en obsidienne. On ne connaît aucun texte non idéographique de cette ville existant ou ayant existé. La cité est toutefois mentionnée sur certains monuments mayas, montrant que la noblesse de Teotihuacan voyageait et contractait des alliances matrimoniales avec les potentats locaux jusqu'à Copán dans l'État actuel du Honduras. Des inscriptions mayas font référence à un individu surnommé par les archéologues anglophones « Spearthrower (= propulseur, atlatl, arme caractéristique de Teotihuacan) Owl (= hibou) », qui serait un dirigeant de Teotihuacan ayant régné près de 60 ans et qui aurait imposé son fils Yax Nuun Ayiin I comme roi de Tikal et Uaxactun (dans l'État actuel du Guatemala). Ce dernier est représenté en tenue de guerrier de Teotihuacan sur la stèle 31 de Tikal. Ces relations étaient réciproques : on a retrouvé à Teotihuacan des objets provenant de la zone maya. Plus éclairant encore : l'analyse isotopique de trois squelettes retrouvés récemment dans une tombe de la Pyramide de la Lune a permis de déterminer qu'ils étaient originaires des Hautes-Terres mayas.

## Civilisation de Teotihuacan

### Diversité ethnique
Des preuves archéologiques suggèrent que Teotihuacan était une ville multi-ethnique, avec des quartiers distincts occupés par les Otomi, les Zapotèques, les Mixtèques, les Mayas et des peuples nahuas. Selon les Aztèques, les Totonaques affirmaient que c'étaient eux qui l'avaient construite, mais cette version n'a pas été corroborée par les découvertes archéologiques. En revanche, en 2001, Terrence Kaufman (en) a présenté des travaux linguistiques suggérant qu'un important groupe ethnique de Teotihuacan était apparenté sur le plan linguistique à la famille des langues totonaques et /ou mixe-zoque. Selon Terrence Kaufman, cela pourrait expliquer l'influence générale des langues totonaques et mixe-zoques sur beaucoup d'autres langues méso-américaines (en). C'est cependant la langue otomi qui était la lingua franca dans la région de Teotihuacan, à la fois avant et après la période classique. Il n'est donc pas possible, en l'état actuel des recherches, de préciser quel groupe culturel et ethnique était dominant à Teotihuacan et de plus, il est possible d'une part que cette prédominance (s'il y en avait une) a pu passer d'un groupe à l'autre au fil des phases, et d'autre part que tel groupe a pu prédominer dans le domaine artisanal, tel autre dans le domaine commercial, tel autre encore dans le domaine religieux et ainsi de suite.

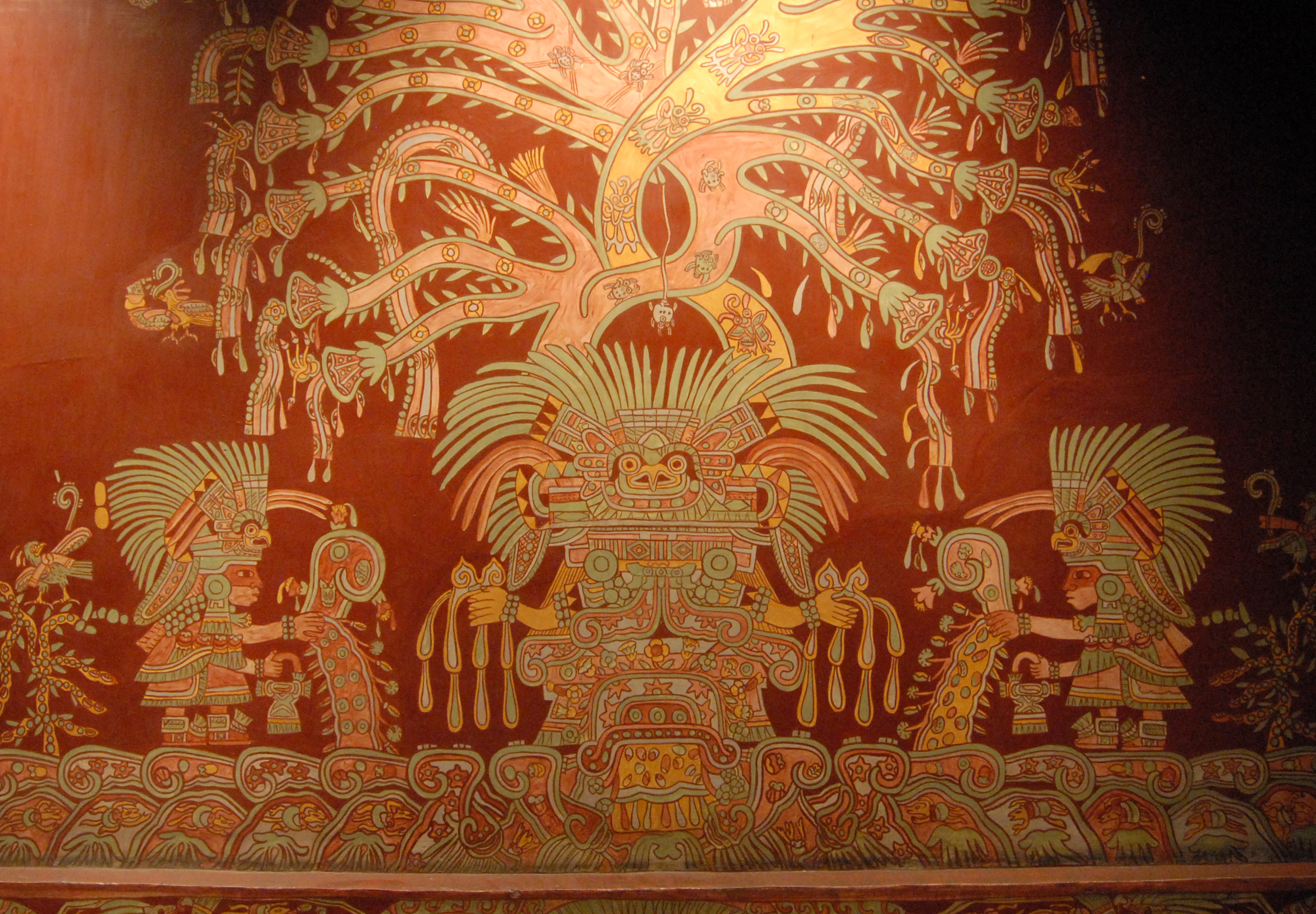
Une peinture murale représentant un personnage qui a été identifié comme étant la grande déesse de Teotihuacán

### Religion
En l'absence de textes, les spécialistes ne peuvent s'appuyer que sur les fouilles archéologiques et les analogies ethnohistoriques pour émettre des hypothèses sur la religion de Teotihuacan. Celle-ci fait partie des religions mésoaméricaines qui présentent beaucoup de similarités avérées. Il s'agit de religions polythéistes, dotées d'un panthéon, et immanentes, c'est-à-dire que les forces surnaturelles imprègnent le monde naturel. Les arts plastiques constituent notre principale source d'information. Les artefacts sont notoirement difficiles à interpréter de façon fiable et objective. La recherche est donc en constante évolution et les débats nombreux, comme celui à propos de la "grande déesse de Teotihuacan".

#### Panthéon
Au XXe siècle, les similarités avec les représentations des divinités aztèques au Postclassique, ont conduit les spécialistes à attribuer à certaines divinités de Teotihuacan des noms nahuatl (langue des Aztèques) comme Tlaloc, Chalchiutlicue, Huehueteotl ou Quetzalcoatl. De nombreux chercheurs sont d'avis qu'il faut faire preuve de prudence, même lorsque la continuité ne semble pas faire de doute, et employer des dénominations descriptives plus neutres. Ils parlent donc du "dieu de l'orage" ("storm god" en anglais) plutôt que de Tlaloc.

##### Dieu de l'orage

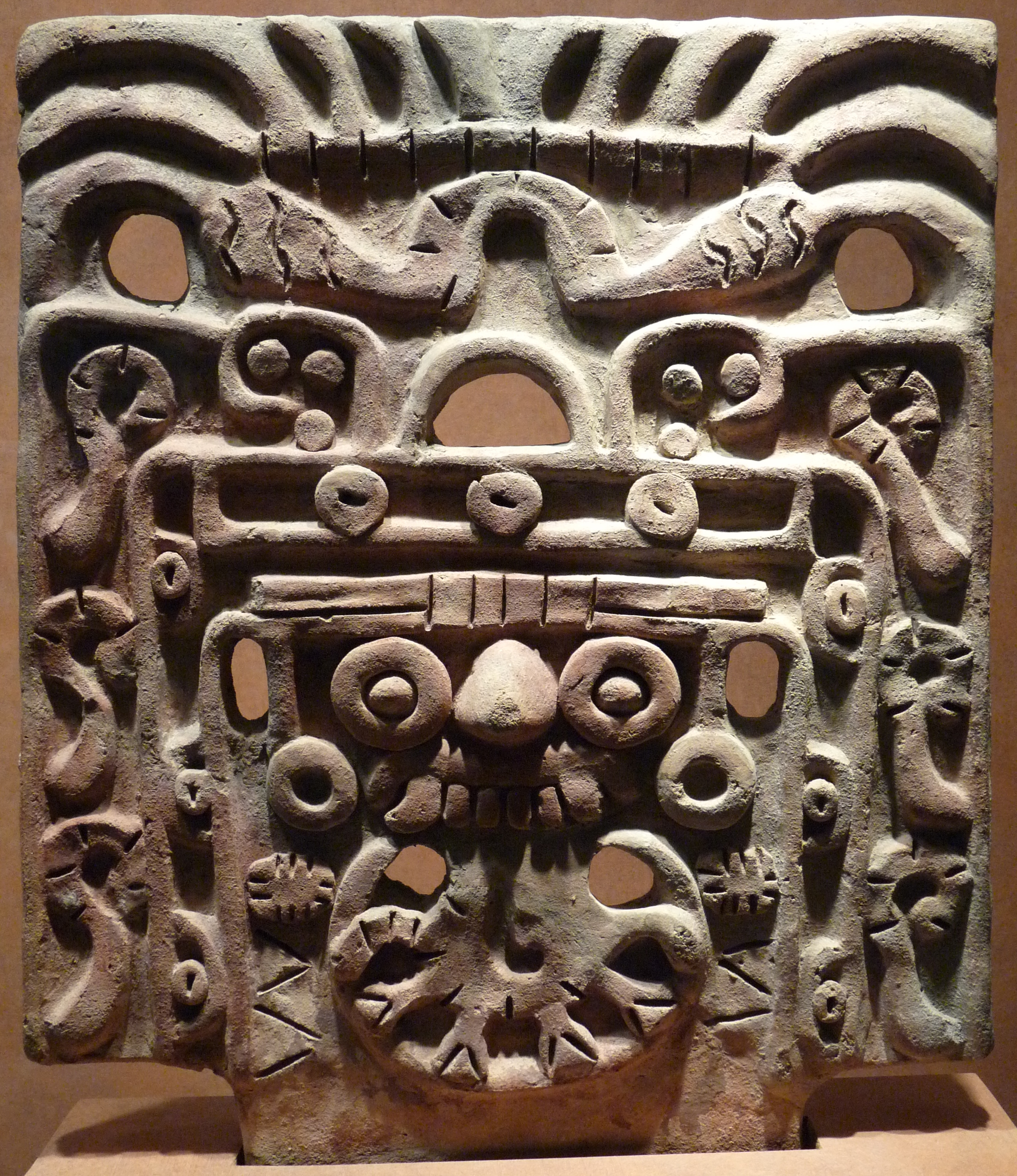
Acrotère (almena en espagnol) représentant le dieu de l'orage. Un nénuphar est pendu à sa mâchoire supérieure.

Le dieu de l'orage est souvent considéré comme un prototype du dieu aztèque Tlaloc. Si certains auteurs continuent à l'appeler par son nom aztèque, depuis la fin des années 1980 de nombreux autres préfèrent l'expression "dieu de l'orage".

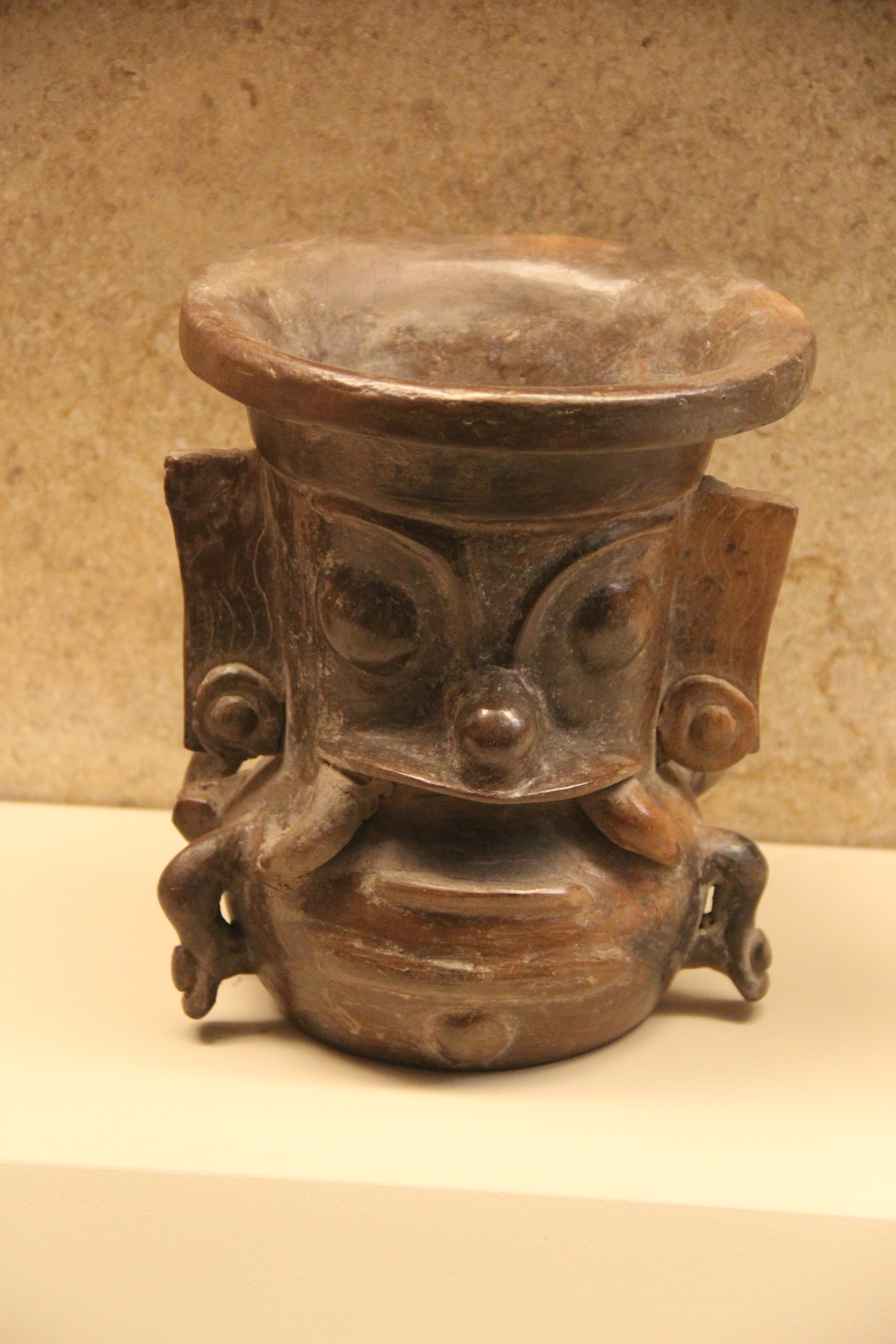
Vase orné d'une représentation du dieu de l'orage

Il est présent dans l'art de Teotihuacan sous la forme des "vases Tlaloc", de peintures ou de sculptures. Il est doté d'attributs caractéristiques : des yeux cerclés (le mot "lunettes" est fréquemment employé), des crocs proéminents et une lèvre supérieure retroussée. Il tient dans une de ses mains un éclair ondulant. Esther Pazstory a distingué deux formes de cette divinité : "Tlaloc A", aux canines de jaguar proéminentes, tenant un lis d'eau dans la gueule, et "Tlaloc B", doté d'une langue bifide

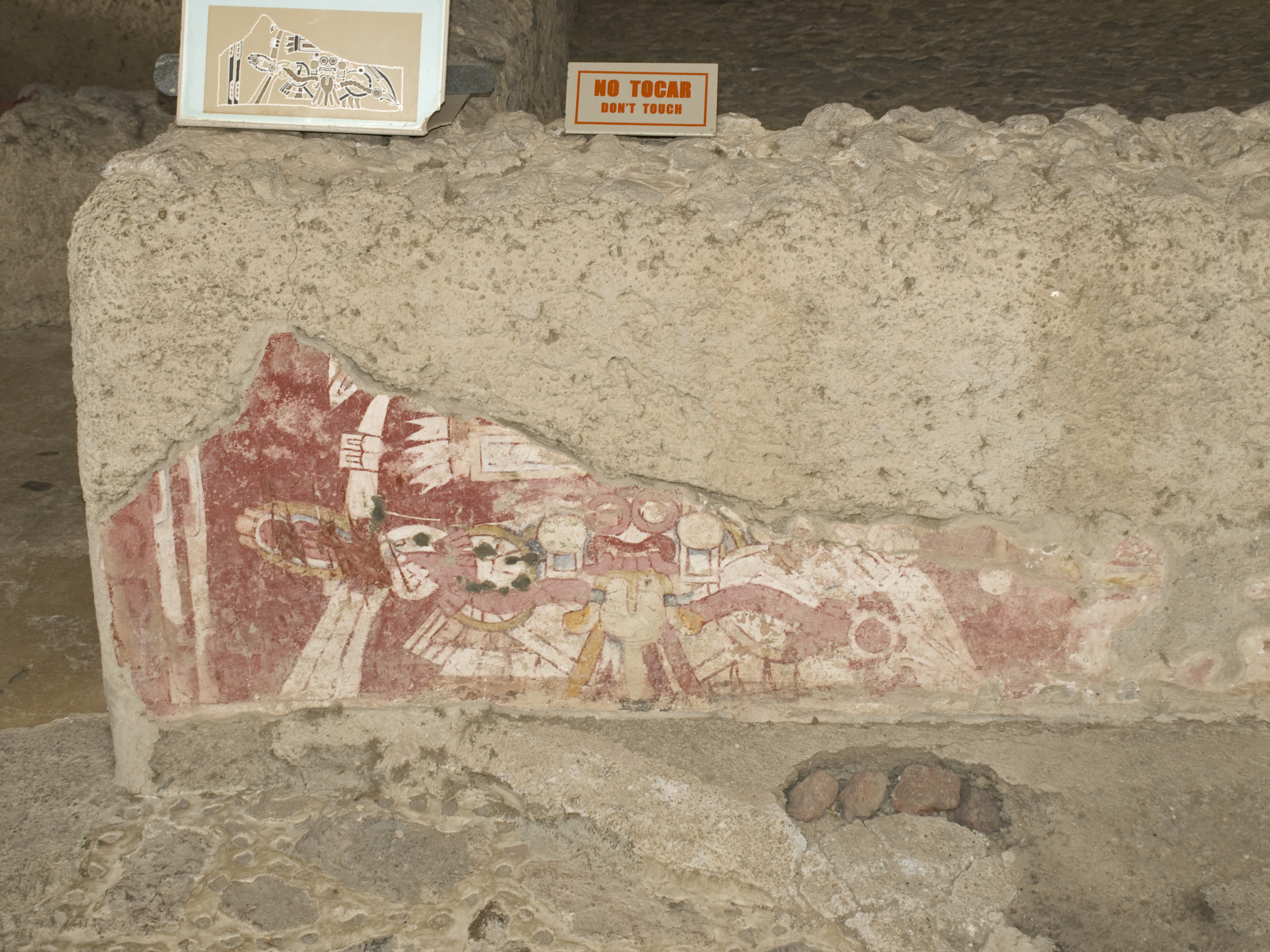
Peinture du dieu de l'orage tenant un éclair ondulant (ensemble résidentiel de Tetitla).

Le dieu de l'orage est une divinité complexe. Associé à la pluie bienfaisante et aux moissons, dans une région où la saison humide est toujours attendue, il est représenté sur certaines peintures en porteur de maïs. Compte tenu de cette association avec l'eau, il n'est donc pas étonnant qu'il soit également associé aux montagnes, considérées comme les lieux d'origine de l'eau.
Il est aussi associé au jaguar, dont le rugissement fait penser au grondement du tonnerre. Le tonnerre est associé à l'arrivée de la pluie et à la fertilité, mais également à la guerre, comme on peut le voir dans la lointaine cité maya de Tikal, dont le roi, originaire de Teotihuacan, est représenté sur le côté de la stèle 31, tenant un bouclier portant l'effigie du dieu de l'orage.

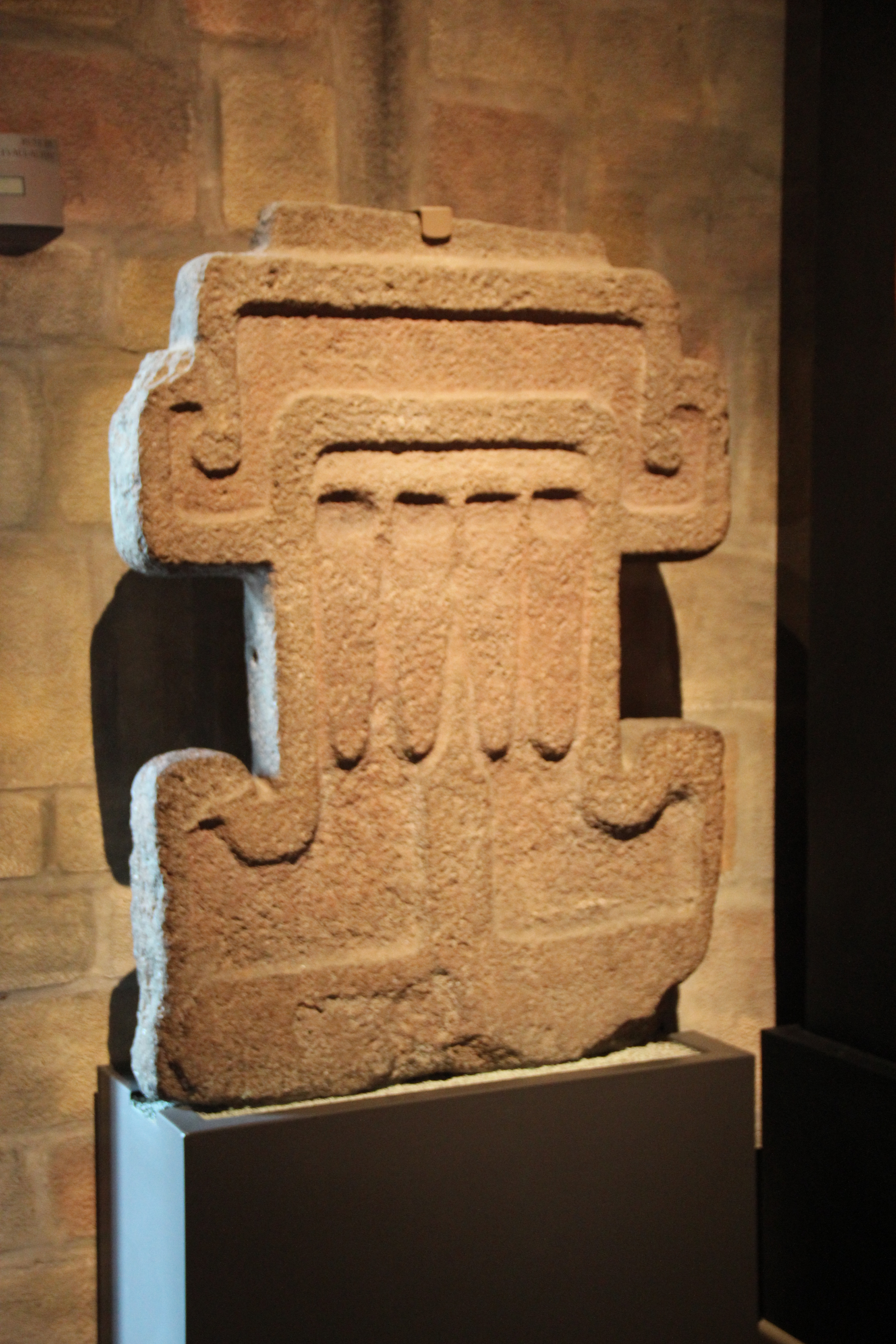
Dalle sculptée représentant les crocs du dieu de l'orage

##### Serpent à plumes

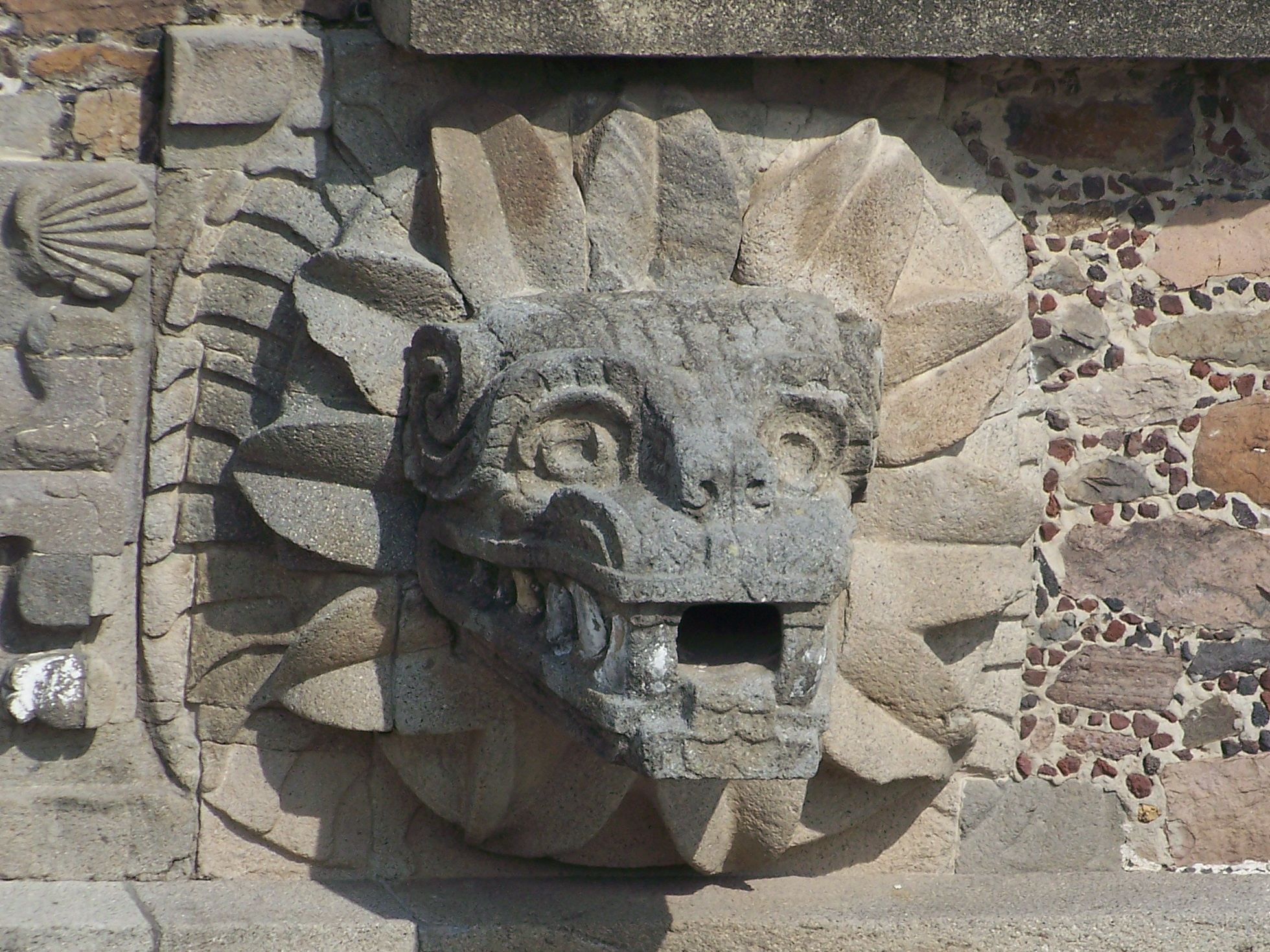
Tête de serpent à plumes émergeant d'une collerette de plumes.

En 1917, Manuel Gamio mit au jour les éléments architecturaux cachés de la pyramide au centre de la cité, parmi lesquels une frise de serpents couverts de plumes ondulant sur les talus et des têtes de serpents jaillissant d'une collerette de plumes sur les panneaux. Ces éléments donnèrent leur nom au bâtiment : le temple du Serpent à plumes. C'est la première apparition de cette créature au Mexique central. Ce nom fut rapidement associé dans la littérature archéologique à celui de Quetzalcóatl, (combinaison du nom de l'oiseau quetzal et du mot "serpent" en nahuatl), une des principales divinités de l'époque postclassique. Le corps du serpent de Teotihuacan est couvert de plumes de la queue de quetzal, un oiseau qui ne vit pas au Mexique central, mais dans les forêts des hautes-terres mayas. Cette divinité n'est connue à Teotihuacan que sous cet aspect zoomorphe, très exactement celui d'un serpent à sonnettes, alors que dans le panthéon aztèque, elle est également représentée sous forme humaine. Sur la façade du temple du Serpent à plumes, elle nage au milieu de coquillages ou d'escargots.

##### Dieu du feu
Parmi les divinités relativement bien cernées par les chercheurs figure un dieu du feu antérieur à Teotihuacan. On le trouve déjà à Cuicuilco et on l'appelle « vieux dieu », l'équivalent de son nom aztèque, Huehueteotl. Ses représentations en ronde-bosse sont immédiatement identifiables : un vieillard courbé et ridé, à la bouche édentée, assis en position du lotus, les deux mains appuyées sur les genoux, mais dans une position différente. Sa tête soutient un brasero dont les bords sont entourés de losanges avec un disque au milieu.
De nombreuses statues du « vieux dieu » ont été intentionnellement brisées et leurs fragments dispersés. Dans un certain nombre de cas, on peut légitimement soupçonner qu'il s'agit de manifestations d'iconoclasme qui visaient une divinité liée au pouvoir à Teotihuacan. En 2012, on a exhumé au sommet de la pyramide du Soleil la plus grande statue du dieu jamais découverte

##### Dieu masqué
On a retrouvé à Teotihuacan des figurines dont l'identité est controversée. Ces figurines, portant un masque, ont été identifiées par certains chercheurs comme des représentations du dieu postclassique Xipe Totec, ou en tout cas son prototype. Les Aztèques écorchaient une victime, dont un prêtre revêtait la peau. À Teotihuacan, trois trous indiquent les yeux et la bouche du porteur. Le masque servait apparemment plus à cacher le visage qu'à le protéger. L'absence de nez semble montrer qu'il ne s'agit pas d'un véritable visage écorché. Il pourrait s'agir d'un morceau de peau prélevé sur une autre partie du corps, puis perforé. Selon certains auteurs, il ne s'agirait pas de représentations d'une divinité, mais de guerriers portant une protection en cuir.

##### Grande Déesse

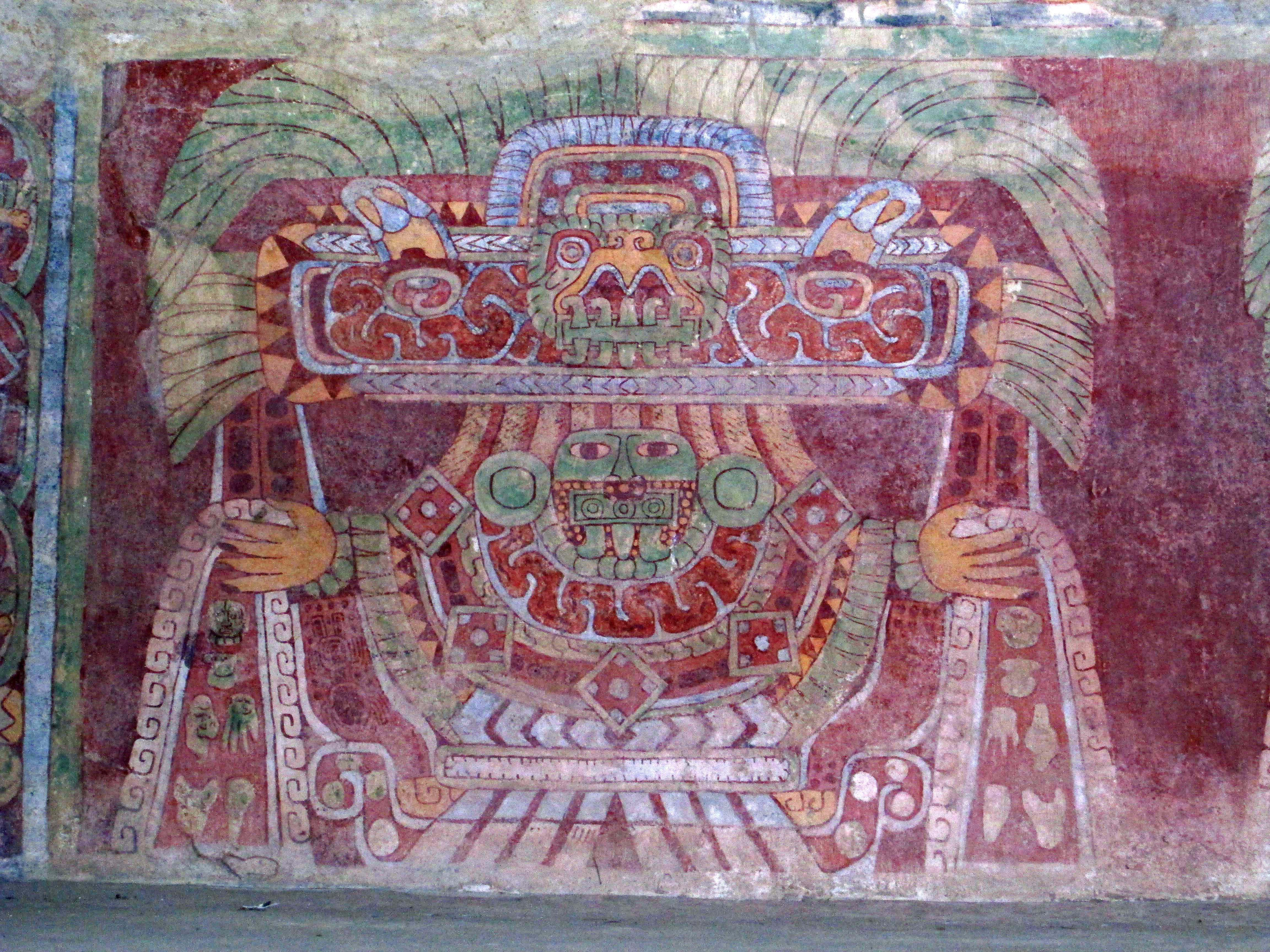
Peinture murale de Tetitla identifiée par Esther Pasztory comme représentation de la "Grande Déesse".

La Grande Déesse est un concept fort débattu. Elle serait reconnaissable à sa grande coiffe comportant une tête d'oiseau, des mains jaunes qui esquissent un geste de don ou encore un ornement nasal muni de crocs. Dans les années 1970, cette entité a été popularisée dans la littérature scientifique par Esther Pasztory, bien que par la suite, celle-ci se soit montrée plus prudente. Partant de peintures murales de Tepantitla et de Tetitla, elle l'appelle simplement « la Déesse ». En 1987, Hasso von Winning fut le premier à l'appeler « Grande Déesse ». Il fut également le premier à inclure dans ses représentations les grands monolithes de Teotihuacan. Elle aurait été la principale divinité de Teotihuacan. Le principal détracteur du concept de « grande déesse » est Zoltan Paulinyi, dans un article souvent cité, « The “Great Goddess” of Teotihuacan. Fiction or Reality? ». Il doute de l'existence de la Grande Déesse, qui serait selon lui un amalgame de plusieurs divinités féminines ou même masculines. Ce point de vue rencontre de plus en plus d'adhésion.

##### Papillon

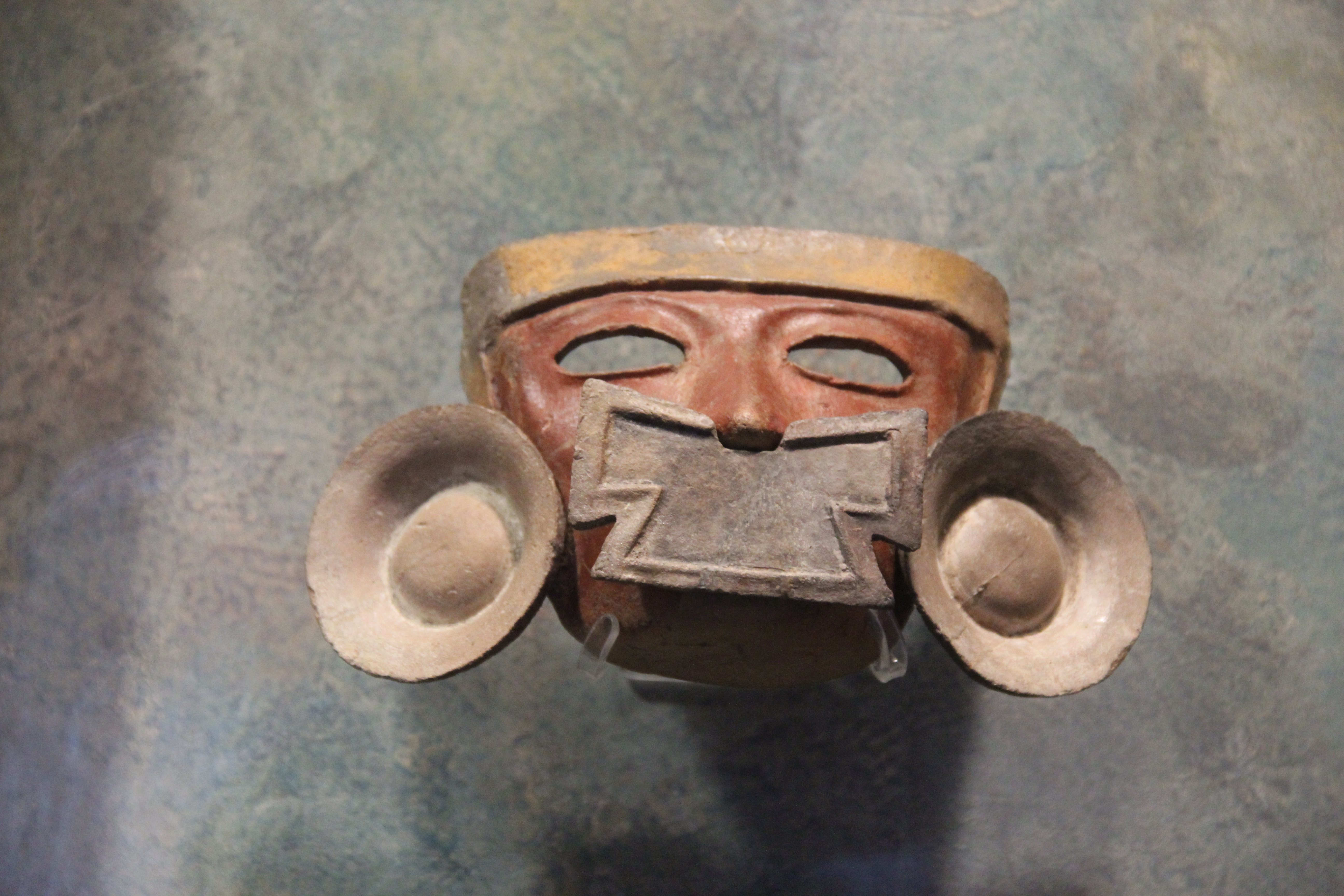
Masque portant une plaque nasale en forme de papillon stylisé

Le papillon est une image récurrente dans l'iconographie de Teotihuacan. On le retrouve dans les peintures murales et comme adornos sur les encensoirs-théâtre. Il n'est représenté en entier que dans les peintures. Sur les encensoirs, il n'est représenté que par un de ses parties, les ailes, la trompe, les antennes... Il semble lié à la guerre, sous une forme stylisée comme plaque nasale portée par les membres de la classe des guerriers. Plusieurs auteurs ont remarqué que le talud-tablero si typique de l'architecture de Teotihuacan a fondamentalement la même forme que le papillon stylisé d'une plaque nasale .

#### Divinités tutélaires
Dans les ensembles résidentiels, on entrevoit différentes divinités tutélaires selon le niveau socioéconomique des familles. A Oztoyahcualco, les archéologues ont découvert que la famille la plus riche rendait un culte au dieu de l'orage, d'autres à des sculptures du dieu du feu, alors qu'une figure de lapin a été retrouvée sur un autel domestique dans le patio de la famille la plus pauvre. Dans d'autres ensembles, de petites sculptures d'animaux tels que des singes, des chiens, des chauves-souris, retrouvées sur les autels domestiques, pourraient avoir été des divinités tutélaires.

#### Cosmologie, cosmogonie et mythologie
Les habitants de Teotihuacan partageaient avec les autres peuples mésoaméricains la notion que l'univers se compose de trois niveaux : le ciel, la terre et l'inframonde (ou monde souterrain). À chaque niveau l'univers est structuré par les quatre directions cardinales (nord, est, sud et ouest) et un point central, l'axis mundi (ou axe du monde en latin). Cette structure symbolique, appelée quinconce, est omniprésente à Teotihuacan. La disposition de la cité elle-même reproduisait l'univers dont la Citadelle marquait l'axis mundi au croisement de l'Allée des Morts et de l'avenue Est-Ouest.
Le quinconce se retrouve dans l'architecture du singulier "édifice des Autels", au pied de la pyramide de la Lune. Celui-ci a attiré l'attention des chercheurs. À l'intérieur sont disposées symétriquement dix structures (les "autels") : une au centre, quatre (si l'on considère que les deux structures plus petites situées de part et d'autre de l'entrée du côté est n'en constituent qu'une) aux points cardinaux et quatre, disposés en oblique, aux points intercardinaux. Dans un article qui lui valut les éloges d'Eduardo Matos Moctezuma, l'archéologue Otto Schöndube a souligné la ressemblance entre cette disposition spatiale et le Codex Fejérváry-Mayer. La première page de ce codex postclassique représente un cosmogramme extrêmement élaboré intégrant temps et espace sacrés. Dans leur état actuel, les murs de l'édifice des Autels ne présentent plus que quelques traces de stuc, mais certains se sont demandé si à l'origine n'y figuraient pas les quatre couleurs cardinales et les 260 points correspondant aux 260 jours du calendrier sacré mésoaméricain, cette question relevant de la spéculation . Ce cosmogramme fondamental se retrouve probablement aussi dans une peinture murale de la structure 1B' de la Citadelle.
Par leur disposition, les dépôts-offrandes de la pyramide de la Lune reflètent également la géographie cosmique : aux quatre coins et au centre du dépôt 2 les archéologues ont retrouvé un vase Tlaloc placé de façon à le structurer en cosmogramme. De la même manière, dans le dépôt 6 neuf aigles ont été placés au centre et aux directions cardinales et intercardinales.
Le quinconce cosmique peut être reproduit sous les formes les plus diverses et les plus inattendues, comme ce groupe de cinq jarres ayant contenu des pigments

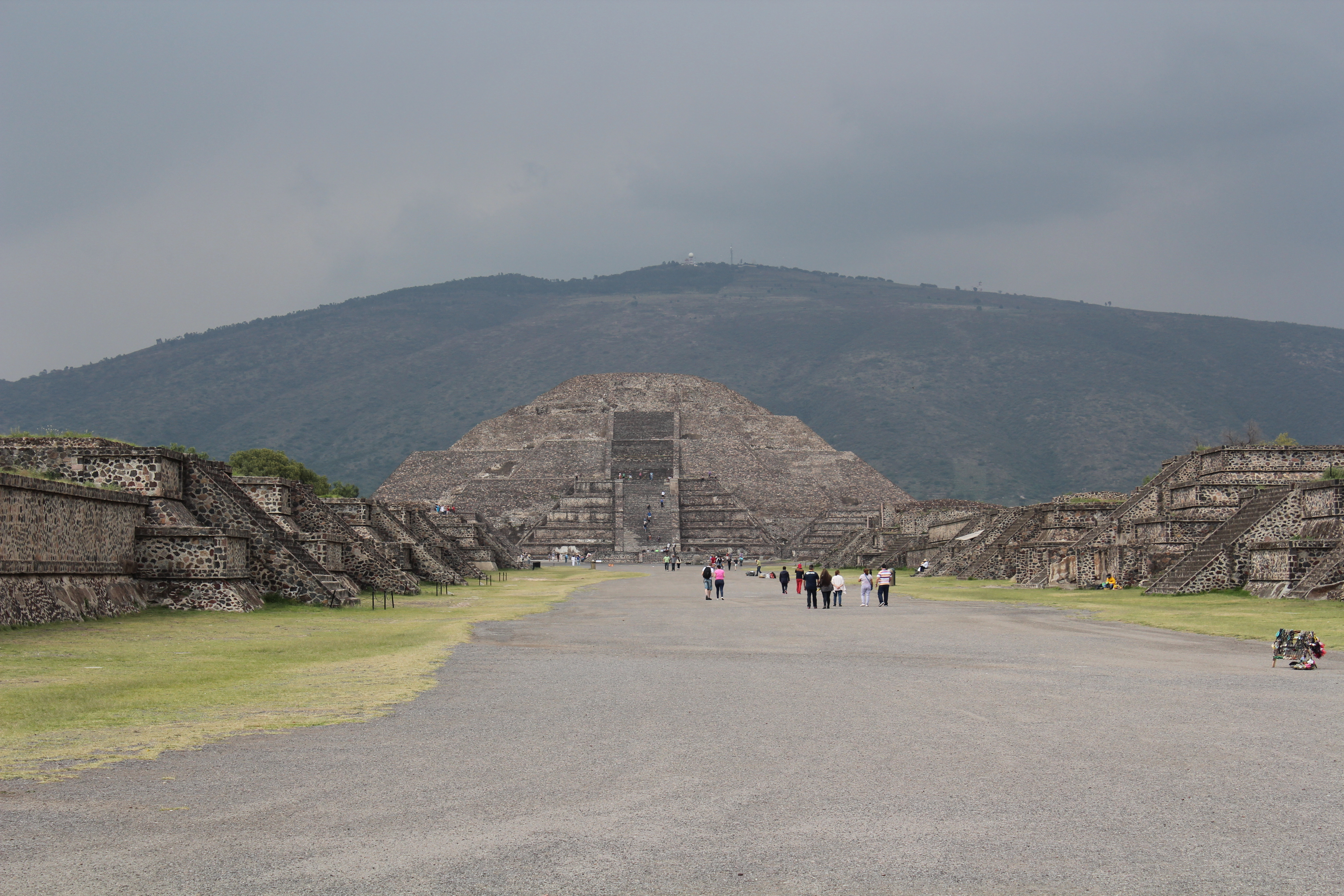
Avenue des Morts, pyramide de la Lune et Cerro Gordo en arrière-plan

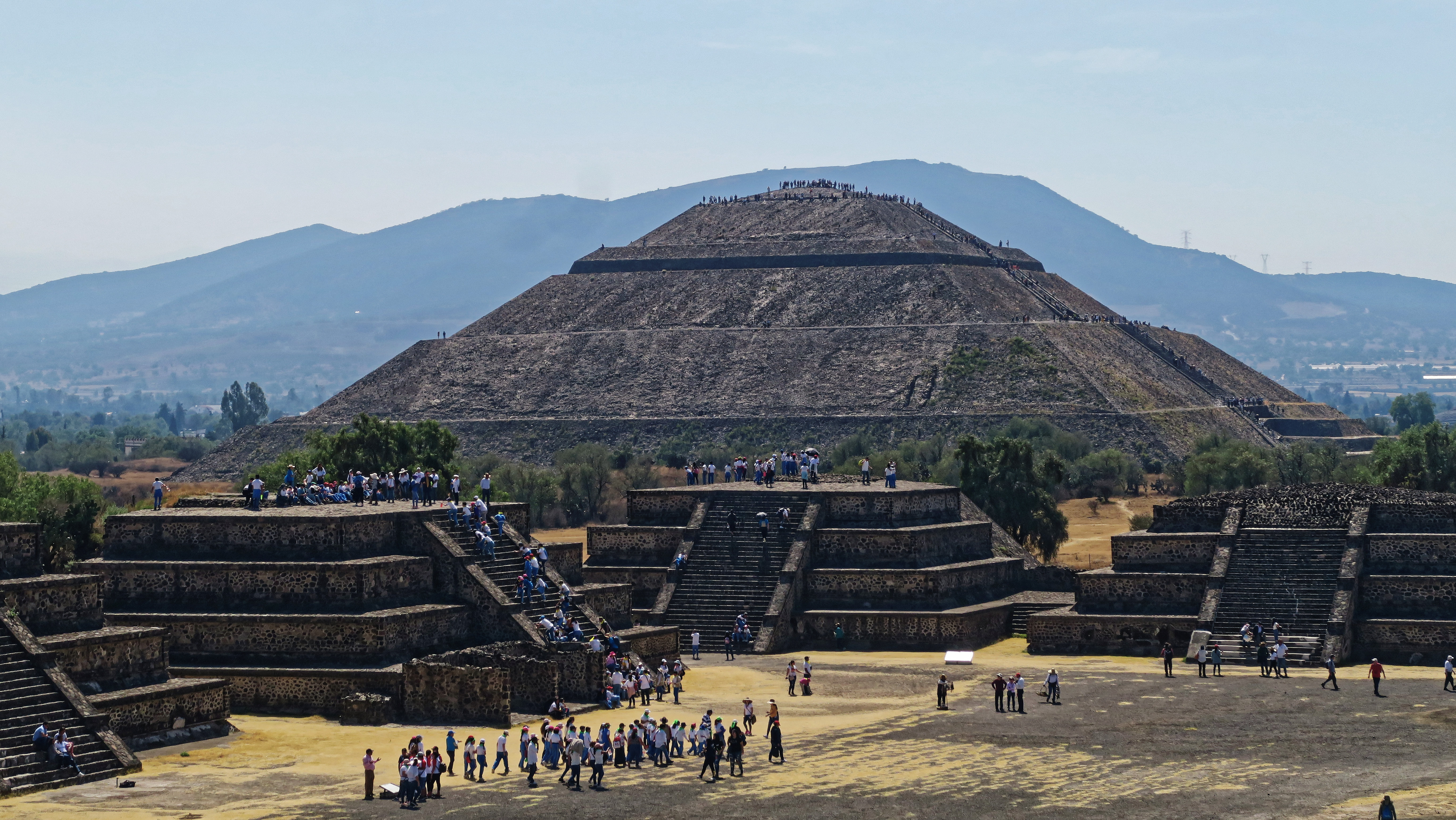
Pyramide du Soleil et Cerro Patlachique en arrière-plan

Dans la géographie sacrée mésoaméricaine chaque élément du paysage se voit attribuer une signification. Dans l'iconographie de Teotihuacan, un motif revient très fréquemment : trois montagnes en forme de U renversé disposées en triangle, qui correspondent sans doute au mythe des trois pierres de la création chez les Mayas. La pyramide de la Lune a été construite de façon à se détacher sur le fond formé par le cratère volcanique du Cerro Gordo, symbole de la montagne dispensatrice d'eau, si importante pour les agriculteurs. De la même manière, pour un spectateur qui observe la pyramide du Soleil depuis le nord, l'édifice reproduit la forme du Cerro Patlachique au sud, le troisième sommet montagneux de la triade étant le Cerro Malinalco, à l'ouest. Cette structure triadique est également récurrente ailleurs dans l'architecture de la cité, où les ensembles de trois temples sont nombreux. Les montagnes jouent également un rôle important dans la cosmogonie mésoaméricaine. À Teotihuacan la pyramide du Serpent à plumes incarne littéralement la montagne qui émerge des eaux primordiales au début des temps, puisque la gigantesque place qui occupe une grande partie de sa superficie pouvait être inondée et l'est encore actuellement lors de violentes pluies d'orage.

#### Rituels
Les rituels ont pour objet d'assurer la cohésion sociale de la cité multiethnique. Ils concernent des matières variées, qu'il s'agisse, au niveau de la cité, de s'assurer de bonnes moissons, des succès militaires, de veiller à l'ordre cosmique, ou, au niveau de la famille, de s'assurer la guérison de quelqu'un ou la prospérité de la maison.

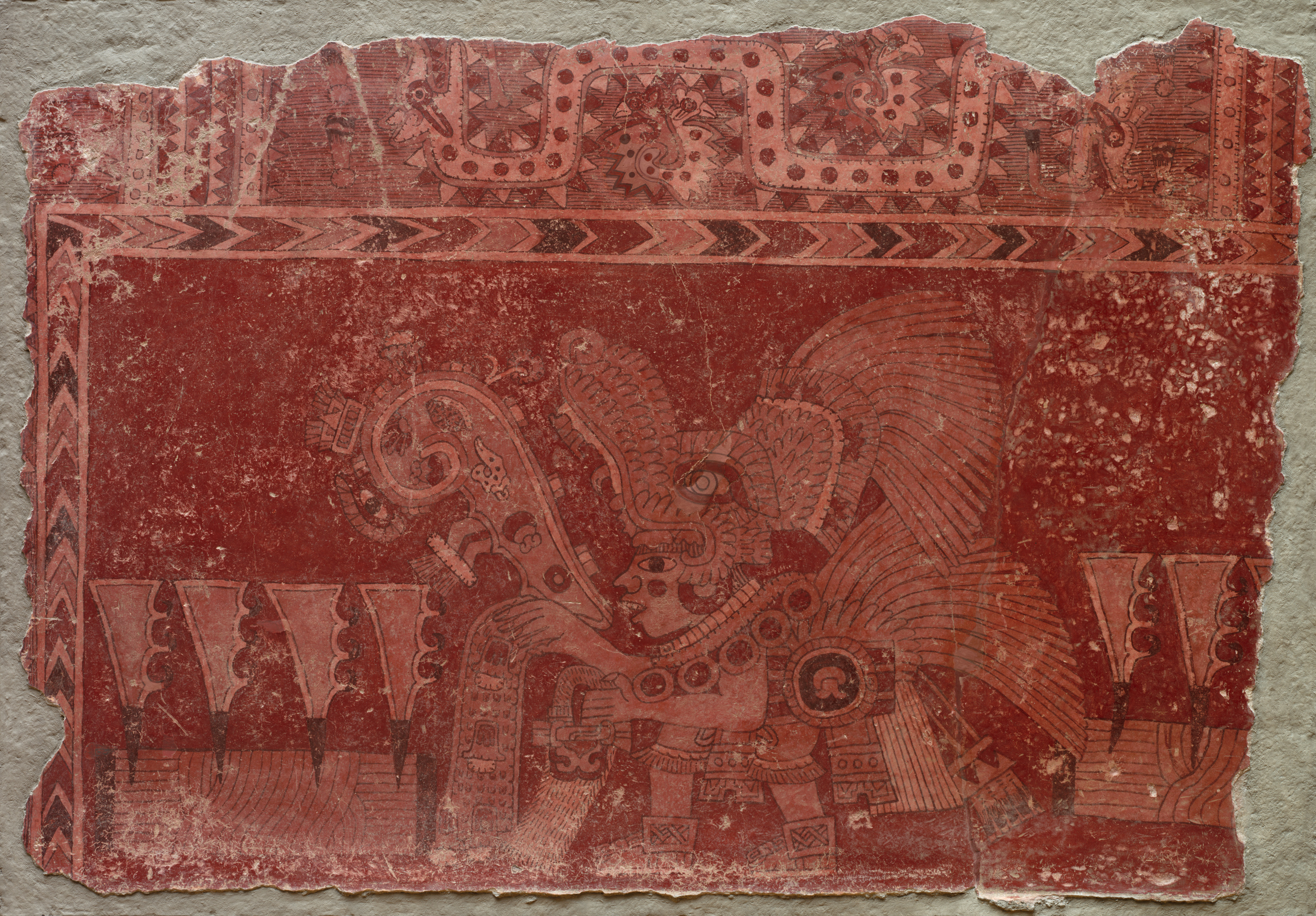
Fragment d'une procession, représentant un personnage (coiffé d'une tête de serpent à plumes) faisant une offrande face à un paquet surmonté d'épines de maguey. Provenance probable : Tlacuilapaxco.

Des processions sont très fréquemment représentées sur des emplacements muraux sous forme de figures de profil, en particulier des figures multiples, souvent représentées tenant un petit sac d'une main et de l'autre en train de répandre des offrandes. De leur bouche sortent des volutes symbolisant des chants (ou des cœurs saignants) ; des empreintes de pas suggèrent des processions et des chorégraphies. Les participants sont des humains, des animaux et des hybrides.
Teotihuacan semble avoir partagé avec d'autres cultures un rite précurseur de la cérémonie du feu nouveau, bien attestée chez les Aztèques, qui célébraient le début de cycles calendaires de 52 ans. A Teotihuacan ce rituel est évoqué par des sculptures de pierre représentant un faisceau de branches liées qui paraissent brûler et appelées "ligatures des années".
Des rituels domestiques sont célébrés autour des autels dans les ensembles d'habitation. Ils sont archéologiquement associés à des brûleurs d'encens (copal), qu'il s'agisse d'encensoirs-théâtre ou des effigies de Huehueteotl.
Les Teotihuacans pratiquaient des sacrifices : des os humains et animaux, associés à des artefacts d'une grande richesse, ont été découverts lors des fouilles des pyramides de Teotihuacan, principalement la pyramide de la Lune et la pyramide du Serpent à plumes. La question des sacrifices humains a pendant très longtemps fasciné le public et suscité des débats au sein de la communauté scientifique. Dans le contexte du XXe siècle, chercheurs et archéologues véhiculèrent d'une part l'image d'une théocratie pacifique à l'époque classique, d'autre part celle d'un impérialisme sanguinaire à l'époque postclassique chez les Aztèques. Si la vision embellie de Teotihuacan perdura pendant la première moitié du siècle, au cours des années 1982-1984, ensuite en 1988-1989 et enfin en 1992-1994, des fouilles mirent en lumière des pratiques sacrificielles sur des êtres humains, dont l'ampleur et la violence étaient incontestables : au total 137 squelettes d'hommes et femmes dont la mort est associée à l'édification de la pyramide du serpent à plumes. Entre 1998 et 2004, ces pratiques furent confirmées par les fouilles menées dans la pyramide de la Lune.
Il existe plusieurs hypothèses à propos du sens exact de ces sacrifices humains et animaux. Ils ont pu avoir lieu dans le cadre d'une consécration, lorsque des bâtiments étaient construits ou agrandis ou bien ils constituent le remboursement de la dette des hommes envers les dieux pour les bienfaits dont ces derniers les comblent. Selon l'archéologue Saburo Sugiyama, dans le cas de la pyramide du Serpent à plumes, on ne peut pas exclure que ces sacrifices soient associés à la tombe d'un haut dignitaire, qu'on a cherchée en vain jusqu'à présent. Comme à d'autres endroits du monde, par exemple les Tombes royales d'Ur, les victimes seraient alors des serviteurs accompagnant leur maître dans la mort.

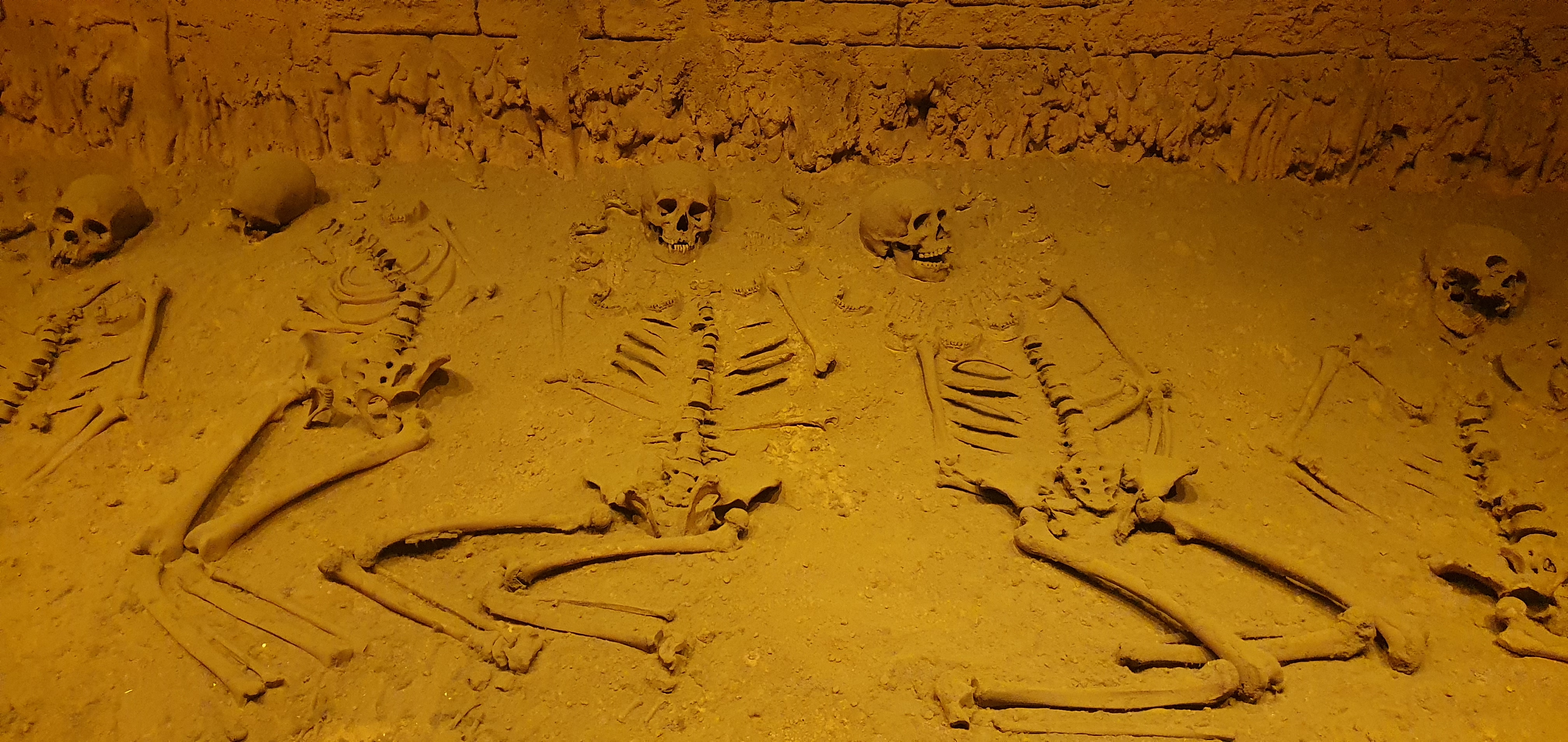
Reconstitution du dépôt 5 de la pyramide du Serpent à plumes : neuf squelettes dont les mains sont croisées dans le dos

L'immense majorité des squelettes avaient les mains croisées dans le dos comme s'ils avaient été ligotés. Leur statut et leur traitement étaient très variables : ceux de la pyramide du Serpent à plumes étaient tous richement parés, contrairement par exemple au dépôt-offrande 6 de la pyramide de la Lune, où les archéologues ont retrouvé deux victimes soigneusement disposées en position fléchie et accompagnées d'ornements somptueux, alors que dix autres avaient simplement été jetées pêle-mêle dans la fosse. Contrairement aux deux premières, elles n'étaient pas accompagnées d'ornements, une information qui prend tout son sens lorsqu'on sait qu'en Mésoamérique, la nudité faisait partie des traitements dégradants réservés aux prisonniers de guerre. On ignore l'identité des victimes, mais il y a tout lieu de supposer qu'il pouvait s'agir soit d'un tribut versé par des communautés soumises, soit de guerriers ennemis capturés au combat. Cette hypothèse est confortée par les analyses ostéologiques effectuées sur les corps : la plupart de ces individus avaient vécu ailleurs qu'à Teotihuacan.
Les victimes animales appartenaient à des espèces prestigieuses et hautement symboliques, présentes dans les peintures murales : puma, loup, aigle, faucon, hibou et serpent à sonnettes, associées à la guerre et aux ordres militaires. Certains animaux avaient été enfermés dans des cages et enterrés vivants. Ces rituels de mise à mort avaient probablement aussi un sens lié à ce que l'on attendait de la divinité[source insuffisante].
Des rituels perimortem ont également été attestés par des études d'archéo-anthropologie funéraire sur les défunts, permettant d'établir des pratiques de démembrement des cadavres, de découpe ou de crémation, mais aucune preuve de cannibalisme, aucune trace de cuisson n'ayant été retrouvée .

#### Jeu de balle

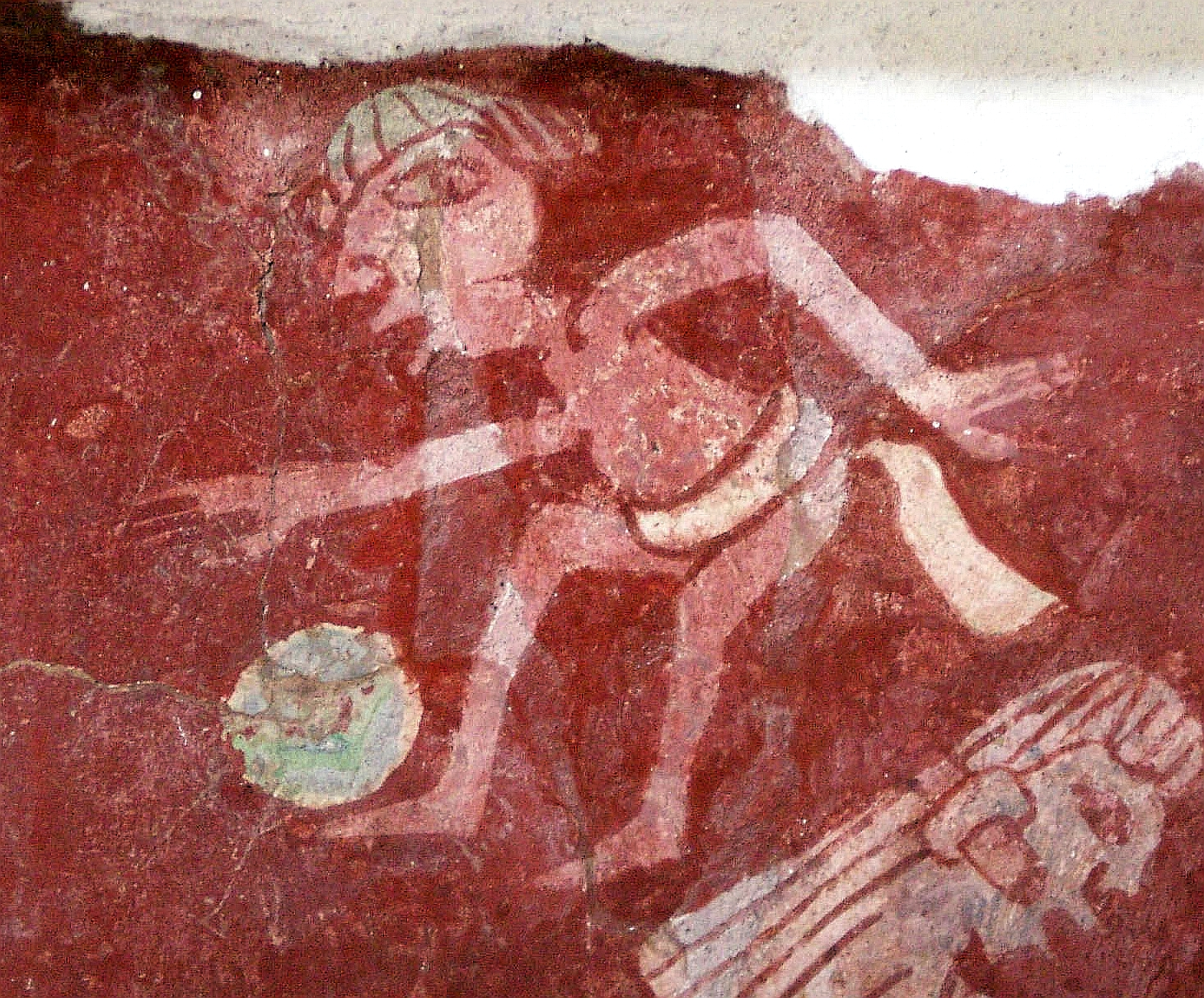
Peinture murale du complexe de Tepantitla représentant un possible joueur de balle.

Le jeu de balle est une des activités rituelles les plus généralement pratiquées dans le monde mésoaméricain. Son existence à Teotihuacan a donné lieu à de nombreux débats. Comme on n'y avait jusqu'à présent pas trouvé de traces archéologiques du terrain en H très caractéristique du jeu qui nous est familier, on a supposé que celui-ci se pratiquait sur certaines sections de l'Allée des Morts. Les fouilles les plus récentes de la Citadelle ont cependant mis au jour des restes de structures antérieures à cet ensemble (dites « pré-Citadelle »), parmi lesquelles un possible jeu de balle.
En 1963, la découverte dans le quartier de La Ventilla d'une stèle composite de 2,13 m de hauteur a fait sensation. Cette sculpture exceptionnelle est formée de quatre éléments qui s'emboitent l'un dans l'autre : un fût cylindrique, un élément tronconique, un globe et un disque. On peut ensuite l'insérer dans une plate-forme. Ce type de sculpture a très vite été rapproché d'une peinture murale, dite "du Tlalocan" à Tepantitla et a donné lieu à de nombreuses discussions. L'interprétation la plus courante est que deux équipes de six joueurs y disputent une partie de jeu de balle. Les joueurs frappent la balle avec une batte sur un terrain délimité à chaque extrémité par un but ou "marqueur". La ressemblance de ces "marqueurs" avec la stèle de La Ventilla ne laisse guère de place au doute. Un "marqueur" du même type a été retrouvé sur le site de Tikal dans le complexe dit "du Monde Perdu", une preuve de plus de l'influence qu'a exercé Teotihuacan sur cette cité maya.

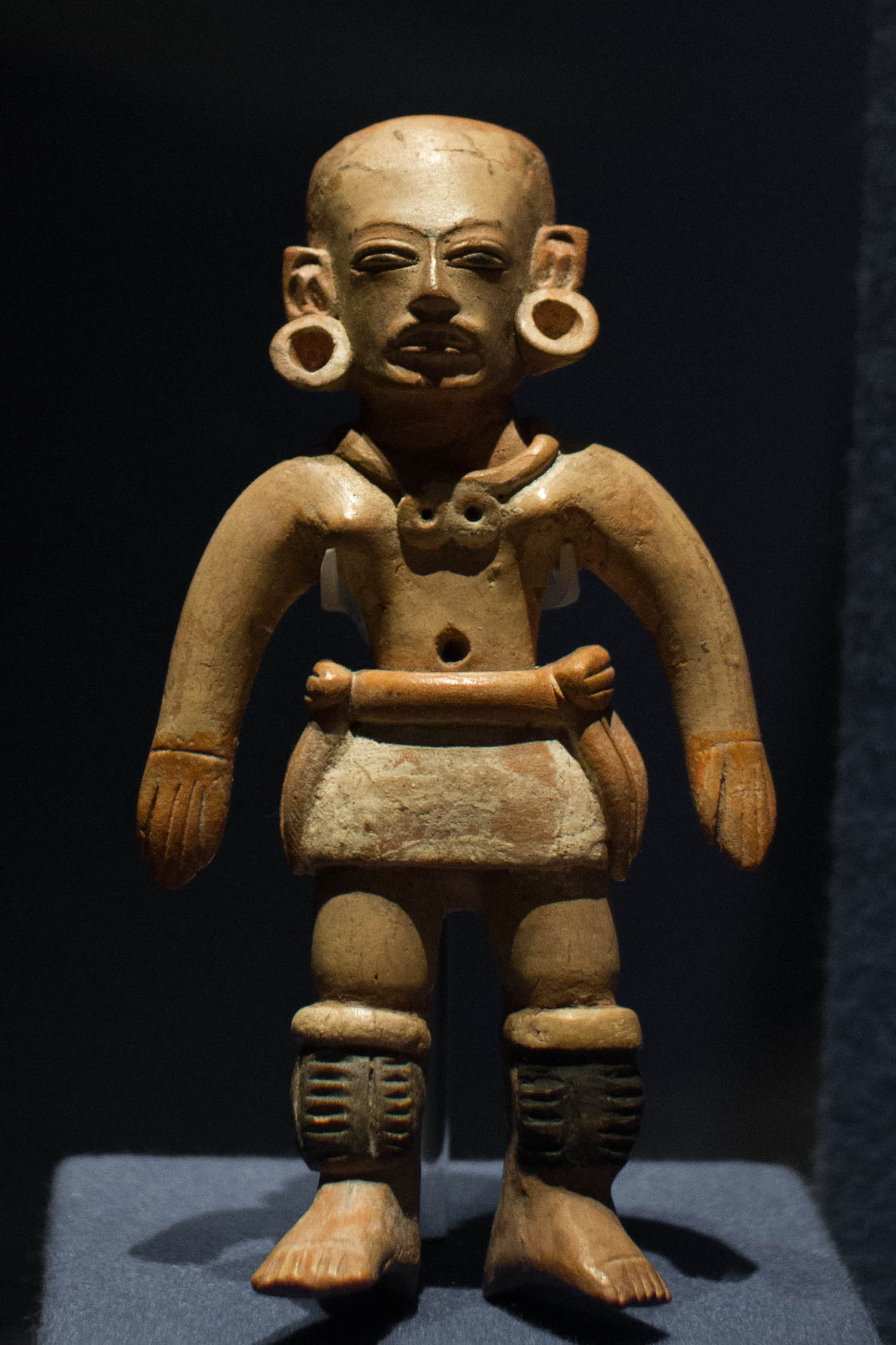
Figurine de joueur de balle

Parmi les peintures murales de Tepantitla, il existe des représentations de deux autres types de jeu de balle. L'une évoque la forme du jeu connue sous le nom de tlachtli par les Aztèques à l'Époque postclassique ; l'autre représente un individu qui semble frapper une balle du pied.

### Pratiques funéraires

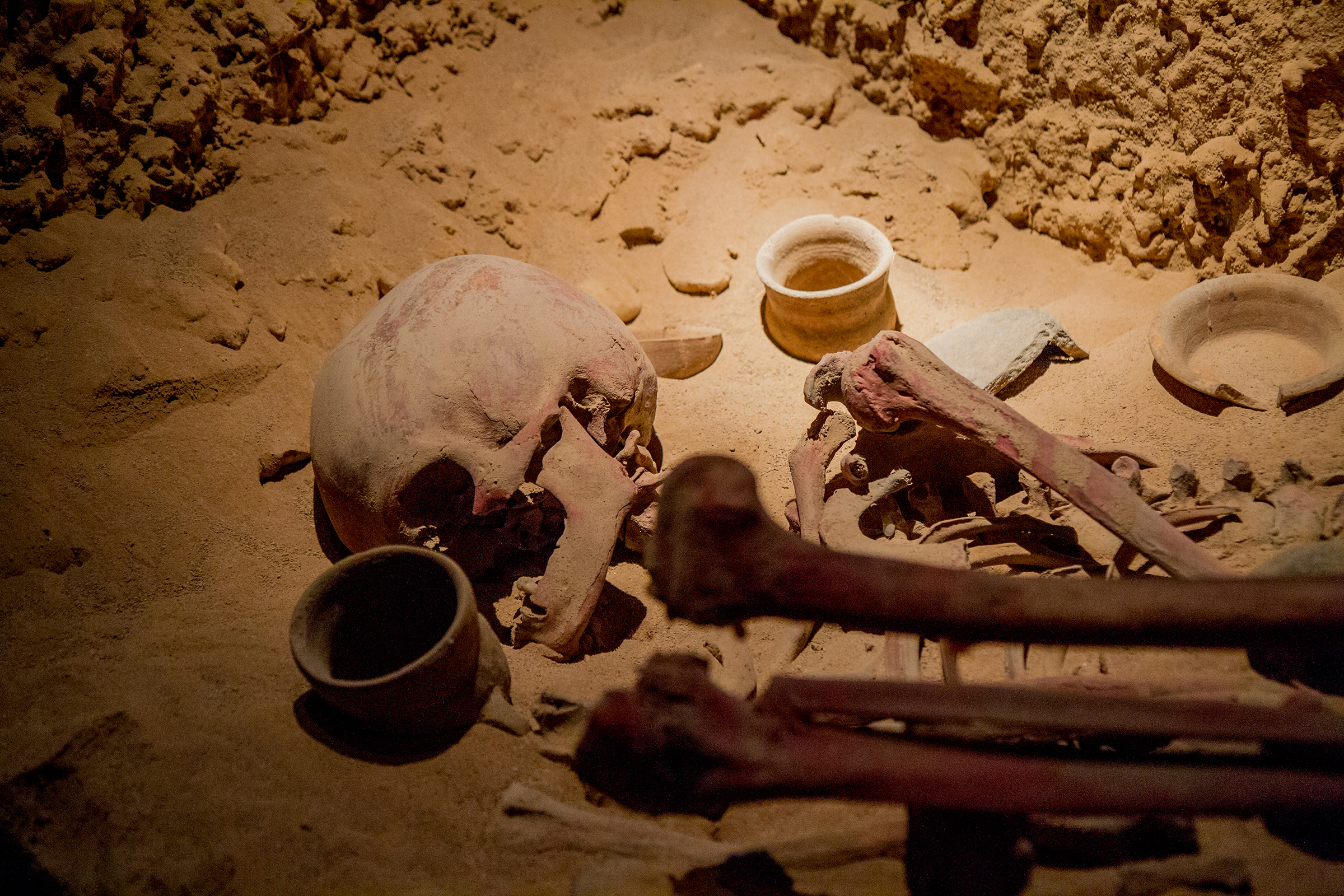
Sépulture

Les fouilles de Teotihuacan n'ont rien révélé qui ressemble à une nécropole. Tous les dépôts funéraires retrouvés l'ont été dans un contexte d'habitat, sous le sol des maisons ou des patios, une pratique attestée ailleurs en Mésoamérique. On a retrouvé quelque 2 000 inhumations, isolément ou par petits groupes. Les défunts ont été placés dans une fosse circulaire, en position fléchie ou assise, De nombreux archéologues ont émis l'hypothèse controversée qu'ils avaient été inhumés sous forme d'un paquet funéraire. Cependant, des restes de tissu pourraient en effet aussi bien être des lambeaux de vêtement que d'un paquet mortuaire. Une pièce célèbre représentant possiblement un paquet funéraire surmonté d'un masque a été fréquemment utilisée comme argument en faveur de l'usage. Des exemples d'incinération ont également été retrouvés.
La plupart du temps, les sépultures contiennent un mobilier plus ou moins varié, qui permet aux archéologues de déterminer le statut social des morts. En effet, les tombes regroupent des objets variés, qu'il s'agisse d'objets typiques de leur activité, d'ornements personnels ou encore des pièces d'armement comme des armes en pierre, des lames, des pointes de flèches, ainsi que des outils domestiques et fonctionnels comme des grattoirs en obsidienne. Parmi les objets en céramique les plus raffinés figurent des encensoirs-théâtre, des vases tripodes ou de la vaisselle "orange mince".
L'absence de tombes prestigieuses pour les souverains continue à intriguer les archéologues et fait l'objet de polémiques. De telles tombes pourraient avoir été pillées à une époque ancienne ou ne pas encore avoir été découvertes. L'hypothèse privilégiée est cependant que, contrairement aux Mayas, chez qui la royauté était exaltée, à Teotihuacan le pouvoir était collégial et qu'il ne s'affichait pas dans des sépultures individuelles.
Des pratiques mortuaires différentes ont également permis de détecter la présence de communautés étrangères, comme l'inhumation en chambres maçonnées pour des individus provenant d'Oaxaca.

### Gouvernement
La question du gouvernement à Teotihuacan se pose avec d'autant plus d'acuité que la cité a existé pendant plusieurs siècles et que la forme de ce gouvernement a donc pu évoluer autant qu'à Rome par exemple, mais que contrairement à Rome, nous ne disposons pas d'archives pour l'éclairer et que nous en sommes réduits aux témoignages archéologiques et aux comparaisons ethnohistoriques avec d'autres sociétés mésoaméricaines.
Les témoignages archéologiques les plus évidents pour les chercheurs de la première moitié du XXe siècle étaient des pyramides gigantesques et une iconographie qui leur semblait indiquer l'omniprésence de divinités et de prêtres. Au milieu du XXe siècle, la majorité des chercheurs avaient donc de Teotihuacan la perception quelque peu idyllique d'une théocratie pacifique dirigée par des prêtres. Ces conceptions se sont radicalement modifiées après que les fouilles entreprises dans les années 1980 dans le temple du serpent à Plumes ont permis la découverte de guerriers sacrifiés en masse.
Après l'abandon du modèle théocratique, les chercheurs se retrouvèrent devant un problème qui n'est toujours pas résolu : alors que dans la zone maya les souverains, appelés ajaw, affichaient leur autorité en érigeant des stèles à leur image, dont l'épigraphie a pu révéler les noms, il n'existe rien de comparable à Teotihuacan. On ne peut évidemment pas exclure que de tels témoignages soient sous nos yeux et que nous ne les ayons pas discernés jusqu'à présent.
Deux courants se sont opposés : l'un privilégiant l'hypothèse que la cité ait été dirigée par un souverain unique, l'autre celle d'une forme de gouvernement collectif. La plupart des auteurs admettent par ailleurs pas que la forme du gouvernement n'ait pas été immuable.
Les témoignages archéologiques les plus probants seraient la découverte de la tombe ou de la résidence d'un gouvernant, ou encore d'une représentation d'un tel individu dans l'art de la cité. Toutes les fouilles menées pour trouver des preuves de son existence se sont révélées vaines ou peu concluantes au mieux, notamment celle de deux fosses dans la pyramide de la Lune, déjà pillées à l'époque de Teotihuacan. Dans la tombe 13 de cet édifice on a découvert un rarissime sceptre en bois taillé, ce qui indiquerait un personnage de très haut rang, mais ne suffit pas à offrir une certitude. Une peinture murale du patio Blanc de l'ensemble résidentiel d'Atelolco a fait couler beaucoup d'encre. Elle représente un individu richement accoutré, qui se tient au centre d'un losange réticulé. Brandissant un bâton (ou une lance) et portant un ornement nasal qui est également l'apanage de l'élite, il a été présenté comme un souverain. On a rapproché le bâton qu'il tient de celui découvert dans la tombe 13 de la pyramide de la Lune. Dans sa discussion de cette peinture, D. Carballo a examiné diverses objections que l'on pourrait avancer, notamment que ce personnage pourrait tout aussi bien être un prêtre ou un membre d'un ordre militaire.
George L. Cowgill a suggéré - avec de nombreuses précautions oratoires - qu'à ses débuts, au cours de la phase Patlachique, Teotihuacan aurait pu avoir été doté d'un système "républicain". Il entend par là un système oligarchique où les décisions sont prises en groupe. À ses débuts Teotihuacan pourrait avoir résulté d'un phénomène de synœcisme (regroupement de plusieurs villages pour leur défense commune). Selon Cowgill, la construction de trois monuments gigantesques, la pyramide du Soleil, la pyramide de la Lune et le temple du Serpent à plumes,n'aurait pu avoir lieu que sous l'égide d'un individu charismatique qui aurait assumé des "pouvoirs dictatoriaux". Cowgill spécule ensuite que les excès de un ou plusieurs souverains absolus auraient provoqué une réaction, marquée par la destruction du temple du Serpent à Plumes vers 300-350, et le "retour à des pratiques et des institutions plus égalitaires".
L'hypothèse d'un gouvernement collectif (duel ou plus probablement quadripartite) gagne actuellement du terrain. Elle a provoqué de violents débats. La théorie du gouvernement quadripartite est notamment défendue par Linda Manzanilla. Selon elle, Teotihuacan était divisée en quatre secteurs ou quadrants (délimités par les deux grands axes de la ville, l'Allée des Morts et l'axe est-ouest) , qui constituaient les subdivisions du gouvernement, ayant chacun à sa tête un "señor".
En l'absence de preuves indiscutables de l'existence de gouvernants individualisés, qu'il s'agisse de leur représentation, de leur résidence ou de leur sépulture, elle a relancé le débat à partir de l'iconographie d'un bol découvert par Sigvald Linné. Le bol représente une procession autour du dieu de l'orage, comportant quatre personnages de haut rang accompagnés chacun d'un "emblème" (coiffe du dieu de l'orage pour le plus important, serpent, oiseau et coyote). Linda Manzanilla pense que les quatre co-gouvernants se réunissaient sur la place principale du complexe de Xalla.

### Écriture
Dès le début du XXe siècle, quelques américanistes exprimèrent leur conviction qu'un système d'écriture avait existé à Teotihuacan. Il ne suscita que peu d'intérêt et son étude ne démarra que lentement. Alfonso Caso fut le premier à en étudier systématiquement un aspect : il avait remarqué que certains signes étaient affectés d'un coefficient sous forme de barres (pour le chiffre 5) et de points (pour le chiffre 1). Comme dans l'écriture maya, cette combinaison de chiffres et de signes devait être la notation d'un jour du calendrier rituel mésoaméricain.
Au fil des découvertes, le corpus de signes s'étoffa. En 1986, James Langley, puis en 1992, Karl Taube publièrent des études séminales sur le sujet. Langley publia une liste de quelque 120 signes, réduite par la suite à une centaine. Certains signes sont très fréquents, d'autres rares. On ne peut naturellement pas exclure que la fréquence de tel ou tel signe soit due au hasard des découvertes archéologiques .
Sur la place des Glyphes dans le quartier de La Ventilla, on a découvert une série de 42 glyphes peints en rouge, qui sont venus s'ajouter au corpus existant. Ils ont la particularité d'être presque tous peints sur le sol plutôt que sur les murs. Langley a émis l'hypothèse que l'endroit était une sorte d'école où l'on apprenait à dessiner les glyphes.
L'identification de signes notationnels n'est qu'une première étape. Il faut ensuite s'attaquer à leur déchiffrement, un travail qui se heurte à d'énormes obstacles, dont notre ignorance de la langue parlée à Teotihuacan n'est pas le moindre.

## Site archéologique

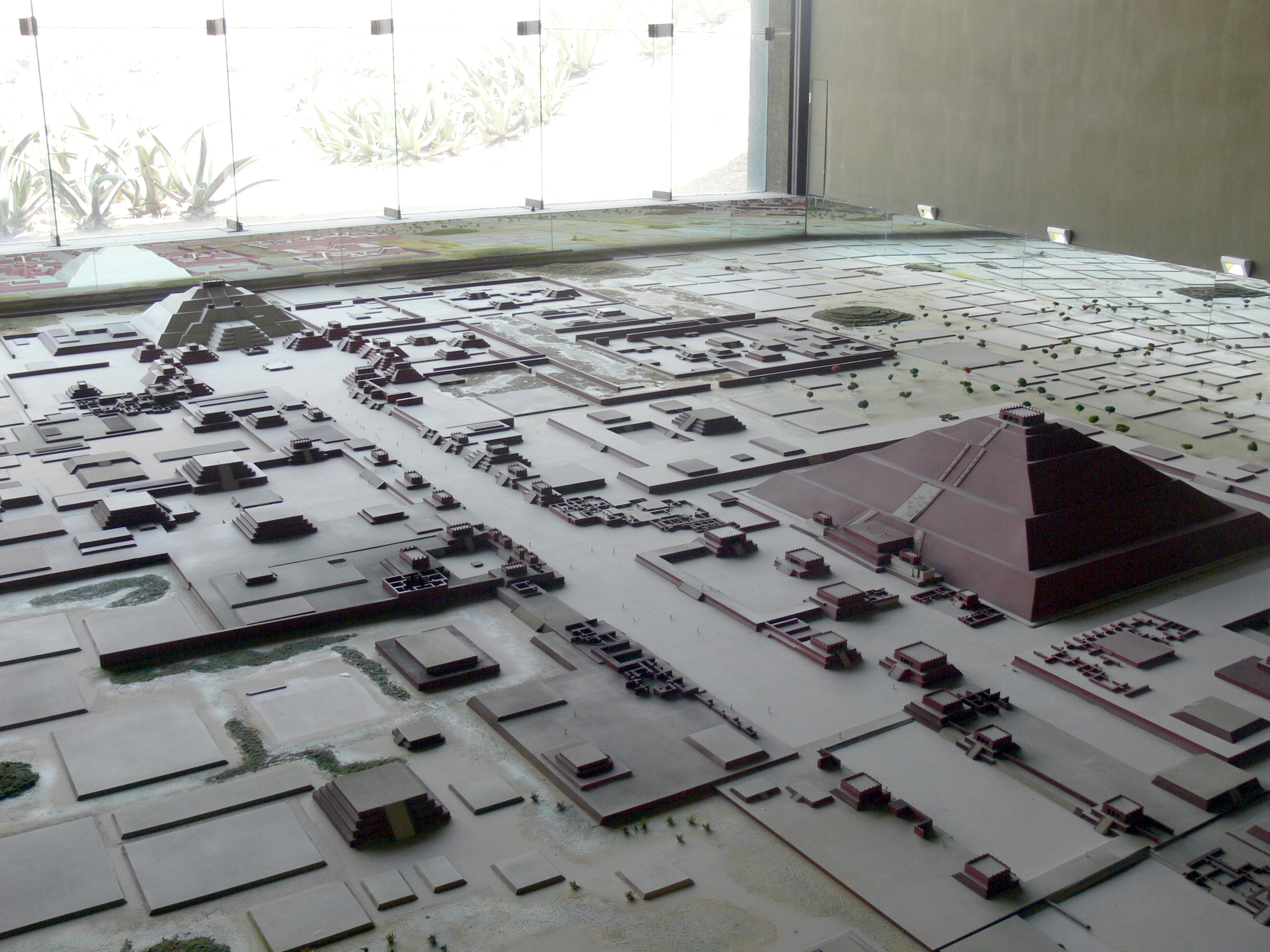
Maquette de Teotihuacan : au centre, l'« allée des Morts » qui en constitue l'axe nord-sud avec à son extrémité la « pyramide de la Lune », à droite la « pyramide du Soleil ».

Après son déclin et son abandon par ses habitants historiques, les ruines imposantes de Teotihuacan ont conservé la mémoire de l'existence et du prestige de cette cité. Différents occupants du bassin de Mexico sont revenus sur le site : au temps des Aztèques, un pèlerinage se dirigeait vers la cité en ruines, considérée dans la mythologie aztèque comme l'endroit où aurait été créé le soleil et identifiée au mythe du premier tollan. Teotihuacan a aussi étonné les conquistadores espagnols qui s'y intéressèrent dès le XVIe siècle, notamment Bernardino de Sahagún, qui ne connaissait cependant le site que par ses informateurs indigènes. Il décrit ainsi ses principaux édifices : « De Tamoachan, les nouveaux colons [aztèques] allaient faire des sacrifices au lieu appelé Teotihuacan où ils élevèrent deux monticules en l'honneur du soleil et de la lune... [Ils] sont comme des montagnes élevées à main d'homme. On les dirait naturels quoiqu'ils ne le soient pas. »
Teotihuacan, qui était déjà un des lieux les plus visités du Mexique au XIXe siècle, demeure une destination prisée des touristes. Un musée y a été ouvert.
Depuis 1987, le site de Teotihuacan est inscrit sur la liste du patrimoine mondial de l'UNESCO.

### Fouilles et recherches
Le site archéologique de Teotihuacan couvre une superficie de 22,5 km2, dont seuls 5 % ont fait l'objet de fouilles systématiques en 2015.
Vers 1675, un érudit mexicain, Carlos de Sigüenza y Góngora procéda à des fouilles, qui préfiguraient l'archéologie scientifique. Au début du XIXe siècle, le grand voyageur Alexandre von Humboldt lui consacre un passage assez détaillé dans son ouvrage Les sites des Cordillères.
Des fouilles archéologiques furent menées à partir de 1864, notamment par le Français Désiré Charnay. En 1905, de plus importants projets de fouilles et de restauration commencèrent à l'instigation de Léopold Batres. En 1910, pour célébrer le centenaire de l'indépendance du Mexique, la Pyramide du Soleil fut restaurée. Les fouilles de la Ciudadela ont été menées dans les années 1920, sous la supervision de Manuel Gamio. Sigvald Linné dirige des fouilles du site en 1932. D'autres parties du site ont été fouillées dans les années 40 et 50. Le premier projet de fouilles d'ensemble et de restauration du site a été mené par l'INAH de 1960 à 1965 sous la direction de Jorge Acosta. Il a eu pour objectifs le dégagement de la chaussée des morts, la consolidation des structures qui le composent, et l'excavation du Palais de Quetzalpapalotl.

Fouilles dirigées par Sigvald Linné en 1932, Statens museer för världskultur
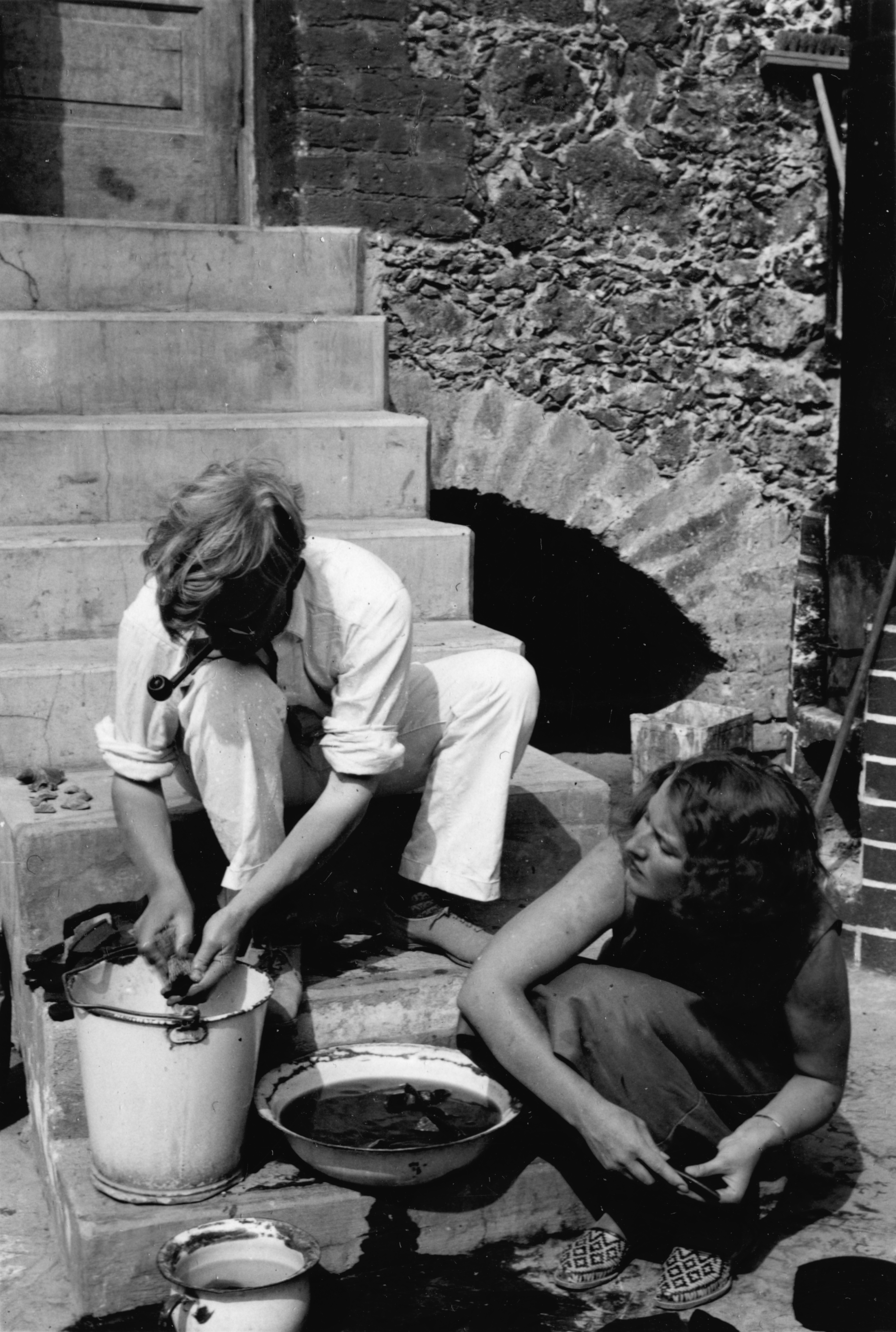
Sigvald Linné et son épouse rinçant des tessons.
Fouilles à Xolalpan.
idem.
idem.
Fouilles à la « maison Palmas ».
Fouilles à la Citadelle.

Des fouilles archéologiques continuent de nos jours afin d'améliorer la connaissance de la civilisation de Teotihuacan. Parmi les travaux majeurs sur le site figure le Teotihuacan Mapping Project : à partir de 1962, sur la base de photographies aériennes et de relevés topographiques, René Millon entreprend de dresser une carte à l'échelle de 1/2000 de la cité, divisée en carrés de 500 m de côté. Sur la carte, chaque carré correspond à un secteur d'une grille et est identifié par des coordonnés directionnelles en anglais (North, South, West, East) partant d'un point zéro situé à l'angle sud-ouest de la citadelle. Celle-ci occupe donc le premier secteur, c'est-à-dire N1E1. La pyramide du soleil se trouve par exemple dans le secteur N3E1. Publiée en 1973, la carte de Millon, qui comporte 147 pages, demeure la référence en la matière.
Lors de la création d'un spectacle son et lumière en 1971, les intervenants ont découvert l'entrée d'un tunnel et un réseau de grottes sous la « Pyramide du Soleil ». Bien que les chercheurs aient longtemps pensé qu'il s'agissait d'une grotte naturelle, les études les plus récentes ont établi que le tunnel avait été entièrement creusé par l'homme. L'intérieur de la pyramide du Soleil n'a toujours pas été complètement fouillé.
En 1980-1982, un autre programme de fouilles et de restauration s'est déroulé à la « Pyramide du Serpent à plumes » et au complexe de l'« allée des Morts ». Les fouilles de la pyramide de la Lune, menées de 1998 à 2004 sous la direction de Saburo Sugiyama et de Rubén Cabrera Castro, ont permis d'identifier une séquence de sept édifices superposés au fil du temps, et considérablement élargi la connaissance des pratiques cultuelles grâce à la découverte de cinq dépôts-offrandes.

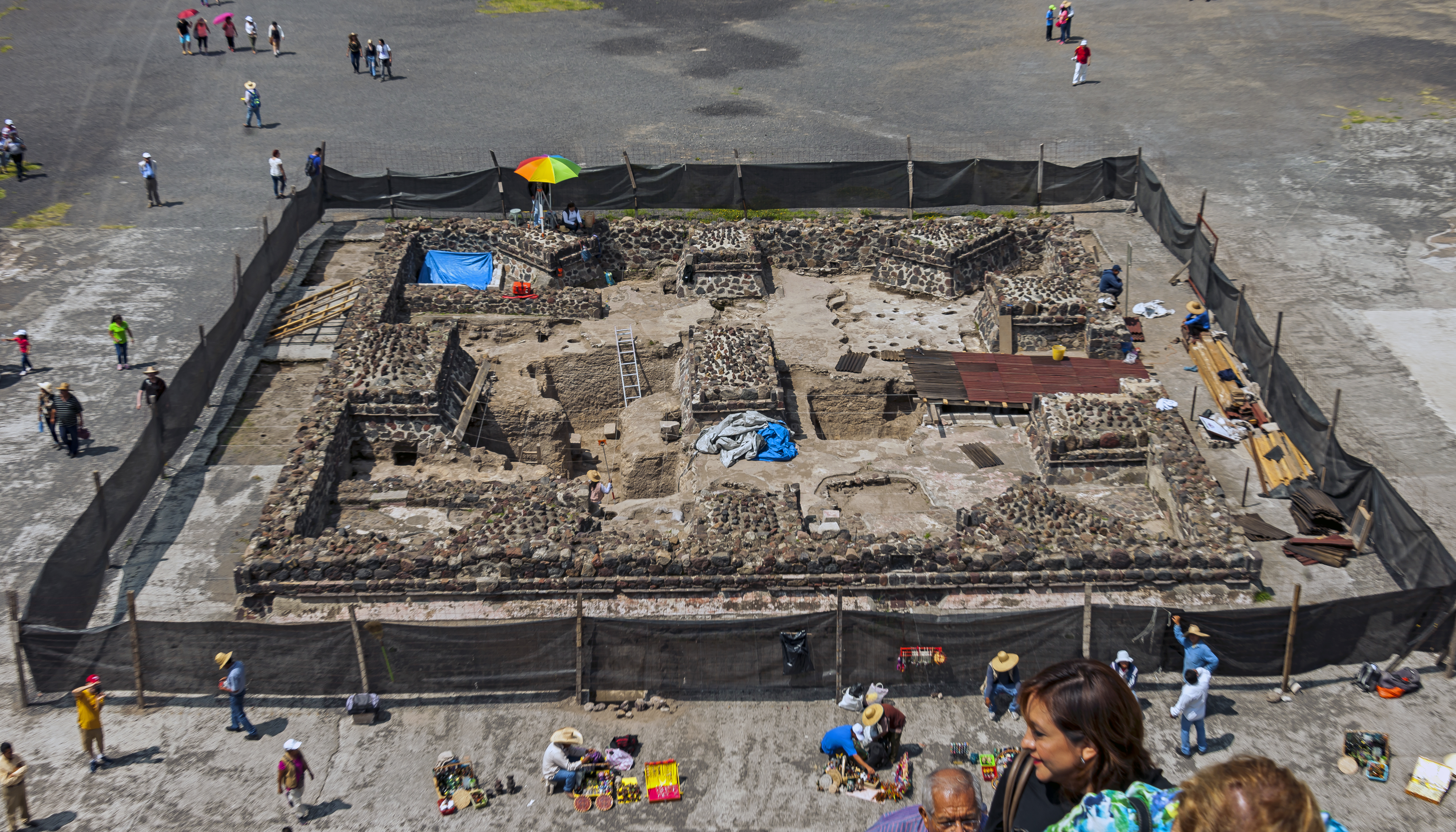
Fouilles de l'édifice des Autels en 2016. Vue depuis la pyramide de la Lune

En 2014, comme l'état de plusieurs bâtiments de la place de la Lune suscitait des inquiétudes, un projet de conservation intégrale fut entrepris sur la base d'un diagnostic général des bâtiments et de la surface de la place, dans le but d'identifier les éventuelles zones d'instabilité. Des anomalies furent notamment détectées dans le sol de « l’édifice des Autels » (ou Structure 1). En 2016, des fouilles archéologiques réalisées pour identifier la nature de ces anomalies permirent de découvrir un système de fosses creusées dans le tepetate à l'époque préhispanique. À l'intérieur de certaines des fosses se trouvaient des monolithes de pierre verte, placés en position verticale. Leur hauteur varie de 1,25 à 1,50 m et leur poids de 200 à 300 kg.
Des recherches menées en 2017 par une équipe de chercheurs de l'Institut national d'anthropologie et d'histoire (INAH), en collaboration avec l'Institut de géophysique de l'UNAM, ont confirmé l'existence d'une chambre de 15 mètres de diamètre située sous la pyramide de la Lune à huit mètres de profondeur, ainsi qu'un tunnel qui mène au sud de la place de la Lune. Les archéologues ont utilisé une technique de résistivité électrique qui leur a permis de jauger les propriétés géologiques de la terre le tout sans creuser le sol.

### Disposition du site et urbanisme

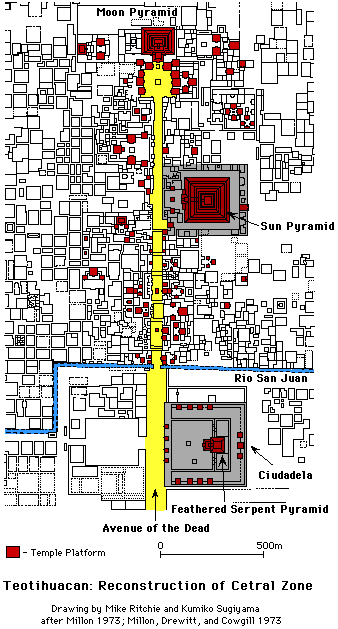
Plan de la zone centrale de Teotihuacan

L'équipe du Teotihuacan Mapping Project a constaté que le plan de la ville se caractérise par un quadrillage orthogonal, dont l'Allée des Morts (Nord-Sud) et l'avenue dite Est-Ouest constituent les axes directeurs. Les rues et les édifices sont orientés nord-sud avec une déviation de 15° 30' vers l'est par rapport au nord astronomique et de 16° 30' vers le sud par rapport à l'est. Les constructeurs de la cité se donnèrent beaucoup de peine pour respecter ces axes là où la topographie ne s'y prêtait pas, dans les quartiers à flanc de colline à la périphérie de la ville. Ils attachaient tellement d'importance à cette orientation qu'ils détournèrent et rectifièrent le cours de la rivière an Juan pour qu'il se conforme au quadrillage.
Les archéoastronomes se sont intéressés à des pétroglyphes appelés "croix à points gravés" (souvent au nombre de 260) ou pecked crosses dans la terminologie anglo-saxonne, que l'on a retrouvés à différents endroits de la cité ainsi qu'au sommet de montagnes dans ses environs. Ils sont constituées d'une croix inscrite dans deux cercles concentriques. L'hypothèse la plus courante est que ces croix sont des marqueurs et qu'en les reliant on matérialise les axes de la cité. Selon les archéoastronomes, les architectes ont été guidés par des considérations symboliques lors du choix de cette orientation. Elle correspond à la direction où on observe le coucher du soleil le 12 août et le 29 avril depuis l'entrée de la célèbre grotte sous la pyramide du Soleil. Or, un intervalle de 260 jours sépare ces deux dates, ce qui correspond au nombre de jours du calendrier rituel mésoaméricain. Il semble donc que les Teotihuacans aient traduit leur préoccupation pour les phénomènes célestes et le passage du temps dans l'urbanisme.
Il existe de nombreux sites mésoaméricains qui semblent être orientés vers la plus haute montagne d'une zone donnée. Teotihuacan est clairement orienté vers le cratère volcanique du Cerro Gordo au nord du site.
Comme le quadrillage orthogonal de la cité est très précis, plusieurs spécialistes se sont penchés sur le problème d'une unité de base de mesure à Teotihuacan. Dans différentes régions du monde, il existe des unités de mesure basées sur le corps humain, à savoir la distance entre le milieu de la poitrine et le bout de la main tendue. Cette distance varie de 80 à 84 cm. À l'Époque postclassique, les Aztèques connaissaient une telle unité de mesure, appelée yollotli (« cœur » en nahuatl). On doit les recherches les plus récentes dans cette direction à Teotihuacan à l'archéologue Saburo Sugiyama. Il a abouti à la conclusion qu'il existait une unité de 83 cm, baptisée Teotihuacan Measurement Unit en anglais (ou TMU). Sugiyama a appliqué cette unité au plan général de la ville ainsi qu'à ses principales structures, calculant notamment que les quatre côtés de la pyramide du Soleil mesurent à peu de chose près 260 TMU, un nombre significatif puisqu'il correspond au nombre de jours du calendrier rituel.
Sous la forme qui se présente à nous, la cité est divisée en quatre quadrants par deux grandes artères qui se coupent à l'emplacement de la « Citadelle » et du « Grand Ensemble ». D'un point de vue religieux, cette disposition constitue un cosmogramme, c'est-à-dire la représentation symbolique du monde sur un plan horizontal, ici à l'échelle d'une ville, avec en son centre un bâtiment qui en constitue le pivot, l'axe vertical. On retrouve une telle disposition à Tenochtitlan, la capitale des Aztèques.

#### Allée des Morts

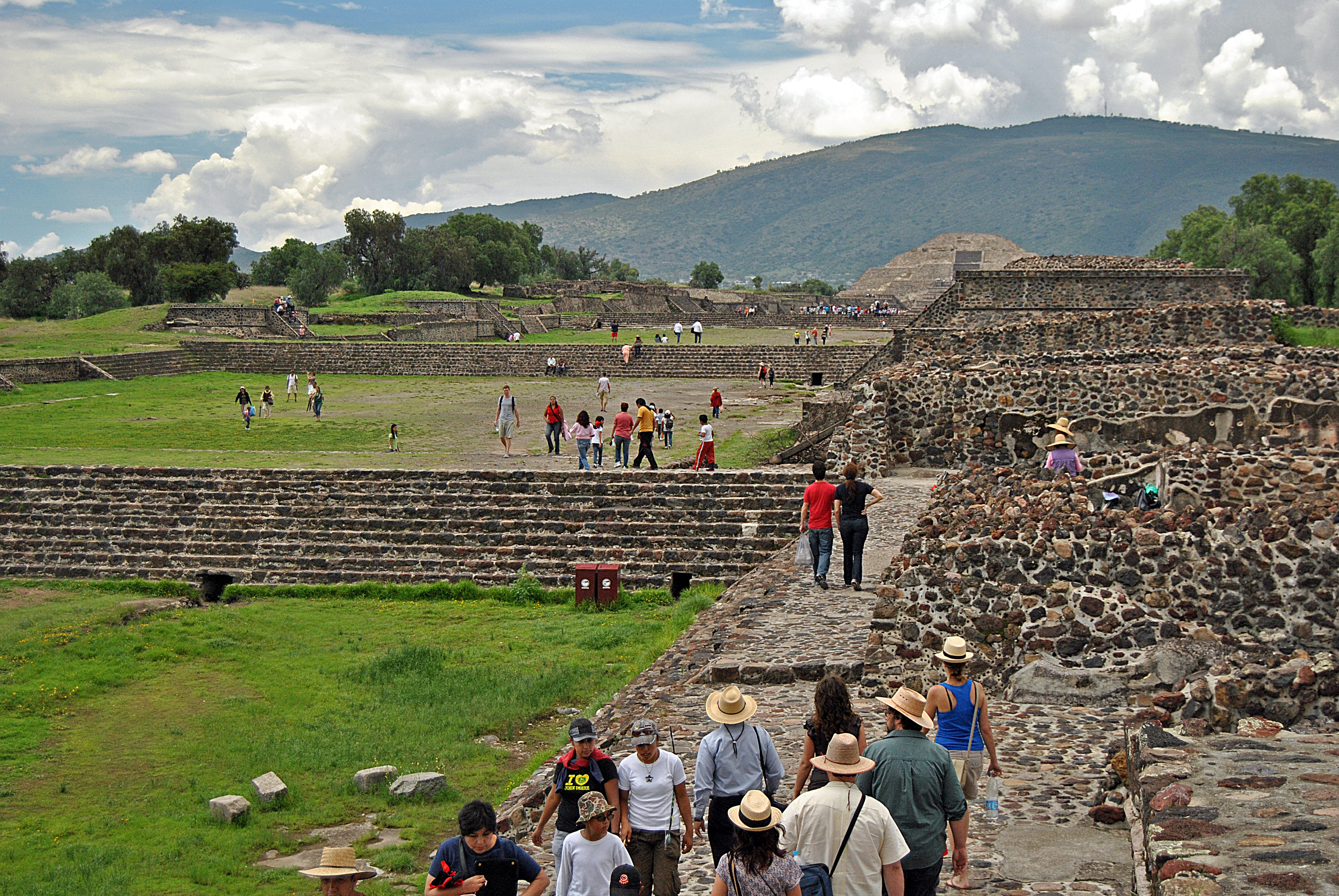
Vue de l'Allée des Morts vers le Cerro Gordo, entrecoupée de marches et de paliers

La ville est structurée à partir d'un axe central, l'« Allée des Morts », qui part de la pyramide de la Lune et traverse le site du nord au sud sur une distance d'environ quatre kilomètres avec au sud le quadrilatère de la « Citadelle » et à mi-chemin, la plus haute structure de la ville, la « pyramide du Soleil ».
Les Aztèques l'appelaient déjà Miccaotli : l'Allée des Morts, car ils croyaient que les monuments qui la longeaient étaient des tombeaux. À présent, les chercheurs ont établi qu'il s'agissait de plates-formes cérémonielles (de style Talud-tablero) complétées par des temples. Sa largeur peut varier considérablement, de 40 à 95 mètres. Elle est entrecoupée de marches et de paliers. On pense que certaines sections de l'Allée des Morts auraient pu servir de terrains de jeu de balle : en effet, bien qu'il existe des témoignages — essentiellement des peintures murales — que le jeu était bien pratiqué à Teotihuacan, on n'a jamais retrouvé de terrain semblable à ceux d'autres régions de la Mésoamérique.

#### Pyramide de la Lune

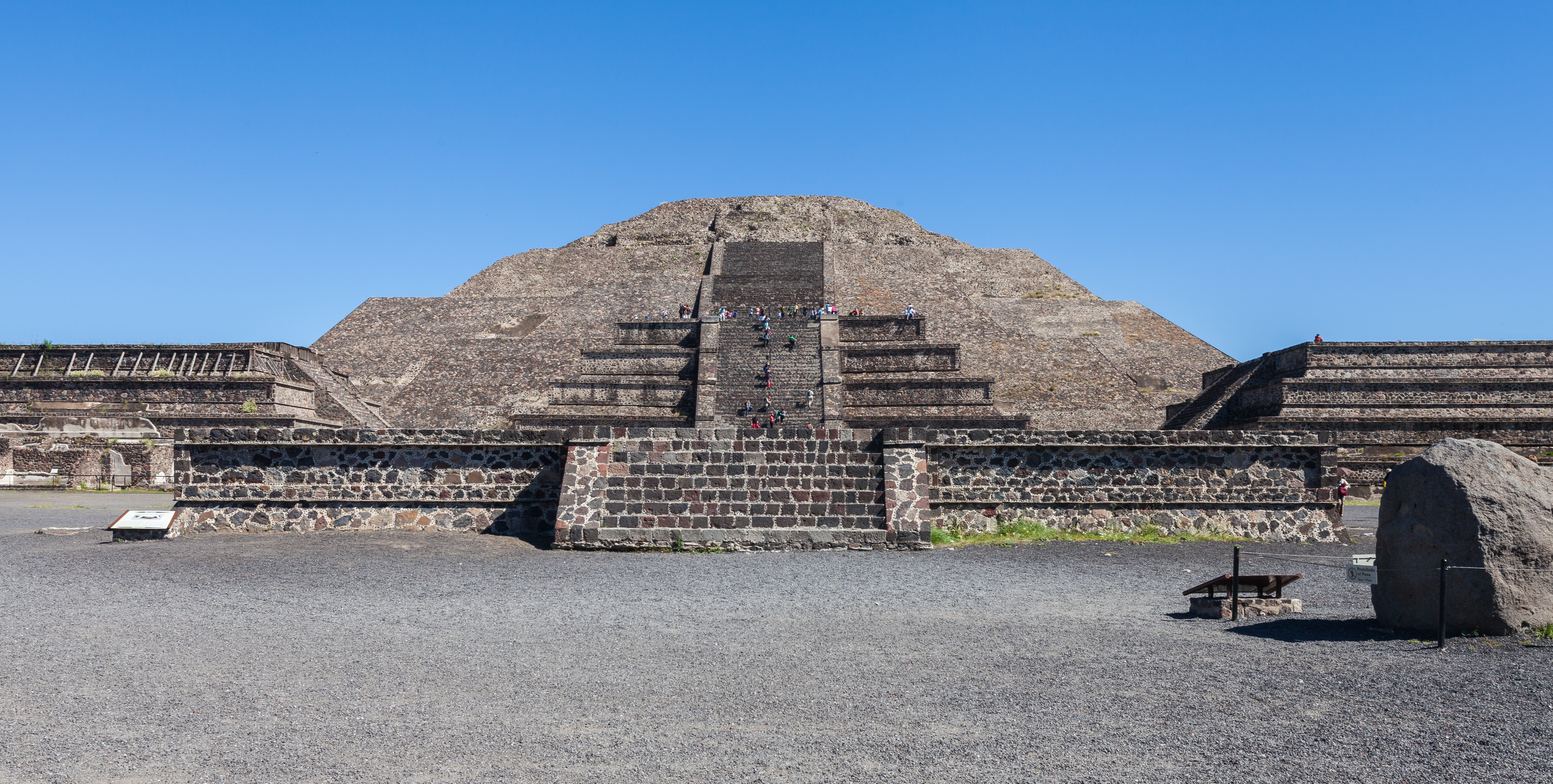
« Pyramide de la Lune »

Vers le nord, l'allée des Morts mène à la pyramide de la Lune haute de 46 mètres, derrière laquelle se profile un ancien volcan, le Cerro Gordo. Devant l'édifice se trouve la place de la Lune, longée par des plates-formes qui répondent à une symétrie rigoureuse.
Les fouilles menées en 1998 ont permis de vérifier que, contrairement à la « pyramide du Soleil » et à l'instar de nombreuses autres pyramides mésoaméricaines, elle est le résultat de la superposition de plusieurs monuments : les archéologues ont dénombré pas moins de sept phases de construction. La première phase semble avoir précédé le quadrillage orthogonal de la cité. En effet, elle a une orientation d'environ 4° au nord de l'orientation « canonique » du reste de la ville telle que nous la connaissons. En creusant des tunnels dans la pyramide, les archéologues Subiro Sugiyama et Rubén Cabrera Castro ont découvert cinq tombes, dont deux correspondant à la quatrième phase (2 et 6). La tombe 2 contenait le corps d'un individu probablement sacrifié accompagné d'un dépôt d'offrandes : objets divers en jade, obsidienne, pyrite ainsi que des restes d'animaux, notamment des pumas et un loup qui auraient été enterrés vivants. Quatre autres individus auraient été sacrifiés lors de la cinquième phase : la position de leurs mains semble indiquer qu'elles auraient été liées dans le dos. Esther Pasztory a émis l'hypothèse que la pyramide du Soleil était dédiée à la « Grande Déesse » de Teotihuacan, tandis que la pyramide de la Lune aurait été dédiée au « Dieu de l'Orage », mais reconnaît volontiers que ce pourrait être l'inverse, ou même ni l'un ni l'autre.

#### Pyramide du Soleil

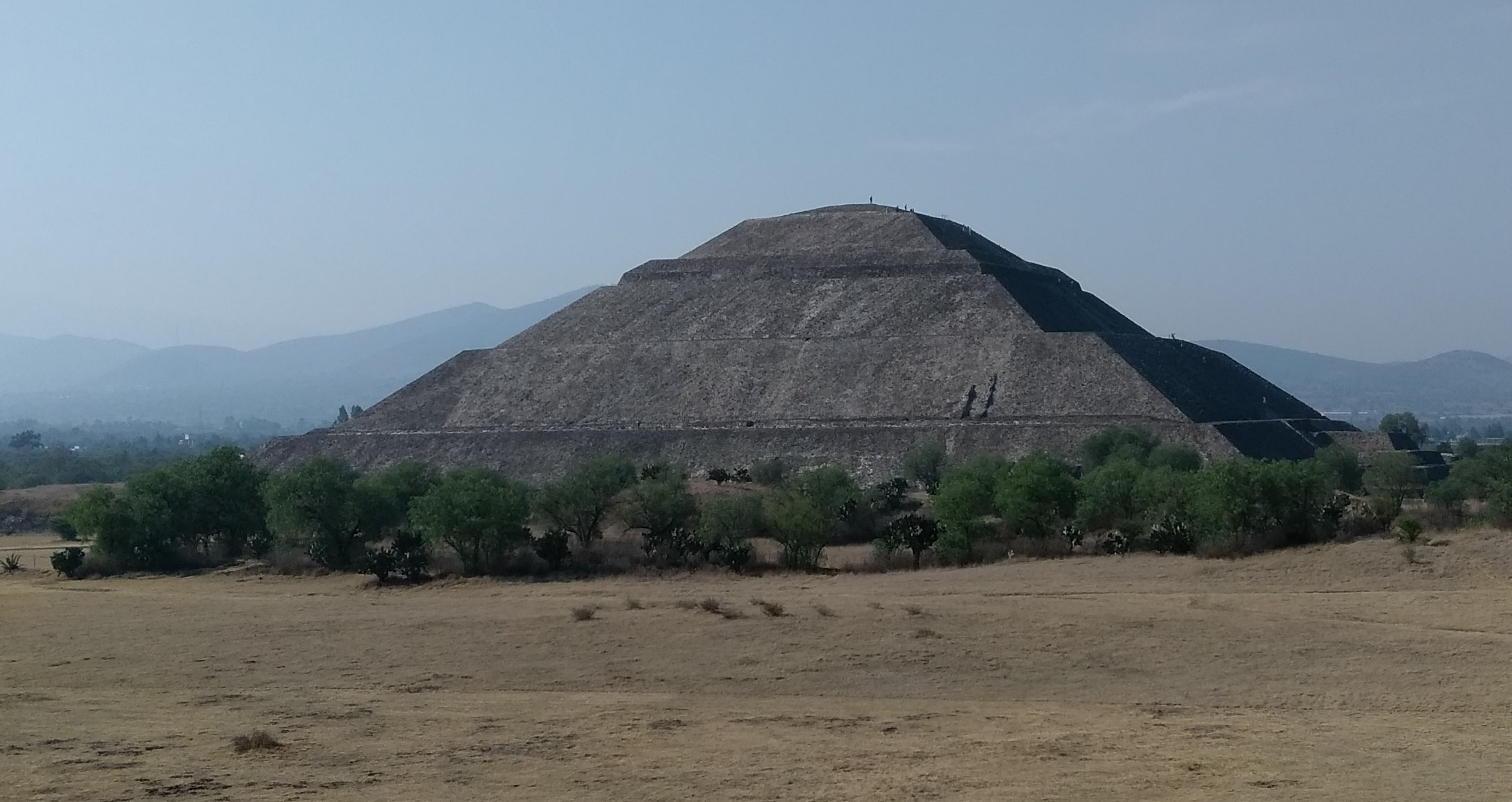
« Pyramide du Soleil » à Teotihuacan

À l'origine de sa construction se trouve une grotte d'origine volcanique longue d'une centaine de mètres. Il convient de rappeler que les grottes jouent un rôle important dans les religions mésoaméricaines : elles sont un symbole de fertilité, le lieu d'émergence de l'homme, mais aussi un accès à l'inframonde, celui de la mort. Le soin avec lequel cette cavité a été aménagée témoigne de l'importance que les Teotihuacans lui attachaient. La pyramide du Soleil, construite au-dessus de la grotte, comporte cinq degrés en talus. Haute de 65 mètres, elle forme approximativement un carré de 225 mètres de côté, dont le volume totalise plus d'un million de mètres cubes. La « pyramide du Soleil » est la deuxième en taille du Nouveau Monde, après la Grande Pyramide de Cholula. Contrairement à beaucoup d'autres pyramides mésoaméricaines, elle a, pour l'essentiel, été construite d'un jet. Son avant-corps constitue la principale adjonction ultérieure. Le temple qui occupait son sommet a disparu.

#### Citadelle

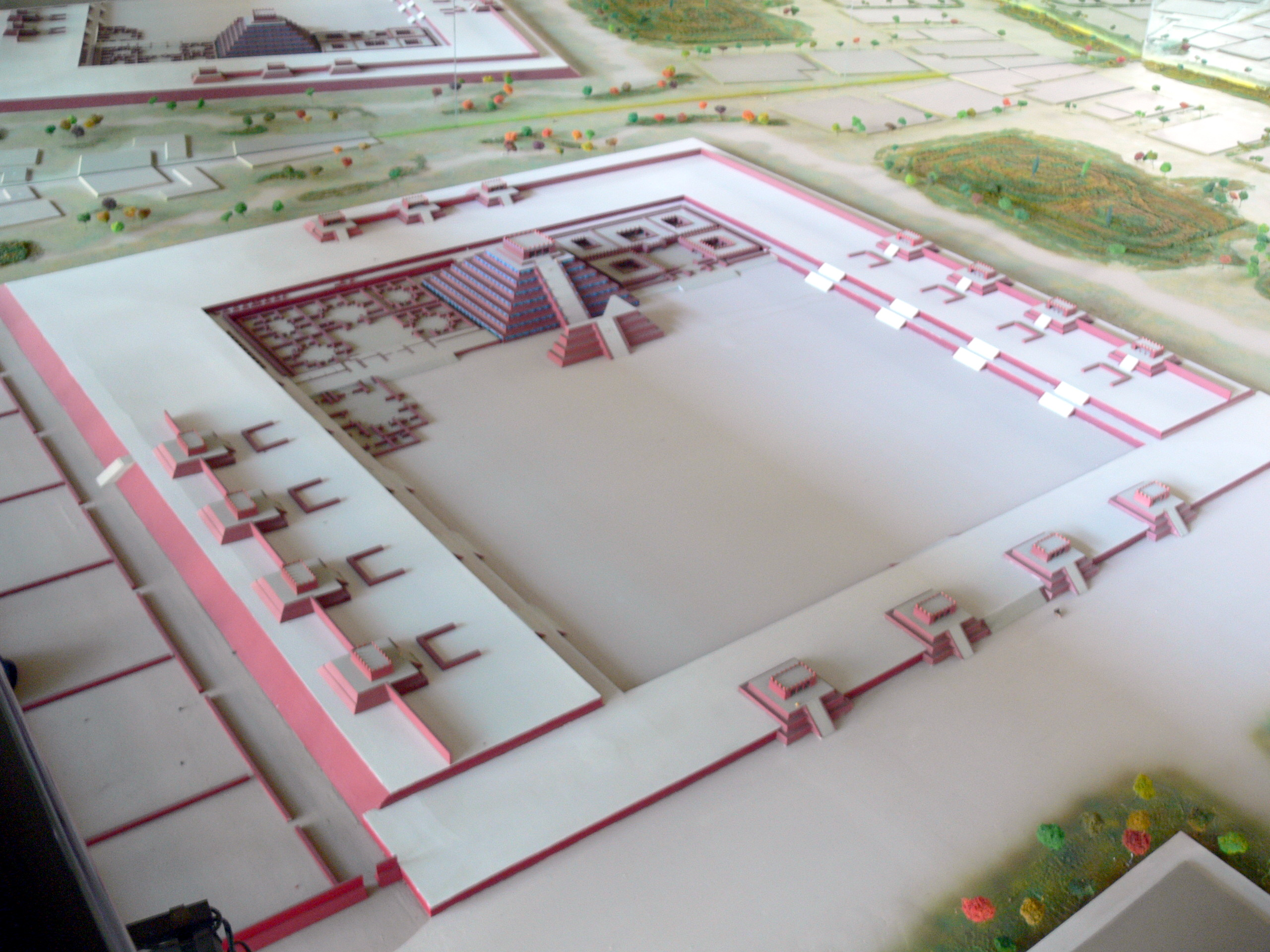
Maquette de la Citadelle.

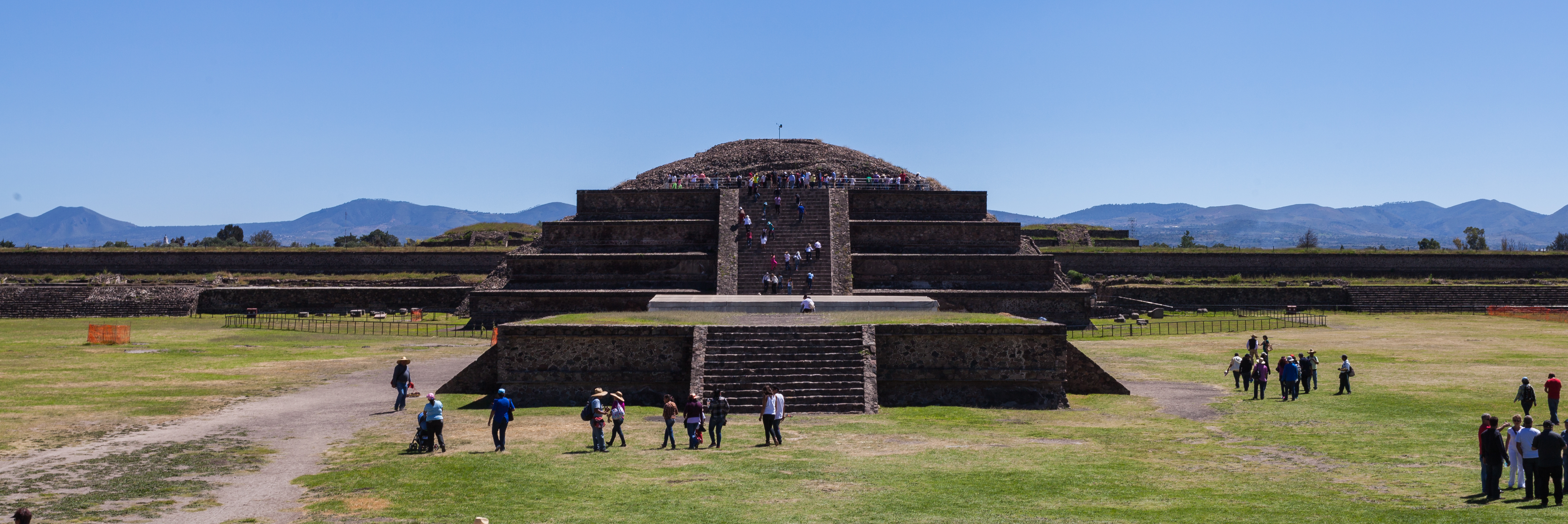
L'intérieur de la Citadelle avec le temple de Quetzalcóatl.

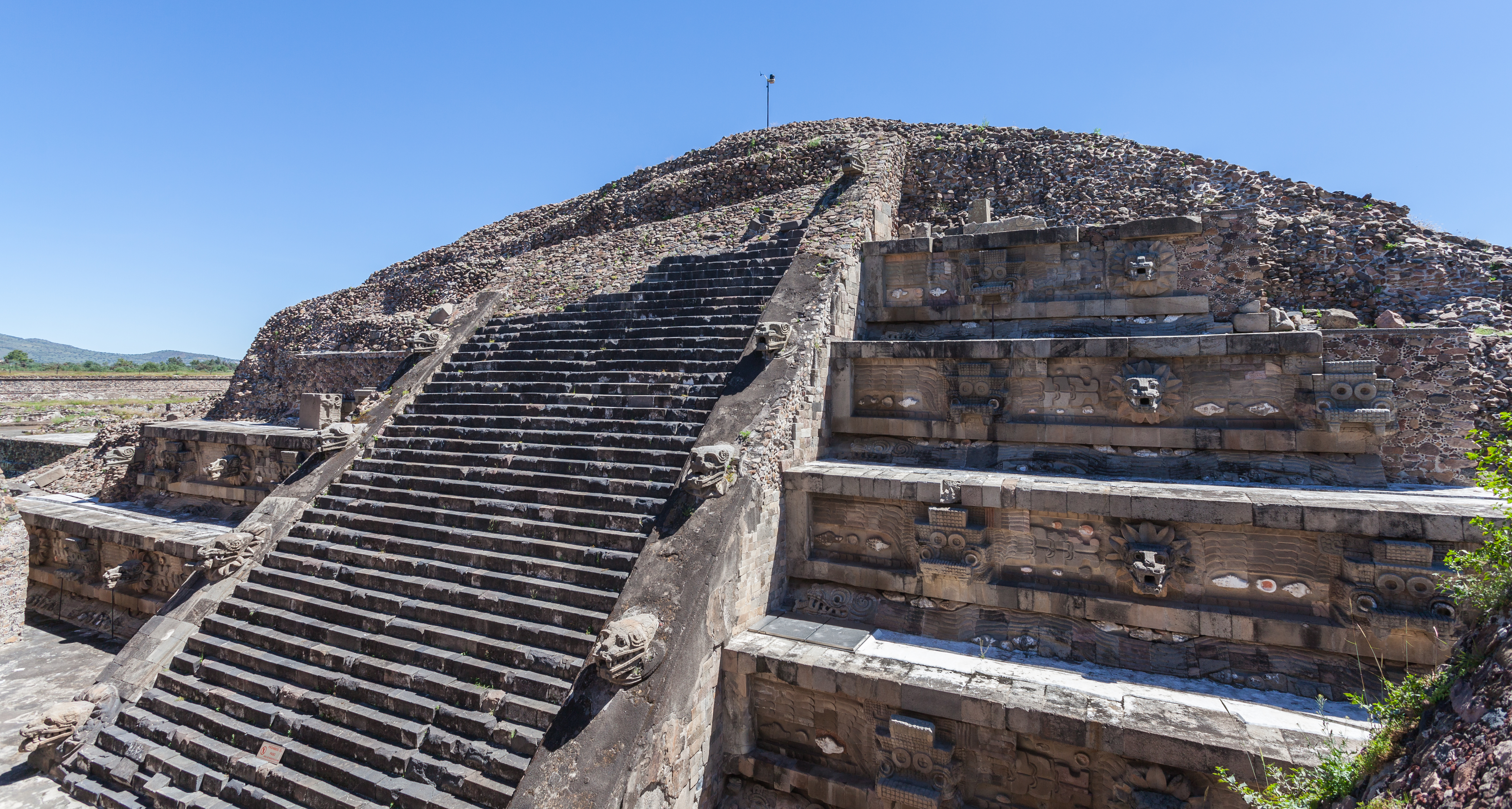
Décor sculpté du temple du Serpent à Plumes.

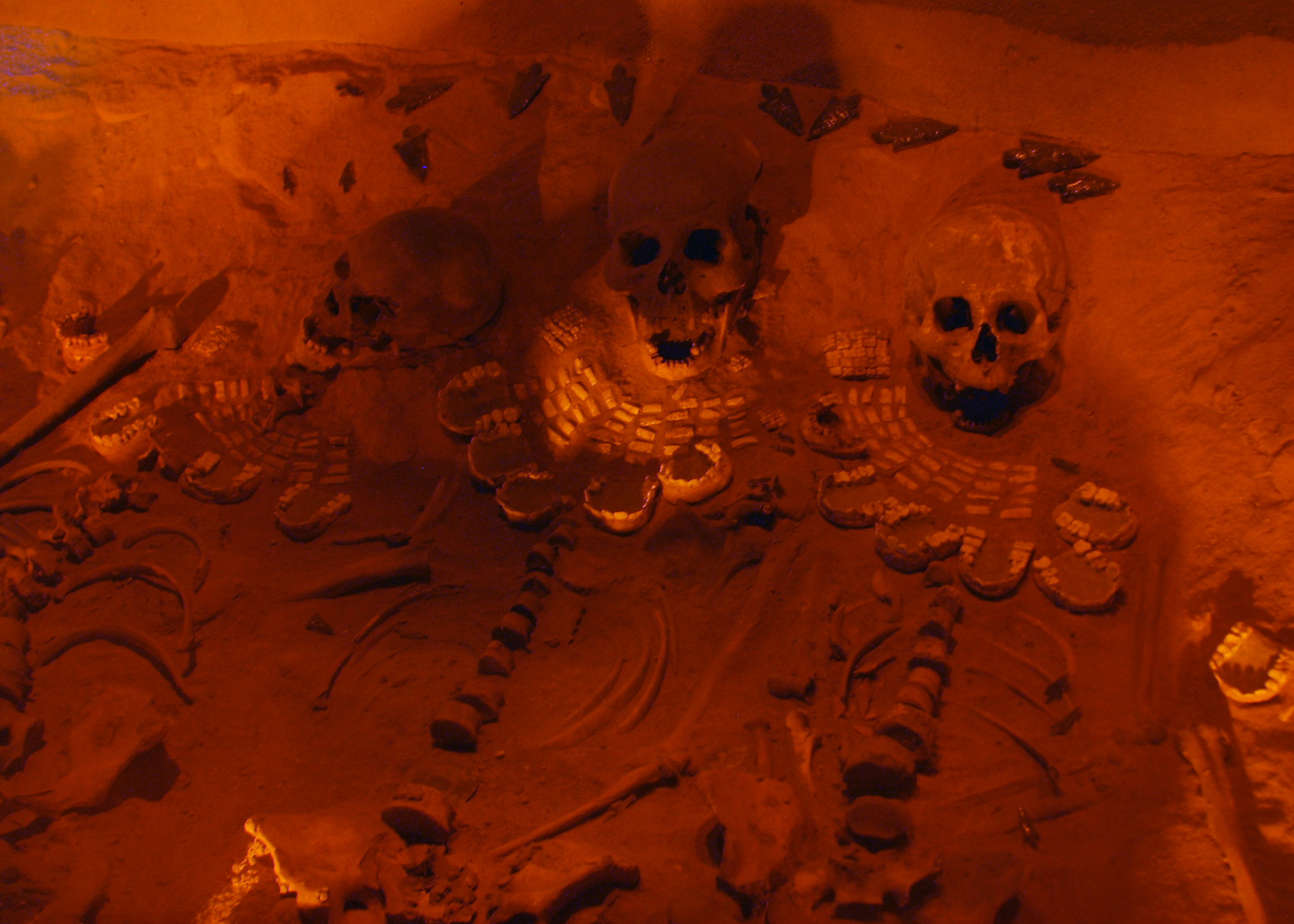
Quelques-uns des squelettes retrouvés sous et autour de la Pyramide du Serpent à plumes, parés de colliers et accompagnés d'offrandes (pointes de flèche en obsidienne).

En empruntant l'« allée des Morts » vers le sud, à l'intersection avec la grande artère est-ouest, se dresse un immense complexe que les archéologues appellent « la Citadelle ». L'ensemble occupe une surface de 160 000 m2 et forme une enceinte de 400 mètres de côté, qui lui donne l'apparence d'une citadelle, bien qu'elle n'ait aucune fonction de défense. L'enceinte délimite une esplanade surbaissée de 250 m nord-sud sur 200 m est-ouest, qui permettait à des dizaines de milliers de personnes de se rassembler. Au fond de cette place se dresse la pyramide du Serpent à Plumes (en), parfois encore appelée temple du Serpent à Plumes ou de Quetzalcóatl. Elle est flanquée de deux complexes d'habitations (1D et 1E. Le temple du Serpent à Plumes est une pyramide à sept degrés en talud-tablero, construite vers 150. Par la suite, on lui a adjoint sur sa façade occidentale un avant-corps (adosada en espagnol) qui, en dissimulant ce côté de la pyramide, assurait la préservation de son décor, les autres côtés ayant été volontairement détruits. Cette décoration en haut-relief des talud-tableros, est spécifique à Teotihuacan. Les talus sont ornés de serpents à plumes ondulants. Sur les panneaux verticaux des têtes de reptiles jaillissant d'une collerette de plumes alternent avec des sculptures difficilement définissables, d'allure géométrique. À cause de leurs « yeux cerclés », elles ont souvent été identifiées — à tort — avec la divinité aztèque Tlaloc. L'archéologue Saburo Sugiyama les considère comme des représentations de coiffures. De nombreux auteurs parlent de « coiffures de Serpents guerriers ». Le Temple du Serpent à plumes est la dernière des grandes structures à avoir été édifiées à Teotihuacan. Elle a requis la mise en œuvre de moyens considérables : chaque tête de serpent, fixée par un tenon, ne pèse pas moins de quatre tonnes. À l'époque de sa splendeur, ces sculptures étaient peintes, comme on peut l'apprécier sur la reconstitution présentée au musée national d'anthropologie de Mexico.
Lors des fouilles effectuées à la fin du XXe siècle, on a découvert sous et autour de la pyramide un grand nombre de squelettes. Dans leur majorité, il s'agit d'individus jeunes, de sexe masculin, dont la position des mains, croisées derrière le dos, semble indiquer qu'elles étaient liées et qu'il s'agit de victimes de sacrifices humains.
En 2003, les archéologues Sergio Gómez et Julie Gazola ont découvert par hasard un puits qui donne accès à un tunnel vieux de 1 800 ans et de 102,62 m de long sous le temple du Serpent à plumes ; il conduit à trois chambres qui sont taillées à même la roche. Ce tunnel a été exploré en 2010 à l'aide d'un robot muni de deux caméras, baptisé Tlaloque I . Plusieurs années de travail furent nécessaires pour extraire les quelque mille tonnes de débris que les Teotihuacans avaient accumulés pour sceller le tunnel. Il avait été fermé à trois reprises, pour la dernière fois vers 220-230. Les archéologues récoltèrent plus de 100 000 artefacts, parmi lesquels de nombreux objets périssables que les excellentes conditions de conservation du tunnel avaient sauvés de la disparition.
Des fouilles menées sur le site de 2002 à 2015 ont permis de mettre au jour des vestiges de structures antérieures à la Citadelle, appelées pour cette raison "pré-Citadelle". Les fouilles ont montré que ces structures, qui datent de la phase Tzacualli, constituèrent un premier sanctuaire contemporain du tunnel sous l'actuelle pyramide du Serpent à Plumes. On a retrouvé entre autres ce qui semble être un terrain de jeu de balle du type en forme de "I", jamais découvert à Teotihuacan jusqu'à présent. Les constructions furent progressivement arasées pour faire place à l'immense esplanade de la Citadelle.

#### Grand Ensemble
En face de la Citadelle, de l'autre côté de l'Allée des Morts, se trouve le Grand Ensemble, d'une superficie de 20 ha. Au nord et au sud, deux grandes plates-formes très basses (1 m) entourent un espace central de 254 x 214 m. Les édifices qui se dressent sur les deux plates-formes pourraient avoir eu un usage administratif, tandis que l'espace central, où n'ont pas été découvertes d'autres structures, pourrait avoir servi de marché central.

#### Ensembles résidentiels
Autour du centre civico-cérémoniel, les fouilles ont révélé à partir des années 1930 l'existence d'"ensembles résidentiels" ("residential compounds" dans la terminologie anglo-saxonne), intégrés dans la trame orthogonale de la cité . Le Teotihuacan Mapping Project (TMP) a permis d'en recenser quelque 2 300

Très peu ont été fouillés de façon approfondie. Parmi les plus connus et les mieux fouillés figurent Tetitla, Zacuala, La Ventilla, Tepantitla, Atetelco ou encore Xolalpan. À partir de 200-250, ces ensembles se généralisent et finissent par abriter la majorité de la population de la cité, qu'il s'agisse d'ensembles "ordinaires" pour les classes laborieuses ou d'ensembles "de prestige" pour les classes dirigeantes. Il n'existe pas deux ensembles rigoureusement identiques, mais ils reprennent tous à peu près le même schéma de distribution spatiale.
Ces ensembles sont de forme grossièrement carrée ou rectangulaire. Leurs dimensions varient considérablement, de 60 m de côté en moyenne, mais certains ne dépassent pas la trentaine de mètres. Pour autant qu'on puisse en juger par les ensembles complètement fouillés, chacun d'entre eux était séparé du monde extérieur par une enceinte d'environ 1 m d'épaisseur. Ils étaient dépourvus d'étages. Les toits étaient décorés d'acrotères. Tous les ensembles étaient munis d'un système de drainage. Autour d'une cour centrale ouverte s'agglomèrent un certain nombre d'appartements unifamiliaux d'une à cinq pièces disposées autour d'un petit patio qui laissait entrer l'air et la lumière, et reliés par des couloirs.
Les fouilles archéologiques de plus en plus minutieuses semblent indiquer que ces ensembles étaient occupés par des groupes partageant des liens familiaux et la même activité professionnelle.

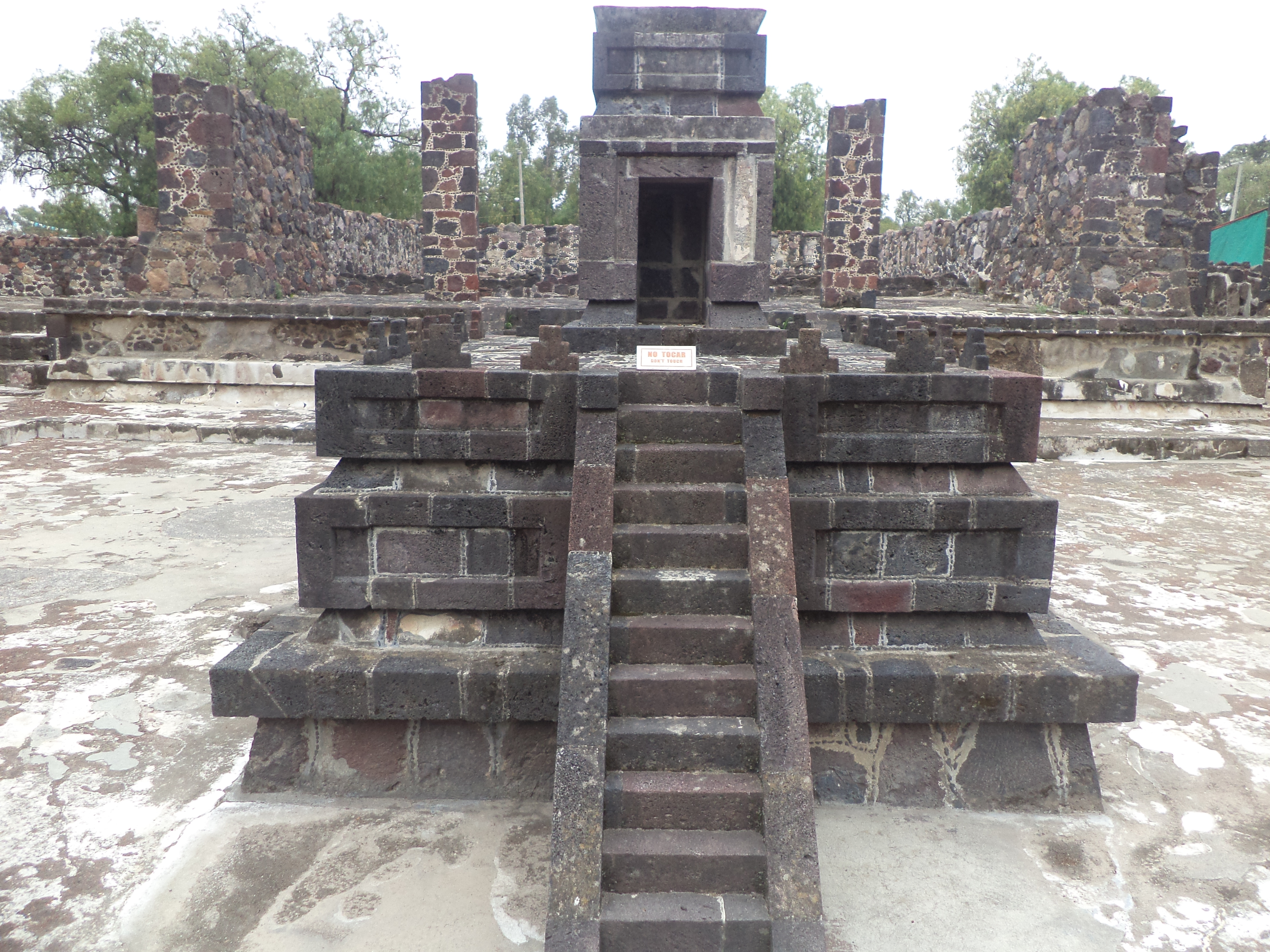
Ensemble résidentiel d'Atetelco: patio 2 avec autel central.
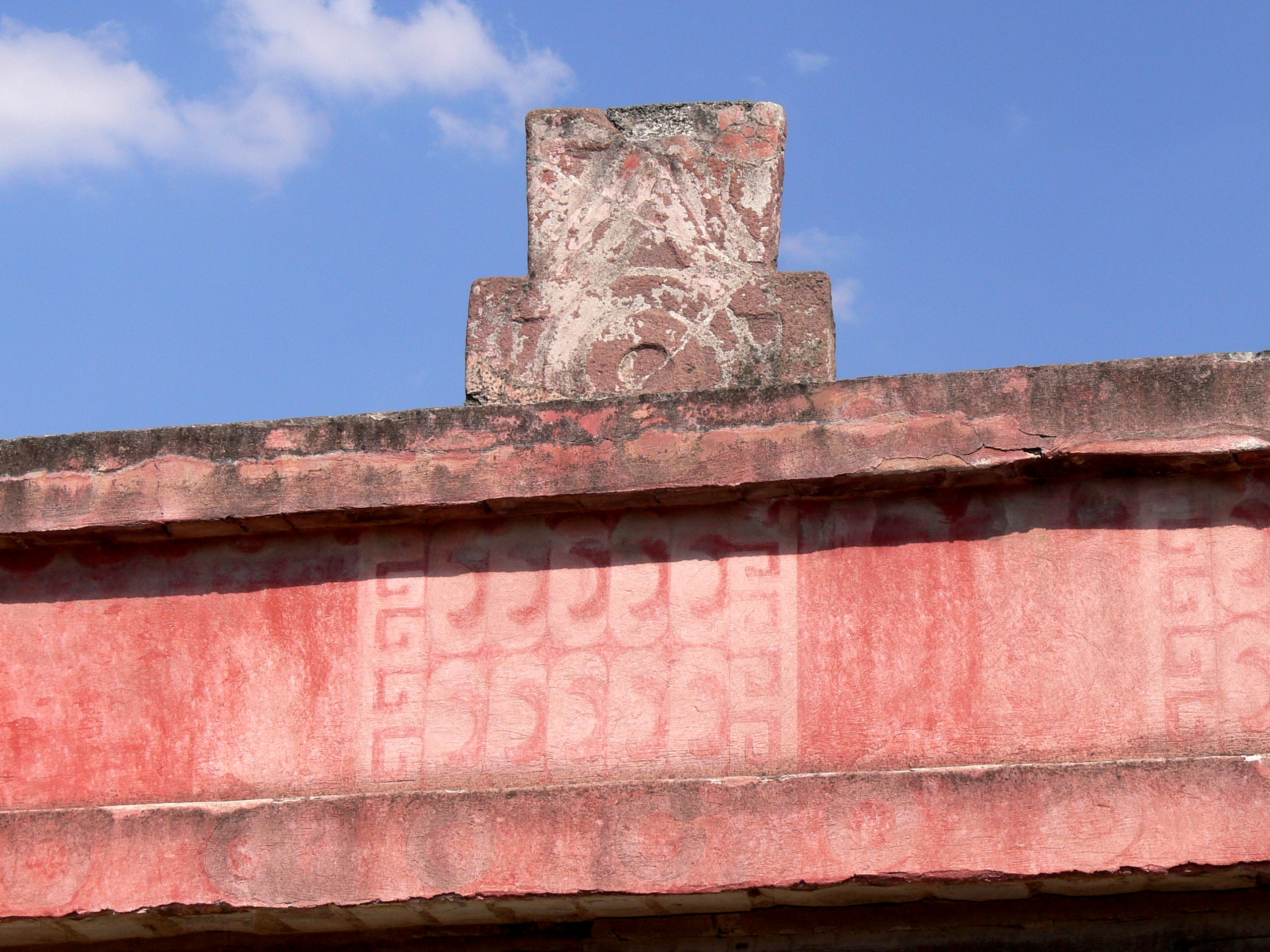
Palais de Quetzalpapalotl, un des acrotères du toit

## Art

### Sculpture
Les très grandes statues sont rarissimes à Teotihuacan mais spectaculaires.
Le monolithe de pierre volcanique (3,19 mètres de hauteur, d'un poids de près de 24 tonnes ), connu jadis sous le nom de "monolithe de Chalchiuhtlicue (es)" puis sous celui de "grande déesse", est une représentation anthropomorphique extrêmement stylisée. Elle est vêtue d'une jupe et on s'accorde à y voir une divinité de l'eau.
Dans une carrière à une vingtaine de kilomètres de Teotihuacan on a retrouvé une statue colossale inachevée, le Monolithe de Coatlinchán, parfois appelée "monolithe de Tlaloc". Haute de plus de 7 mètres et pesant quelque 180 tonnes, c'est la plus grande statue de Teotihuacan, sinon de toute la Mésoamérique. Son sexe demeure incertain. La divinité représentée a été identifiée par Leopoldo Batres comme Tlaloc, une affirmation qui laisse Eduardo Matos Moctezuma sceptique. Son transport depuis la carrière jusqu'au Musée national d'anthropologie de Mexico en 1964, réalisé avec tous les moyens techniques modernes, se révéla néanmoins être une tâche ardue.
Le Temple de Quetzalcoatl est l'exemple d'un édifice dont l'austérité architecturale est atténuée par des sculptures monumentales. Les panneaux du talud-tablero sont décorées de figures de plusieurs tonnes fixées par des tenons, qui représentent en alternance les masques frontaux de reptile aux crocs menaçants et une figure géométrique aux yeux cerclés, tandis que les taluds sont ornés de serpents à plumes qui ondulent sur un fond de coquillages. Ces sculptures étaient peintes. Les jaguars constituent une autre catégorie de représentations zoomorphes en ronde bosse
Certains édifices sont décorés de sculptures en bas-relief. C'est le cas du "palais de Quetzalpapalotl". Il doit son nom aux représentations d'oiseau quetzal avec un pectoral de papillon ("papalotl" en nahuatl), sculptés de face ou de profil. Cet édifice recouvrait un plus ancien, le "palais des Escargots à Plumes" qui tire son nom de sculptures d'escargots à plumes qui conservent des traces de polychromie.
Généralement sculptés en andésite, les braseros servaient à brûler du copal comme encens. On en a répertorié au moins trente-six. Ils se présentent sous la forme d'une statue anthropomorphe soutenant le brasero proprement dit. Les statues en ronde-bosse représentent un vieillard ridé et courbé, assis en tailleur. On y reconnaît aisément une très ancienne divinité du feu, que les Aztèques appelaient Huehueteotl, c'est-à-dire le "vieux dieu" en nahuatl, Ces braseros ont été retrouvés dans des ensembles résidentiels.

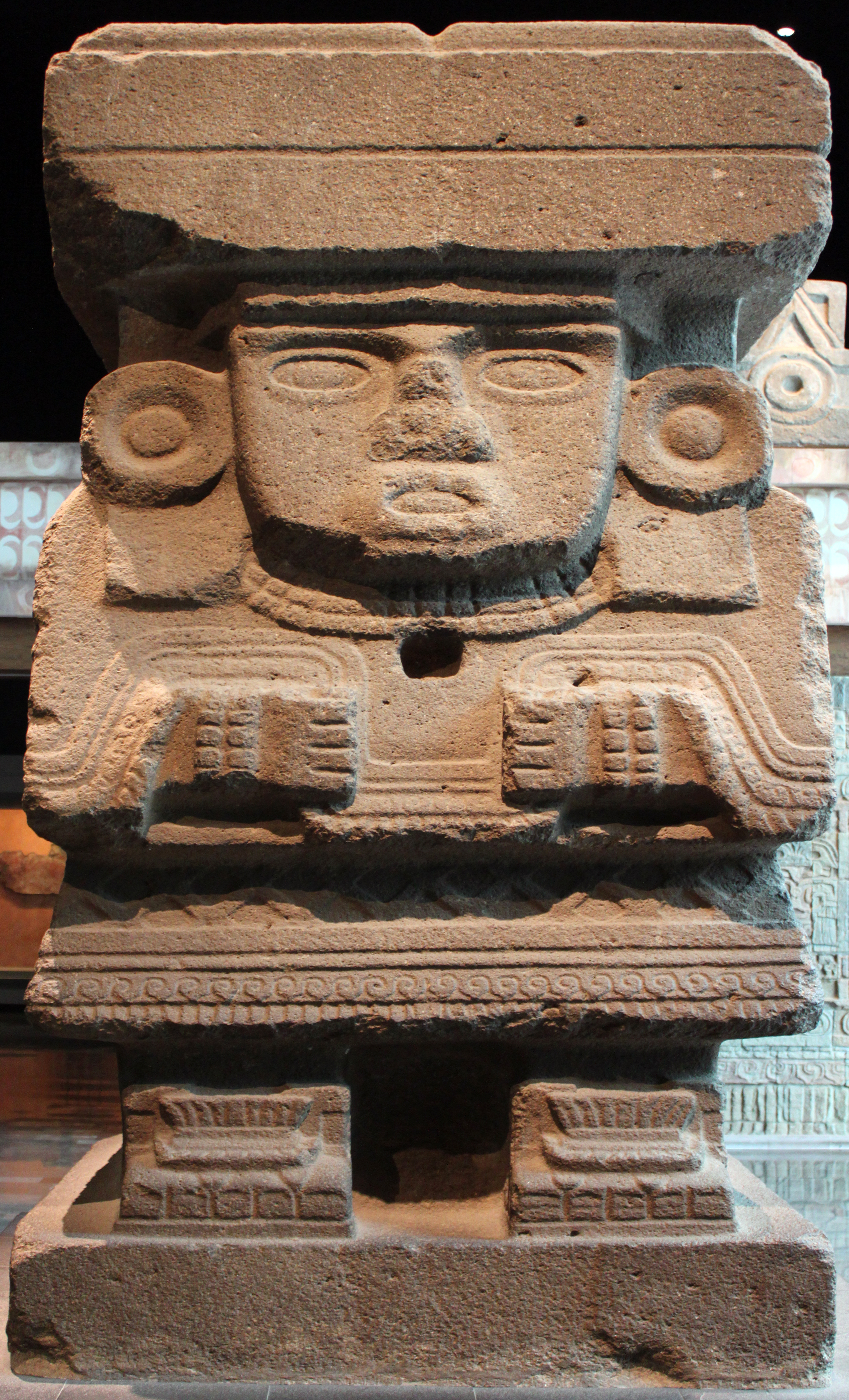
Statue dite de la "grande déesse", jadis connue sous le nom de monolithe de Chalchiuhtlicue (es)
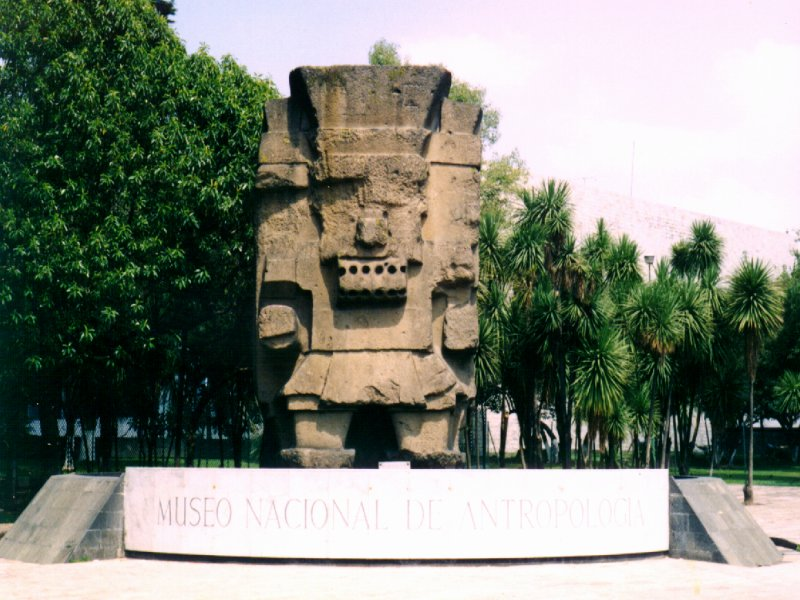
Monolithe de Coatlinchán devant le Musée national d'anthropologie de Mexico
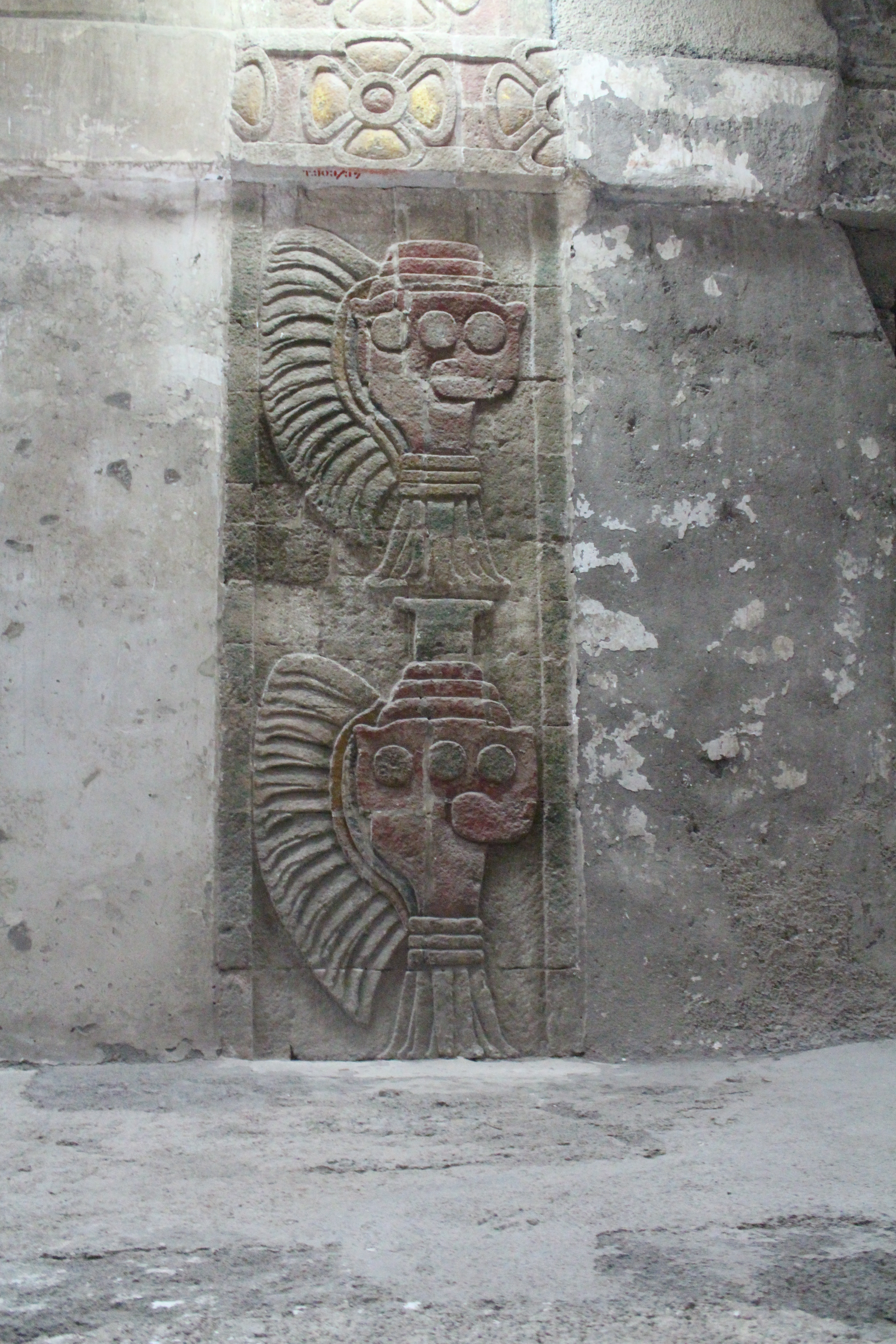
Bas-relief d'escargots à plumes avec traces de peinture
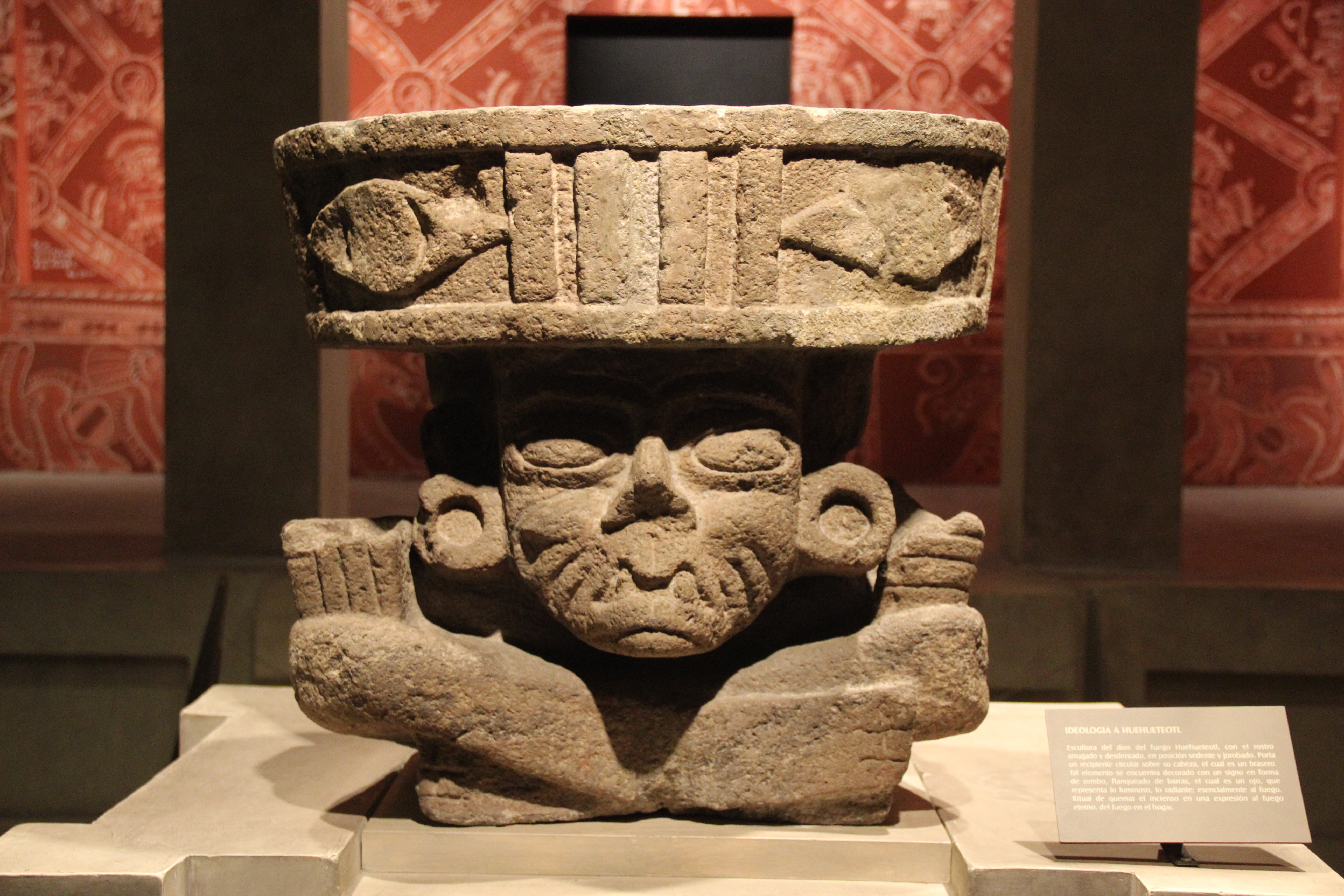
Brasero avec une représentation du vieux dieu du feu, appelé Huehueteotl par les Aztèques

### Peinture
De nombreuses peintures murales ornent les complexes résidentiels de l'élite. Réalisées au moyen de la technique de la fresque, elles se présentent généralement en registres superposés, le registre inférieur, en talus, occupant un tiers de la hauteur et le registre supérieur les deux tiers restants. La plupart proviennent de la partie inférieure des murs, la partie supérieure s'étant effondrée. Les débris des murs et des toits ont protégé la partie inférieure. Dans certains cas, l'habitude de ne pas détruire un bâtiment mais d'en construire un autre par-dessus, a permis de conserver toutes les peintures du bâtiment enterré. La palette de couleurs est dominée par un rouge sombre, notamment les fonds. Ce rouge très caractéristique, appelé "rouge Teotihuacan", à base d'hématite, apparaît au cours de la seconde phase technique (il en existe quatre à Teotihuacan), pendant la phase Tlamimilolpa. À partir de la troisième phase technique, les artistes maîtrisent la technique de la chaux pour la préparation des murs. On emploie du mica pour en polir les surfaces. On distingue deux types de peintures : "monochromes", utilisant différentes nuances de rouge, et "polychromes", comportant différentes couleurs sur un fond rouge. La plupart ont des motifs répétitifs (processions...). Certaines sont grouillantes de vie et d'un réalisme saisissant, qu'elles représentent des humains, des animaux ou des plantes.
Le palais de Tepantitla est orné d'une fresque célèbre appelée Tlalocan (paradis de Tlaloc en nahuatl) par l'archéologue Alfonso Caso. Le registre supérieur représente une divinité féminine en vue frontale, flanquée de deux officiants de profil, dans une posture rigide. Ce dernier type se retrouve dans une autre fresque de Tepantitla connue sous le nom "procession des prêtres semeurs". Dans le registre inférieur, une multitude de petits personnages vaquent à leurs occupations. De leur bouche jaillit une volute, qui représente la parole dans l'art mésoaméricain.
Toutes aussi célèbres sont les peintures des trois portiques du "patio blanc" dans l'ensemble résidentiel d'Atetelco. La partie supérieure de chaque portique se compose de losanges dont le centre est occupé par des canidés (portique 1), des êtres humains (portique 2) et des oiseaux anthropomorphisés (portique 3). Sur la partie inférieure (talud) se déroulent des processions : coyotes (portique 1), coyote et jaguar réticulé (portique 2) et personnages qui dansent (portique 3).
Il existe un important corpus de peintures murales provenant de l'ensemble résidentiel de Tenchinantitla. Dans les années 1960 apparurent sur le marché de l'art des fragments de fresques provenant de pillages à Teotihuacan. En 1976 un collectionneur, Harald J. Wagner, légua au Fine Arts Museums of San Francisco une série de ces fragments. En 1983, René Millon en identifia le lieu d'origine qu'il nomma Techinantitla. En 1986, le musée en restitua la plus grande partie au Mexique. Dans l'état actuel de nos connaissances, le corpus des peintures de Techinantitla comporte 145 fragments de grande taille et 1 500 fragments de petite et moyenne taille provenant des fouilles de René Millon. Parmi ces fragments figurent les restes de quatre grandes fresques (quatre à cinq mètres), « Serpents à plumes et glyphes d'arbres en fleur », que les pilleurs avaient découpées et dont les archéologues ont reconstitué en grande partie les trois premières. Elles sont remarquables par leur qualité esthétique, mais également par leur importance iconographique : les glyphes constituent un élément important du débat au sujet de l'écriture de Teotihuacan.

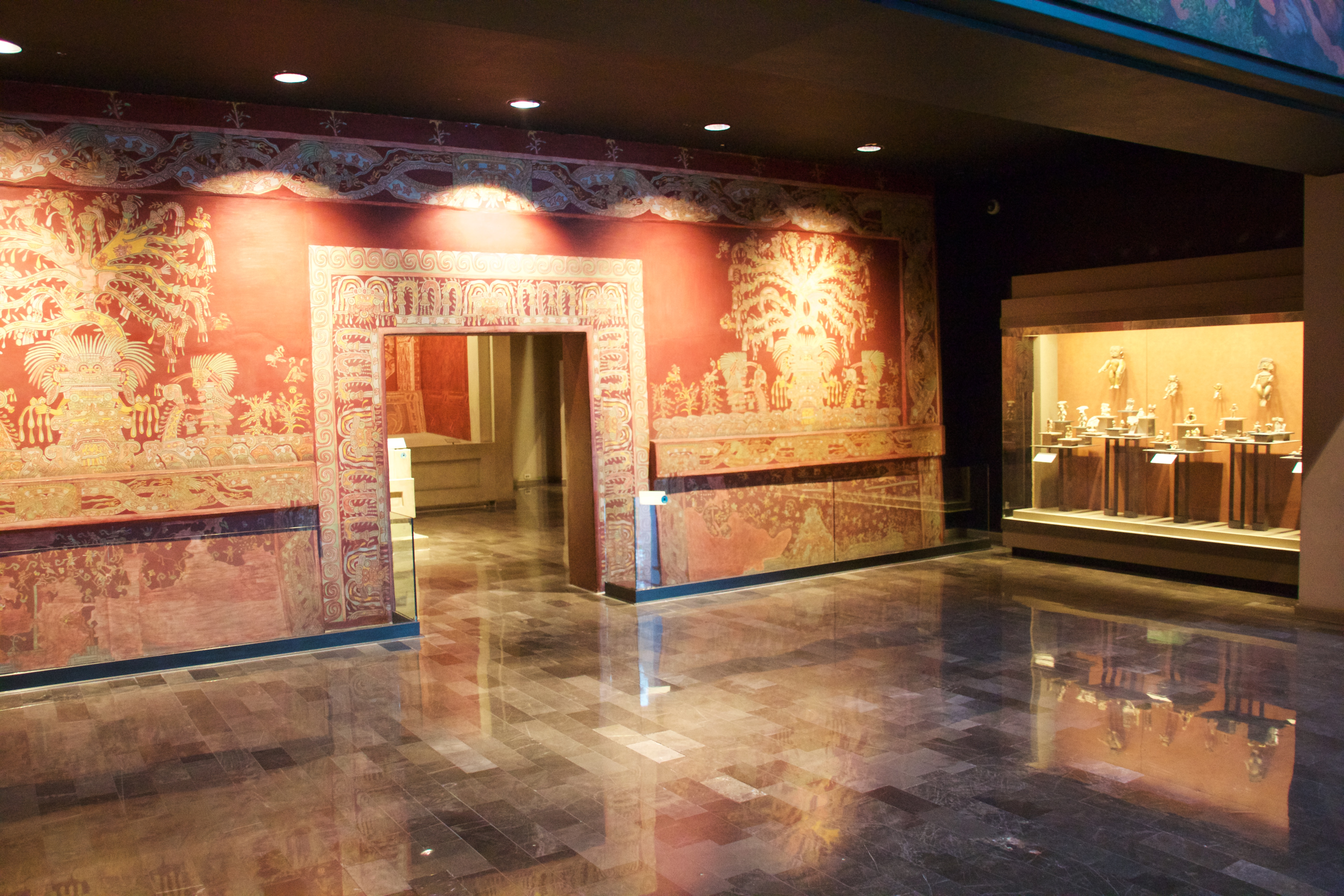
Peinture murale du "Tlalocan" au Musée national d'anthropologie de Mexico
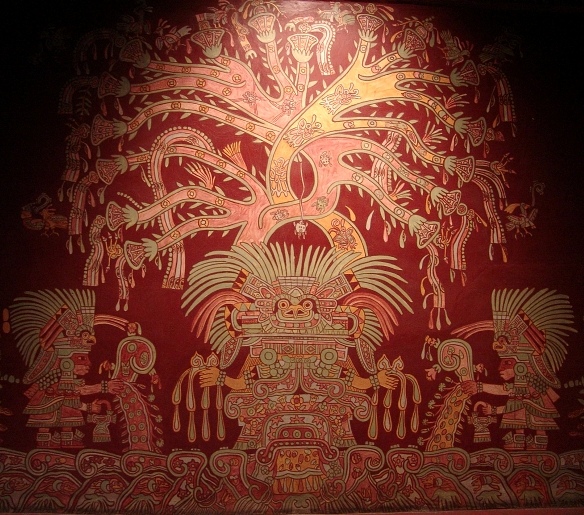
Tepantitla : fresque du "Tlalocan". Détail : la "Grande déesse".
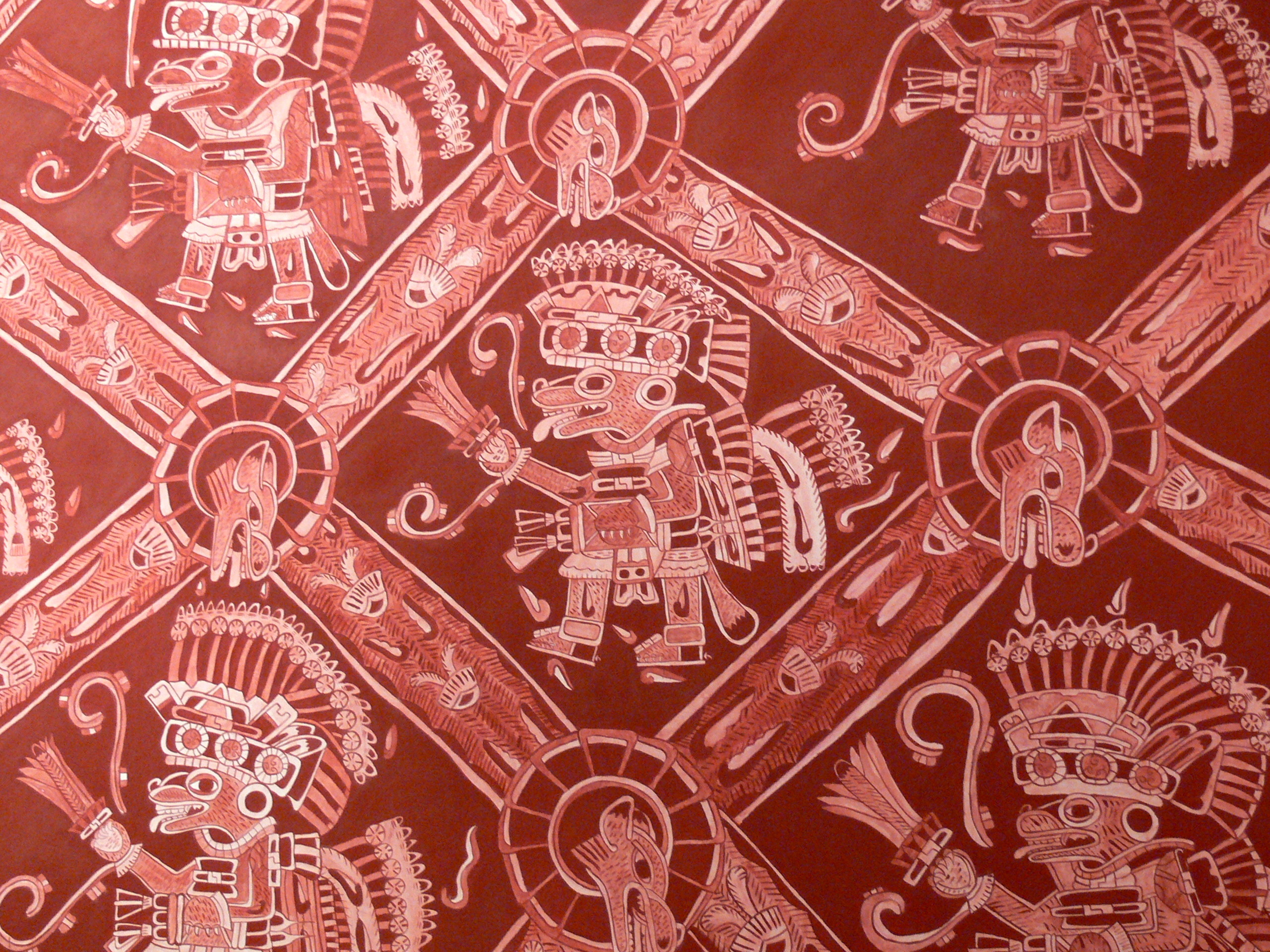
Atetelco, patio blanc. Portique 1, registre supérieur : canidés.
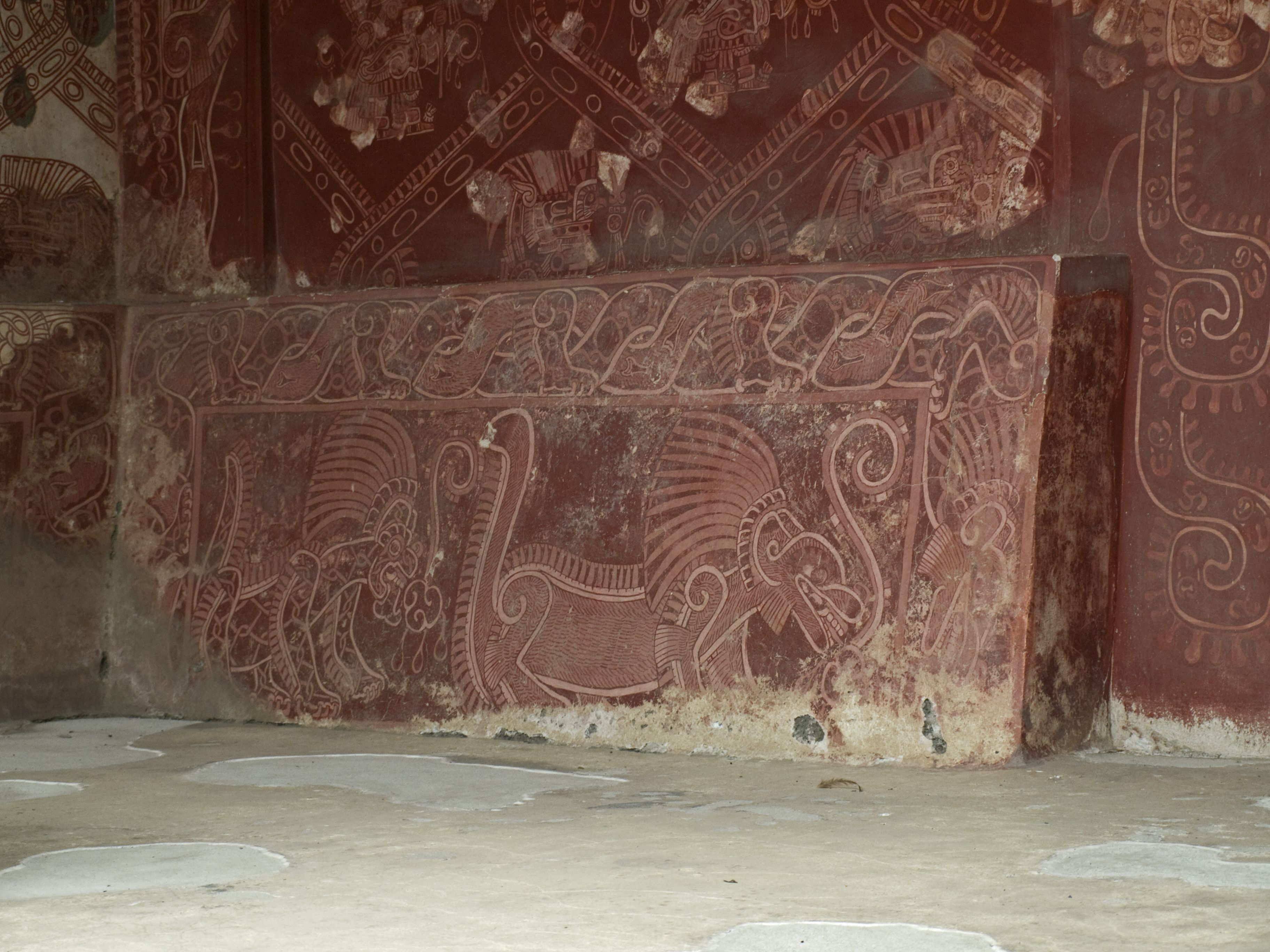
Atetelco, patio blanc. Portique 2, registre inférieur : coyote et jaguar réticulé.
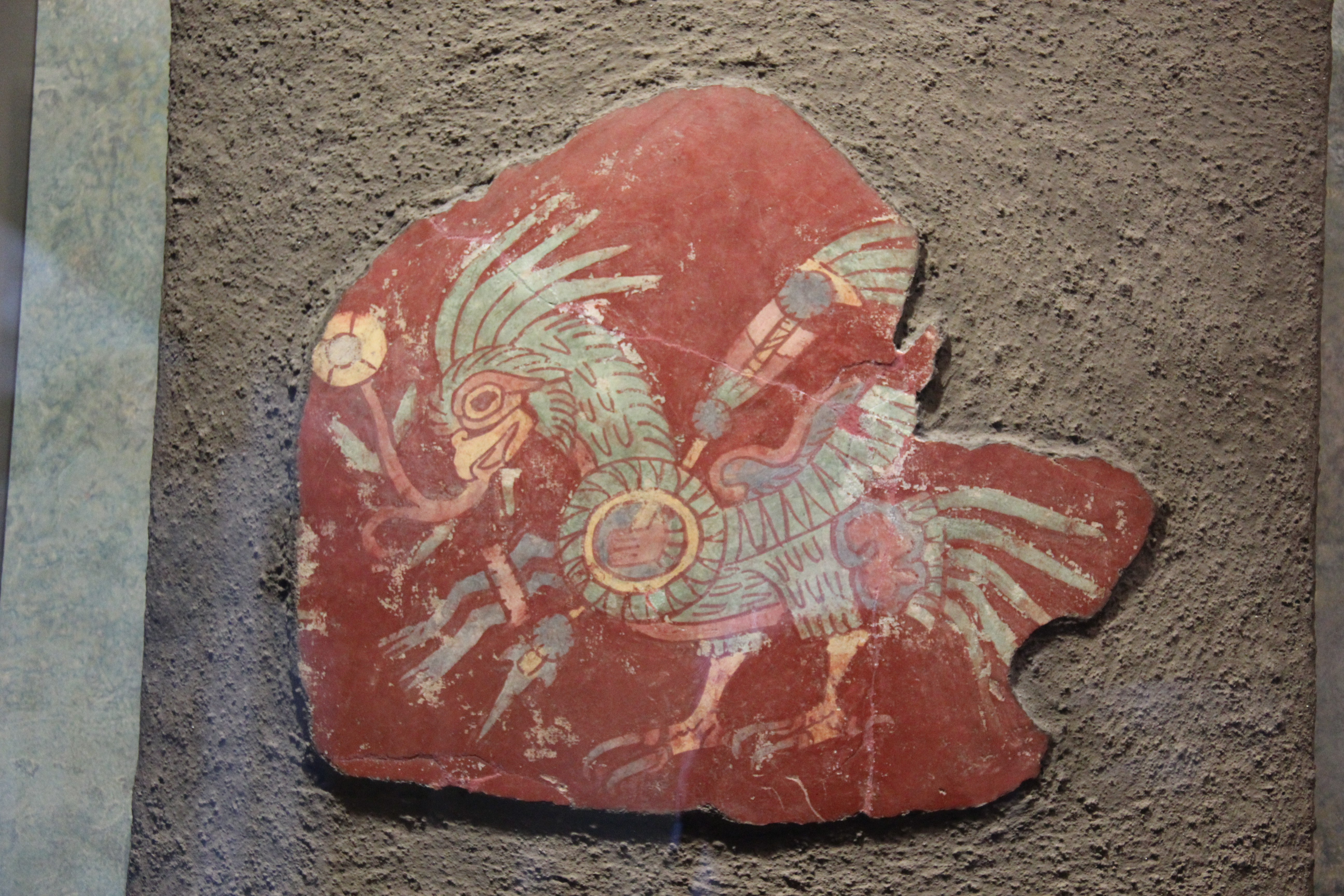
Petit fragment (26 X 30.8 X 4 cm) en provenance de Techinantitla, représentant un oiseau (Quetzal ?) muni d'un bouclier et d'un projectile.

### Céramique
L'art de la céramique a atteint un niveau remarquable à Teotihuacan.

#### Encensoirs-théâtre
Les encensoirs-théâtre constituent la deuxième variété de ce type d'objets destinés à faire monter la fumée aromatique du copal. Ces objets comportent deux parties, une base conique qui sert de chambre de combustion pour le copal et un couvercle, qui en est l'élément principal. La décoration du couvercle est foisonnante. L'élément central est un visage à la parure élaborée, ornements de nez et d'oreilles, colliers raffinés. Tout autour, disposés comme la scène d'un théâtre, d'où leur nom, figurent des ornements en forme de plaques (adornos en espagnol) collés par pastillage. Initialement les adornos étaient fabriqués à la main. À partir de la phase Tlamimilolpa, ils sont fabriqués en série dans des moules. Ces plaques sont démontables. Un grand nombre ont été retrouvées démontées dans un contexte funéraire.

#### Céramique orange mince
La céramique "orange mince" (dans la terminologie anglo-saxonne "thin orange ware") est une production raffinée fort répandue à Teotihuacan à l'époque de son apogée. Elle est caractérisée par sa couleur orangée et par la finesse de ses parois. La plupart des récipients ne sont pas décorés. Selon Evelyn Rattray, la céramique "orange mince" représente 20 % des tessons de poterie retrouvés à Teotihuacan. Elle n'aurait pas été fabriquée dans la cité, mais importée du sud de l'état de Puebla. La céramique "orange mince" est souvent citée en exemple des préférences esthétiques de la civilisation de Teotihuacan pour les formes simples . Elle disparut après la chute de la cité.

#### Vases tripodes
Les vases tripodes doivent leur nom à la présence de trois pieds, fréquemment ajourés. Ils portent généralement un décor, qui est soit peint directement sur la paroi, soit a fresco sur une couche de stuc. Cette dernière technique est la même que celle employée pour les peintures murales. Ces vases peuvent également porter un décor incisé ou excisé. À l'origine, ils étaient munis d'un couvercle conique surmonté d'un bouton destiné à le soulever. Ils ont été exportés et constituent un marqueur de la présence Teotihuacan dans d'autres régions de Mésoamérique, par exemple dans la zone maya, à Tikal ou Kaminaljuyu.

#### Figurines
Les artisans de Teotihuacan en ont produit des millions, tant masculines que féminines.
À l'origine, les figurines masculines étaient fabriquées à la main dans des postures très animées. C'est pourquoi on a longtemps cru qu'il s'agissait de danseurs. Selon une autre hypothèse, il s'agirait de soldats brandissant une lance et un bouclier, ces derniers éléments en matériaux périssables ayant disparu. À partir de 250, elles sont produites en série au moule, pour répondre à une demande croissante. Certaines ont été retrouvées dans l'atelier de céramique dans le quadrilatère nord de la Citadelle. Il existe également des figurines articulées appelées "poupées", qui ne sont certainement pas des jouets, mais dont la fonction pourrait avoir été rituelle. Seuls les bras des premières poupées (phase Tzacualli) étaient articulés. Plus tard les jambes le devinrent également.

#### Vases Tlaloc
Ce type de vases (ou jarres), qui portent traditionnellement le nom du dieu aztèque de la pluie, représente le dieu de l'orage à Teotihuacan. Ses principaux attributs (yeux cerclés, lèvre supérieure retroussée, crocs) figurent sur le corps du récipient. Son bord porte fréquemment trois excroissances qui correspondent au motif "trois montagnes", associé à l'eau et à la fertilité. Sur certaines peintures représentant le dieu de l'orage, celui-ci porte un vase Tlaloc. Beaucoup de ces vases ont été retrouvés dans un contexte rituel funéraire.

#### Figurines "host"
Leur nom leur vient du mot anglais host (hôte). Elles sont aussi appelées "figurines gigogne". Il s'agit de figurines creuses, très simples, souvent dépourvues de mains et/ou de pieds, dont le torse, ou même toute la partie avant, est amovible et découvre une niche qui contient une ou plusieurs statuettes beaucoup plus petites, richement accoutrées. Elles ont été découvertes dans un contexte funéraire.

#### Candeleros
Comparés aux autres artefacts en céramique, les candeleros ou « chandeliers » sont de petits objets plutôt grossiers, très abondants à Teotihuacan. De forme rectangulaire, ils sont munis d'une ou deux cavités obtenues par pression du doigt sur leur face supérieure. Il n'existe pas de consensus sur leur usage. On a supposé qu'il s'agissait de véritables chandeliers, mais l'explication la plus courante est qu'il s'agit de petits encensoirs. Apparus à Teotihuacan, ils disparaissent sans descendance après la chute de la cité.

#### Pato loco
Le "pato loco" ou "canard fou" en espagnol est une œuvre hors normes, découverte dans un contexte funéraire de l'ensemble résidentiel de La Ventilla B. Son surnom lui a été donné par ses découvreurs. Ce récipient en forme d'oiseau fantastique, haut de 25 cm, est décoré d'escargots et de coquillages

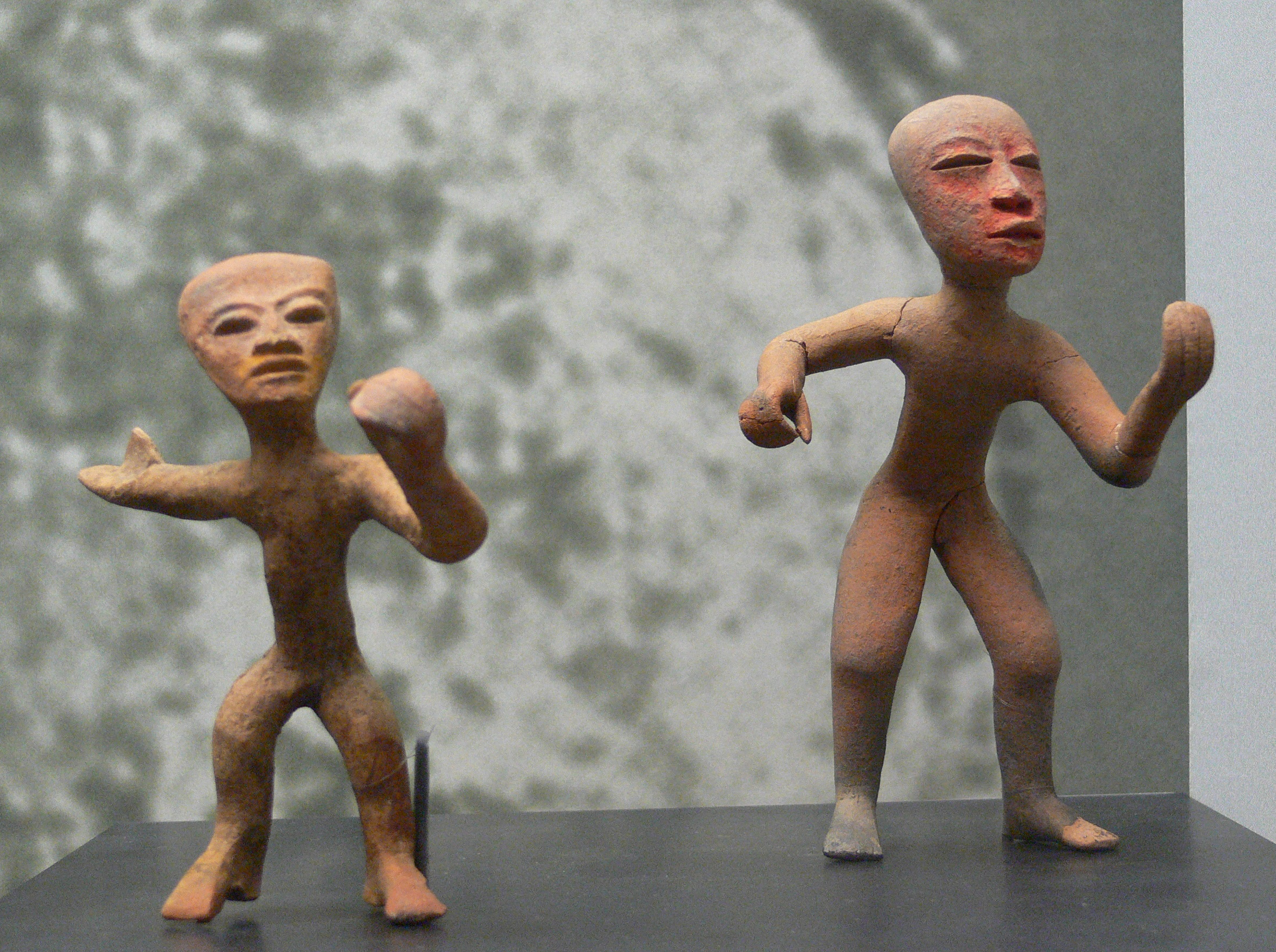
Figurines
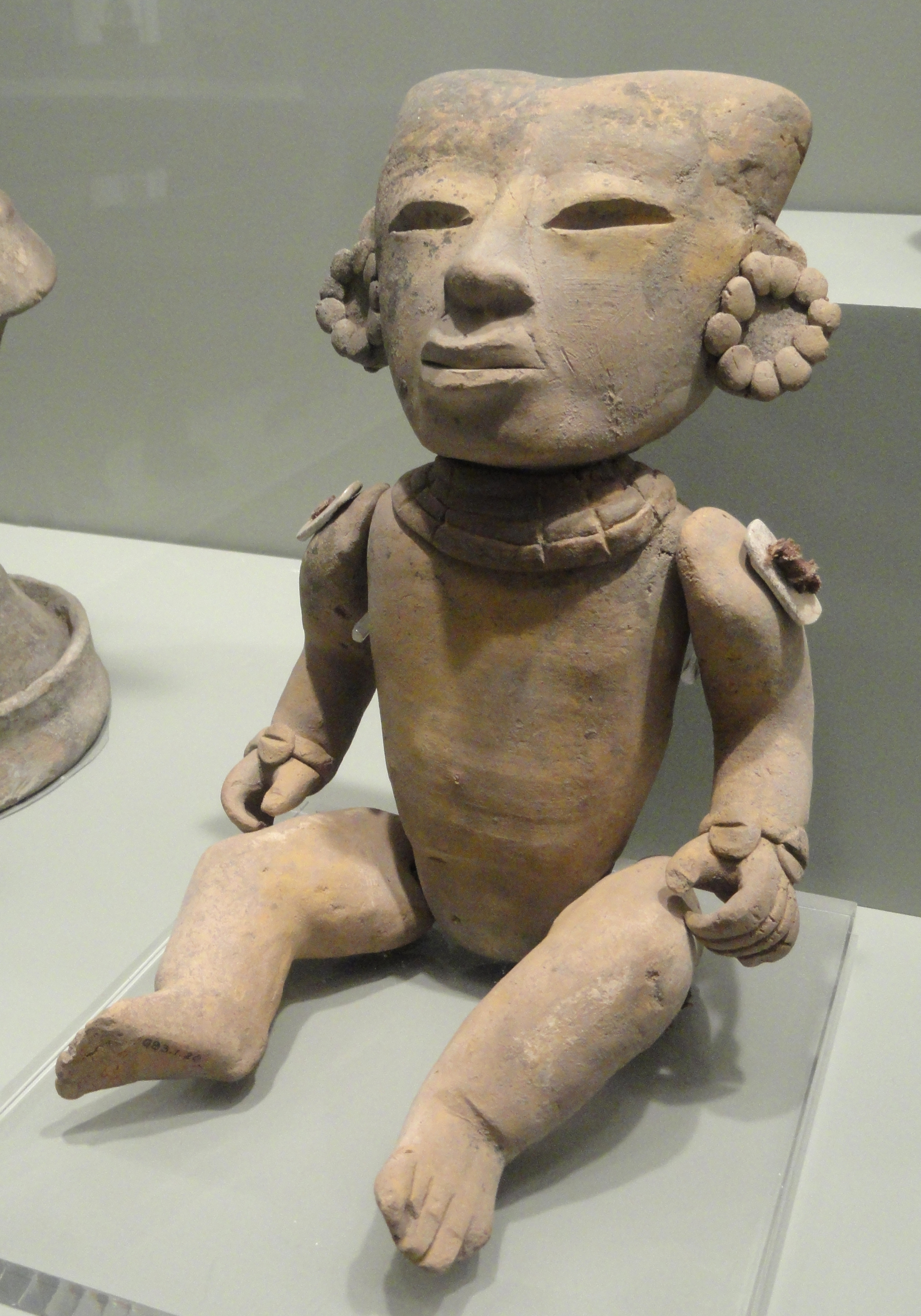
Figurine articulée
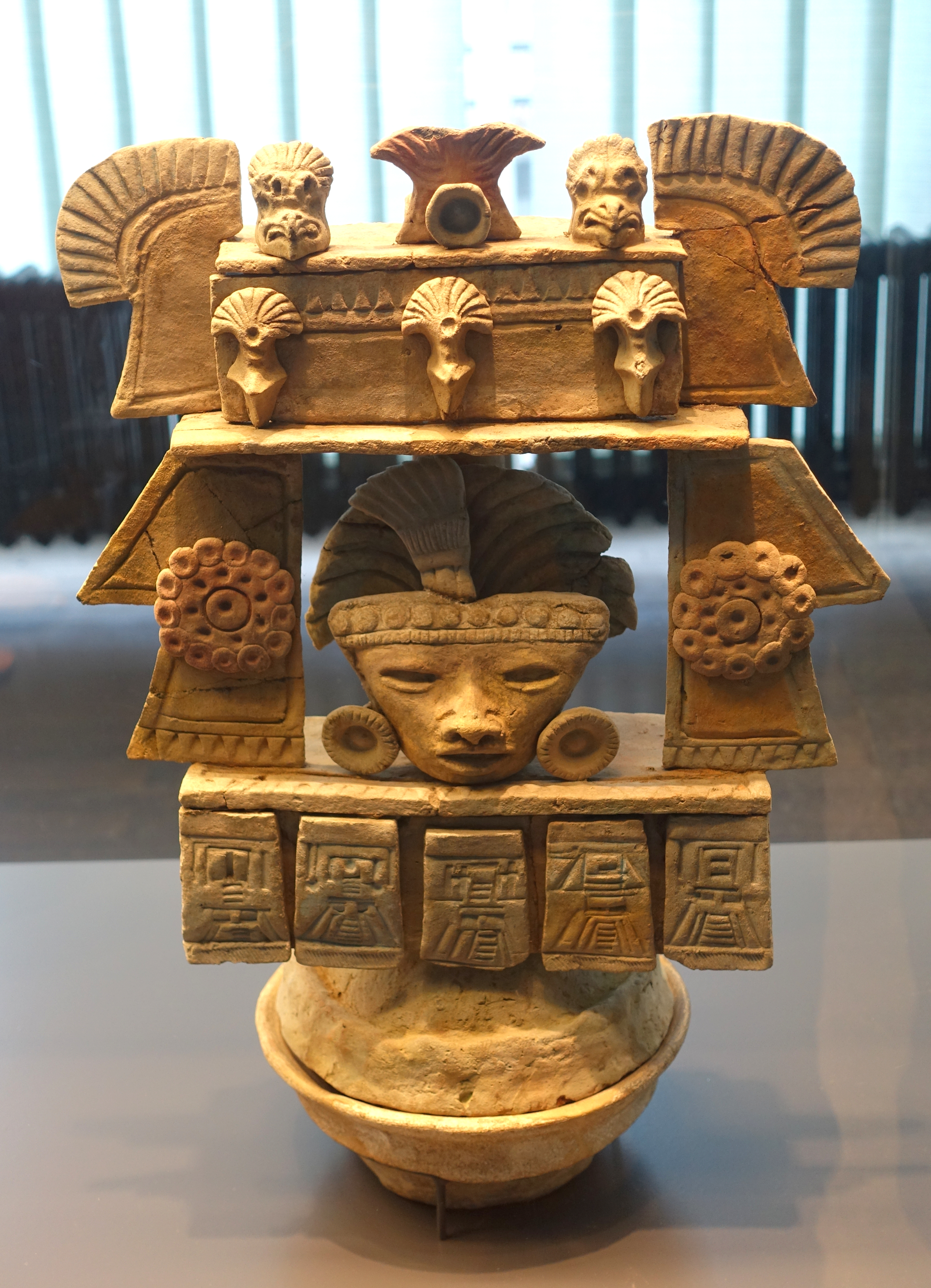
Encensoir-théâtre
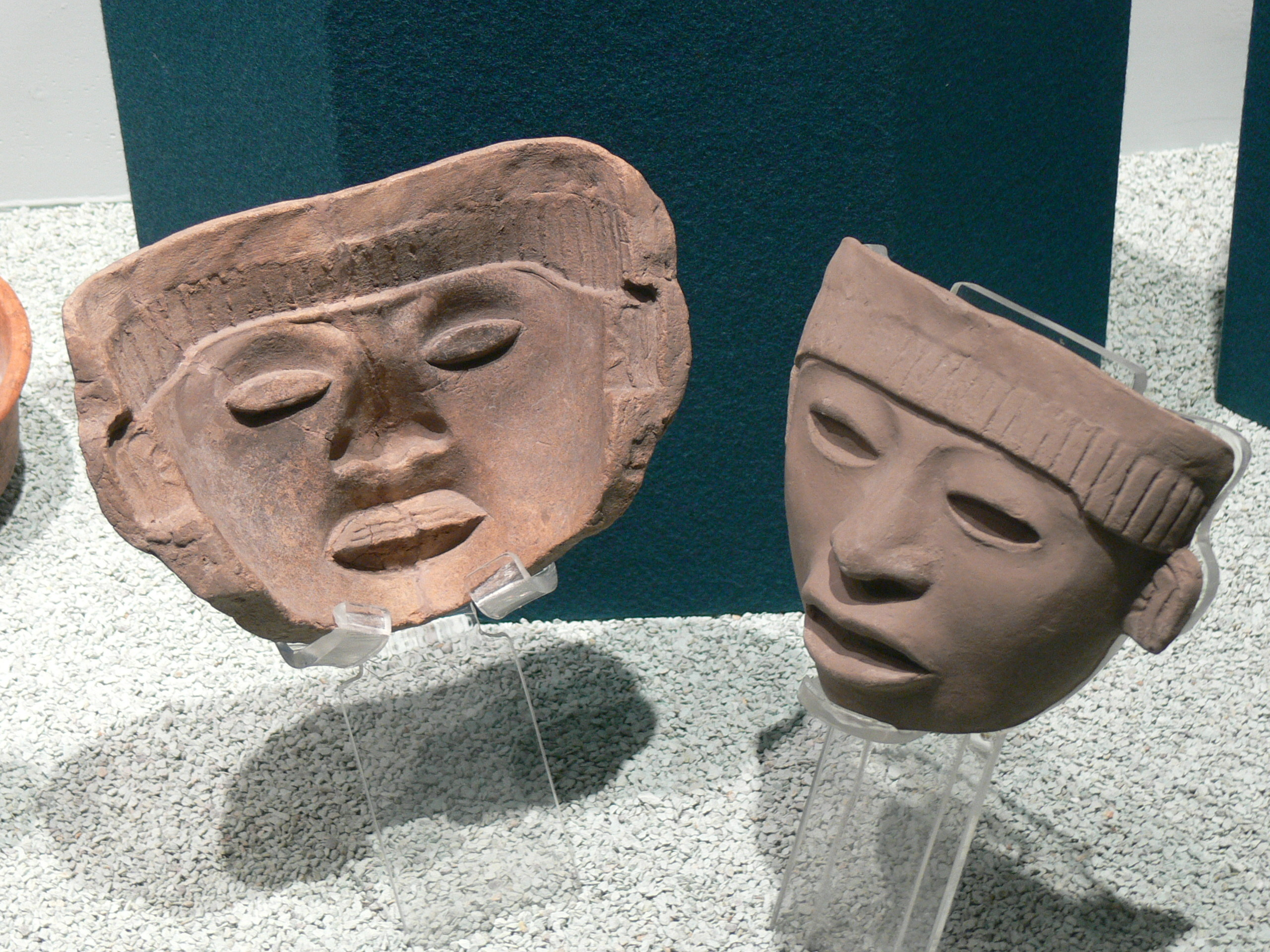
Moule et moulage d'une applique
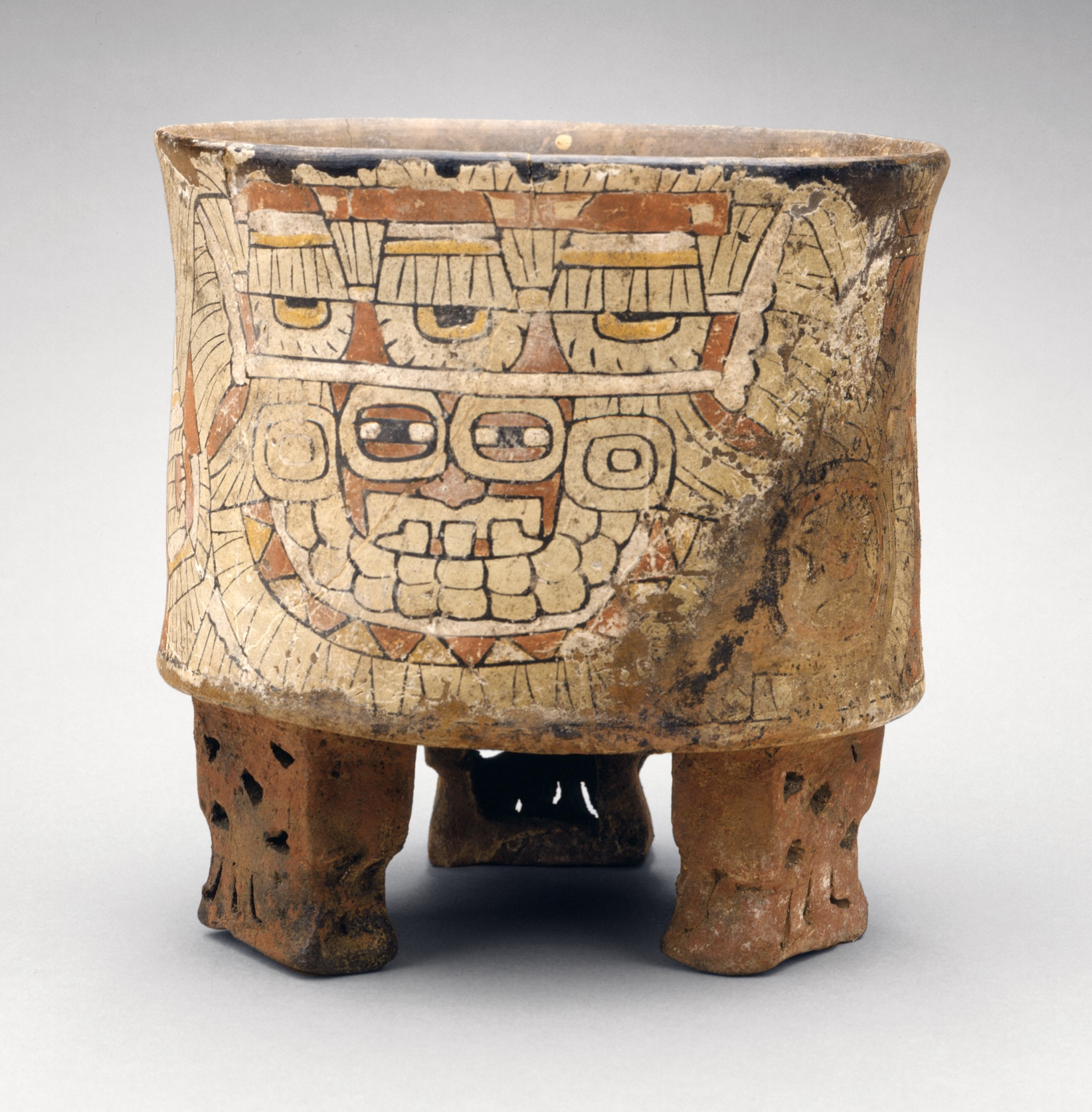
vase tripode stuqué et peint
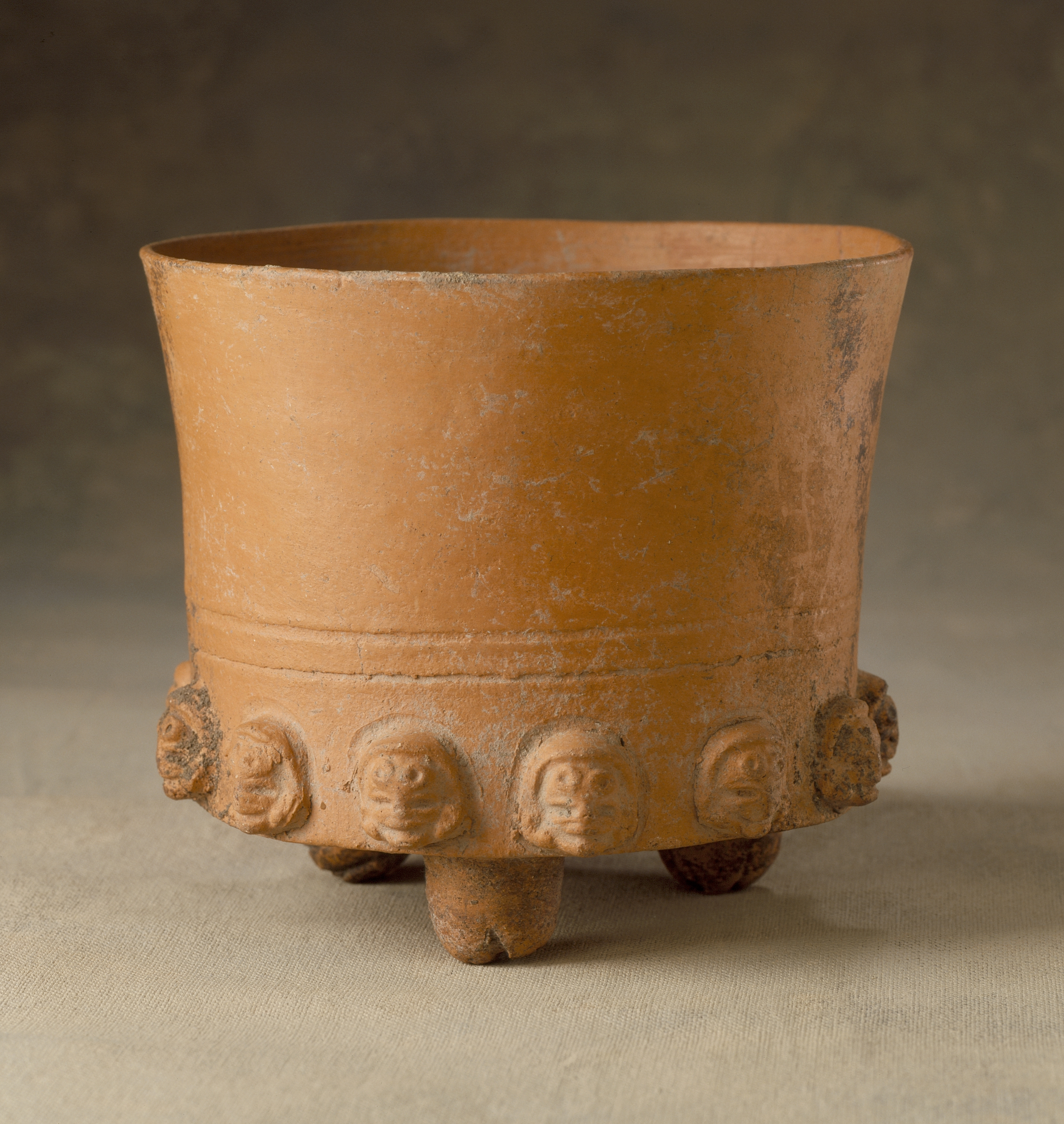
Vase tripode en "thin orange ware"
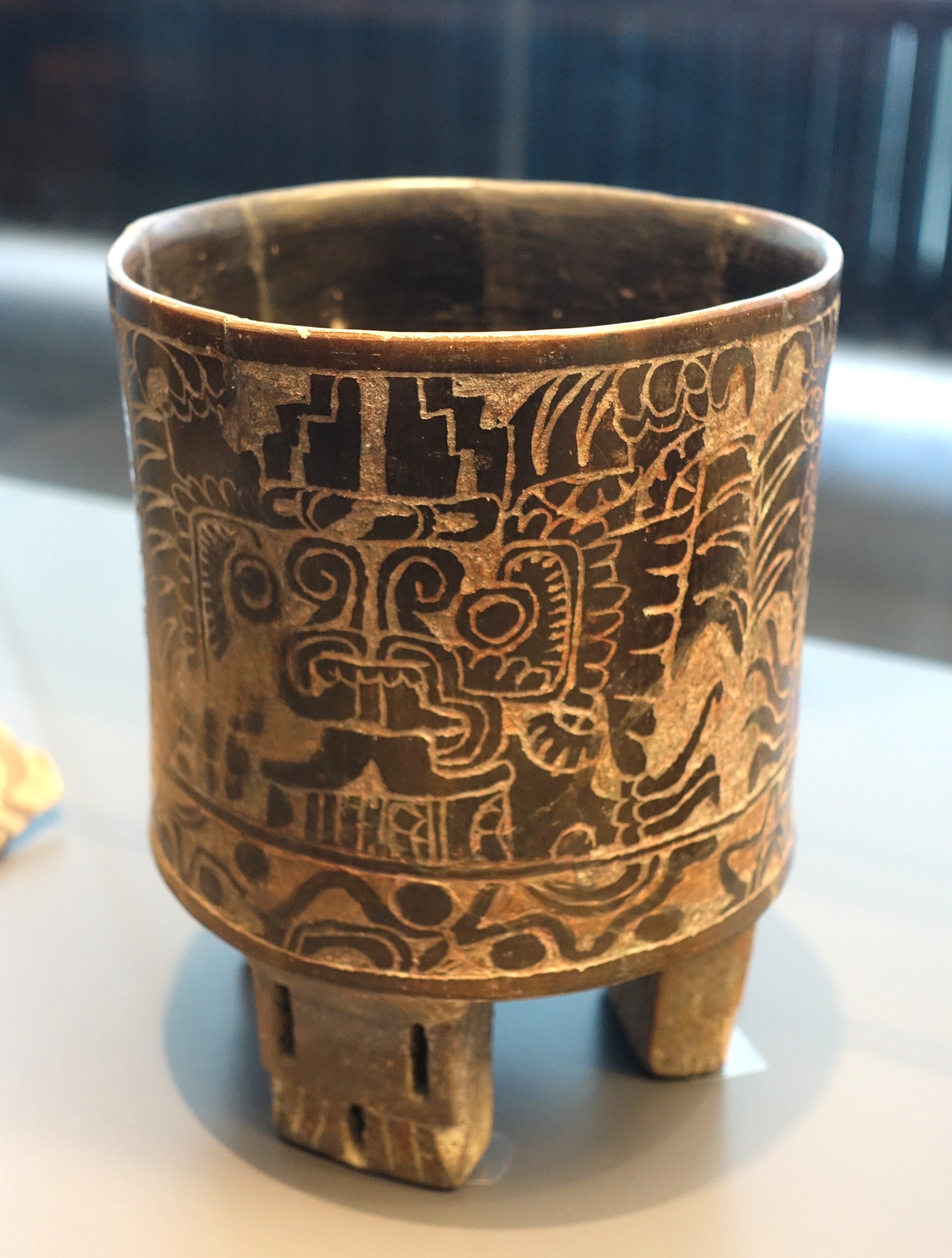
vase tripode incisé
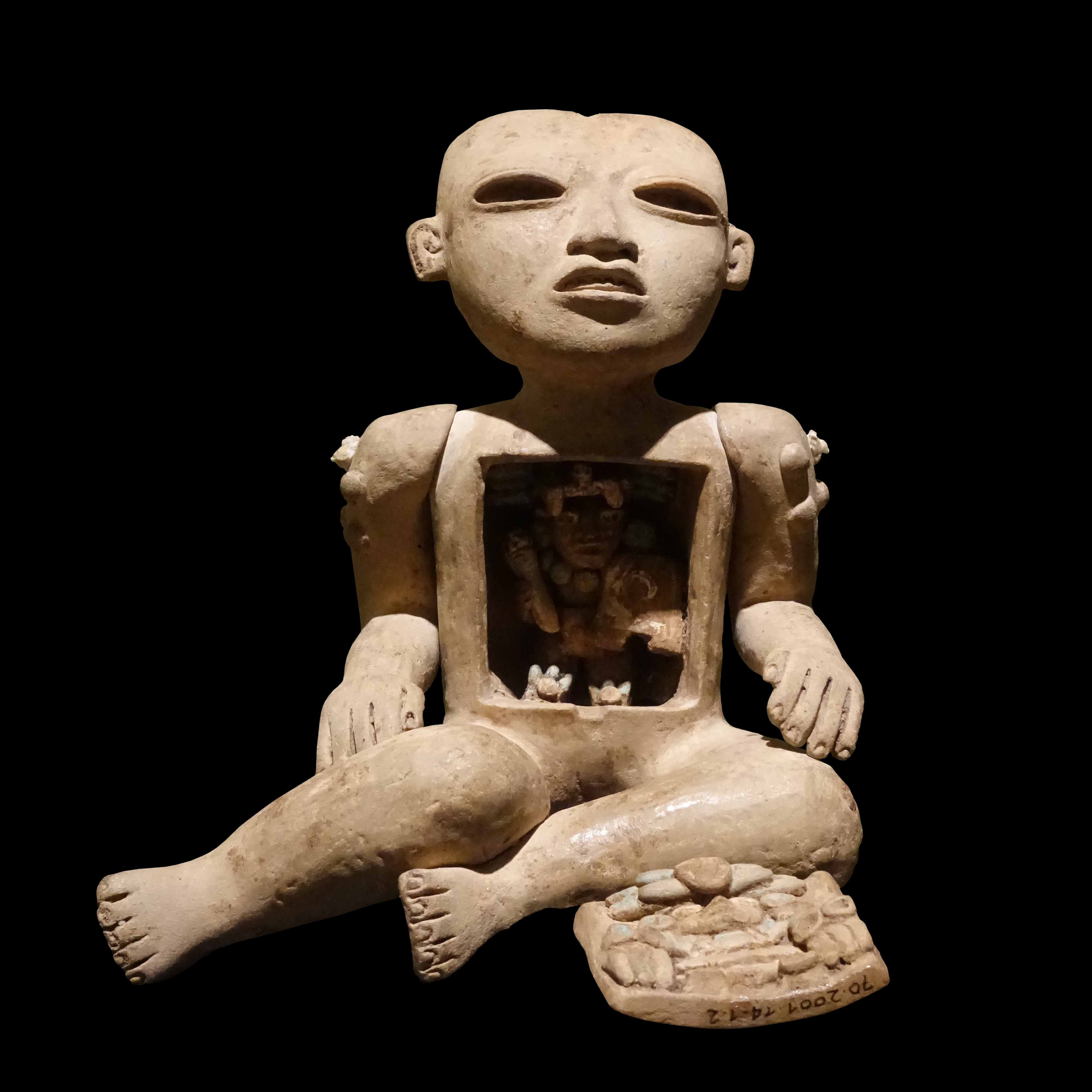
Figurine "host"
Candeleros à une ou deux chambres
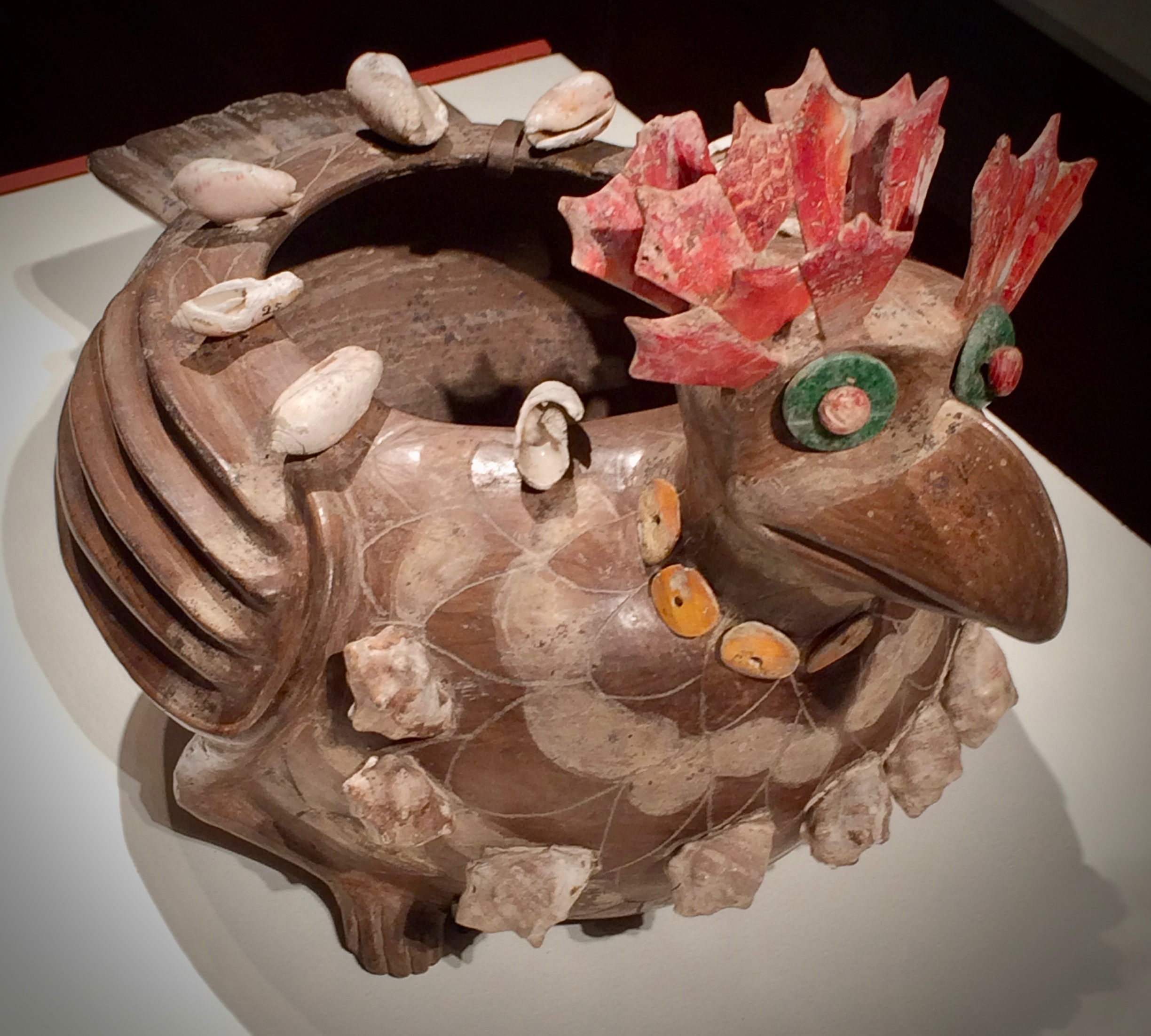
Le "pato loco"

### Art lapidaire
Par art lapidaire il faut entendre le travail des pierres dont la dureté ou la rareté constituaient l'attrait ainsi que les pierres semi-précieuses.
Les artisans de Teotihuacan excellaient dans la taille de statues anthropomorphes de petit format, en pierres dures soigneusement polies. La plupart sont représentées debout. Les figures masculines sont en général nues, avec représentation explicite ou non des organes sexuels. La taille de la tête est fréquemment disproportionnée par rapport au reste du corps. Le tronc est souvent très allongé et les bras plaqués le long du corps, la paume des mains tournée vers l'avant dans une posture non naturelle. Les statues de femmes sont généralement vêtues d'une jupe et d'un quechquemitl ou huipil.

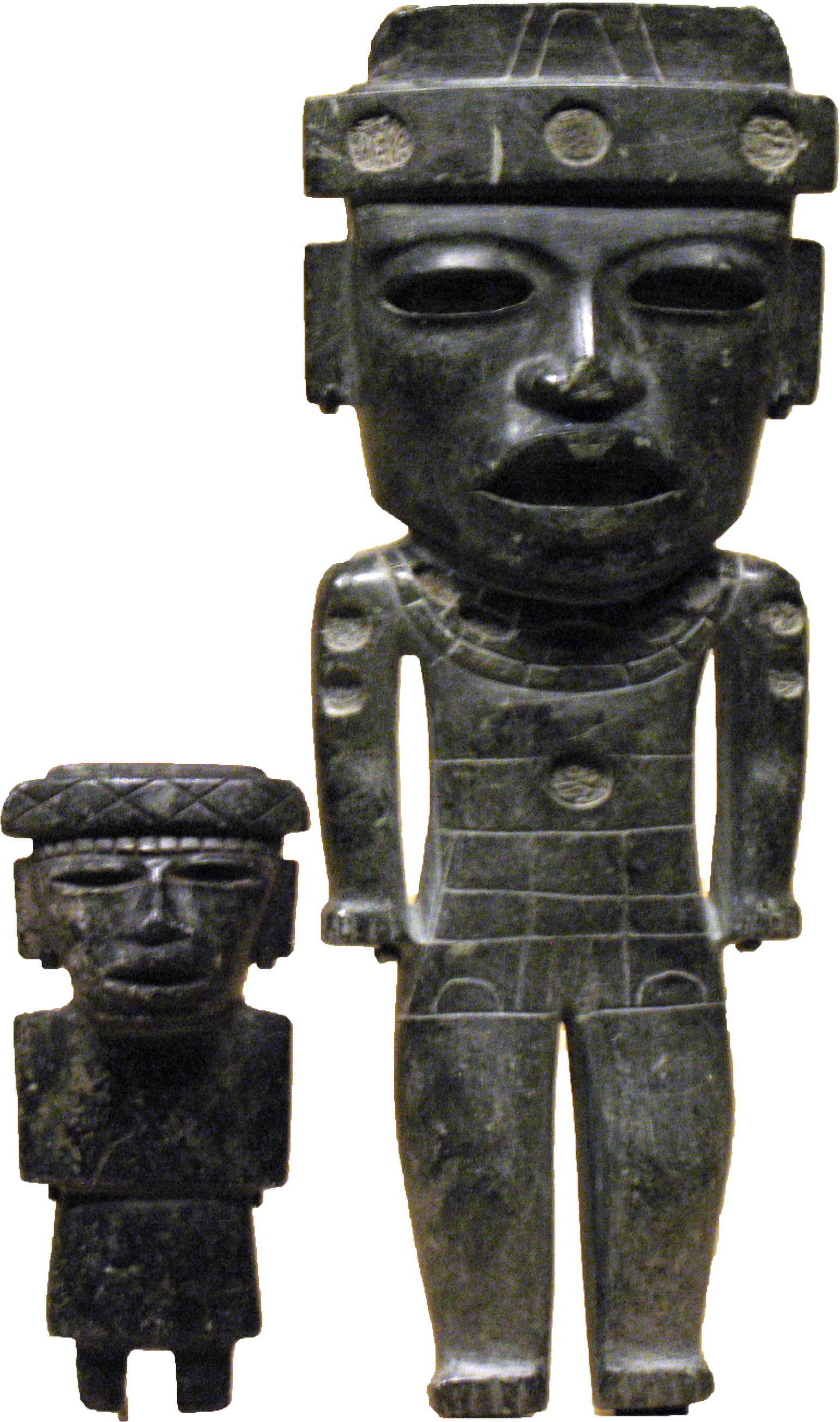
Sculpture féminine et masculine
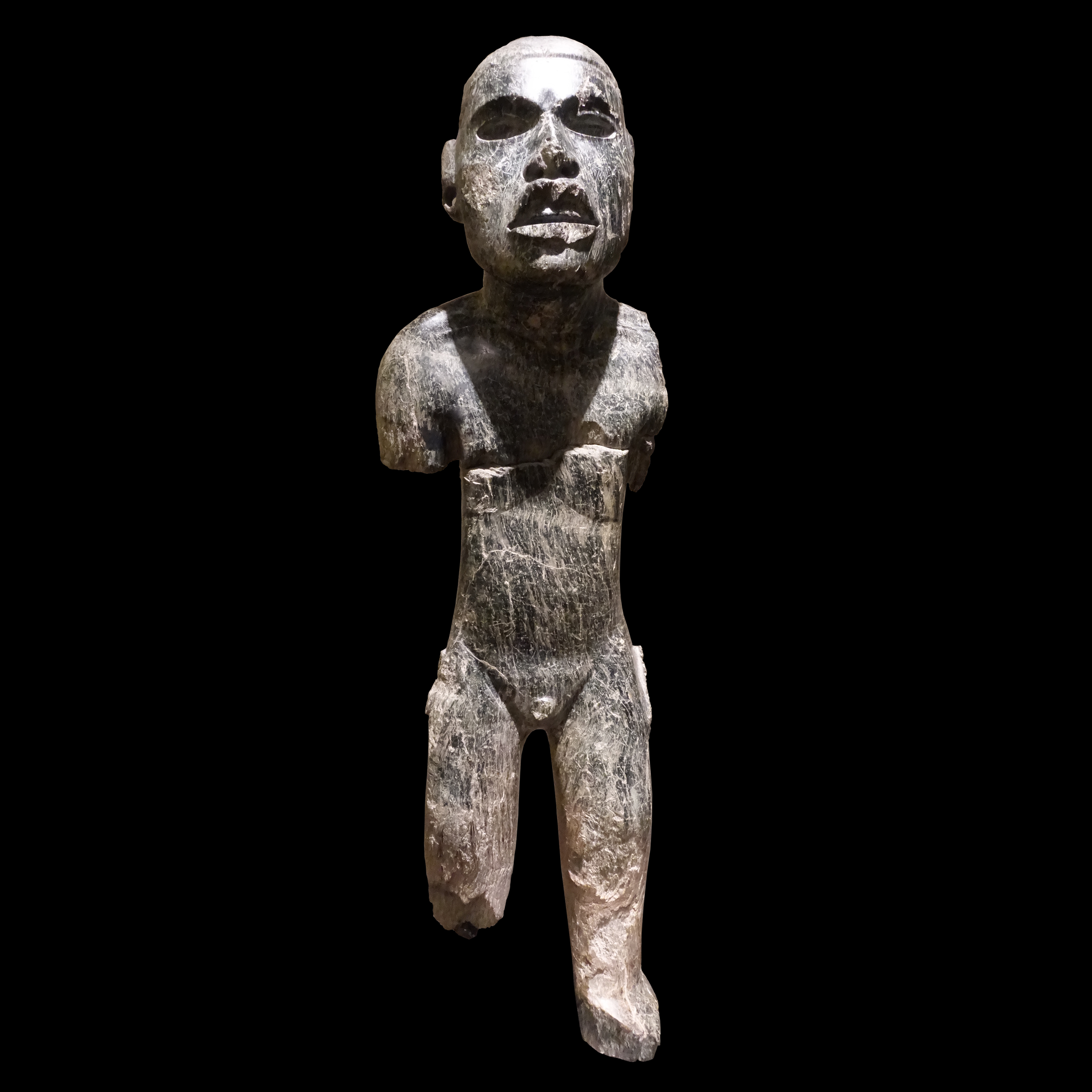
Sculpture anthropomorphe en pierre verte.
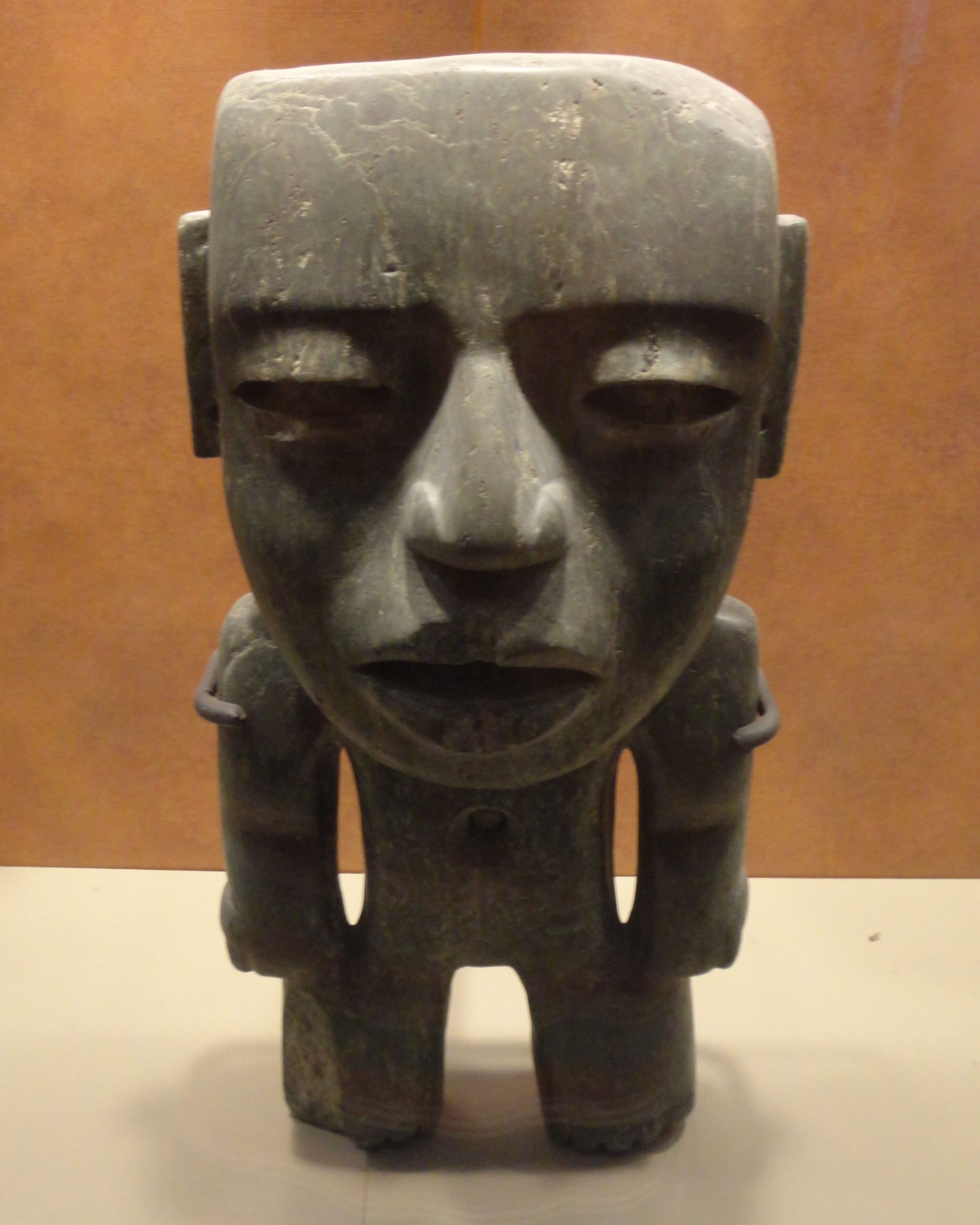
Sculpture masculine.
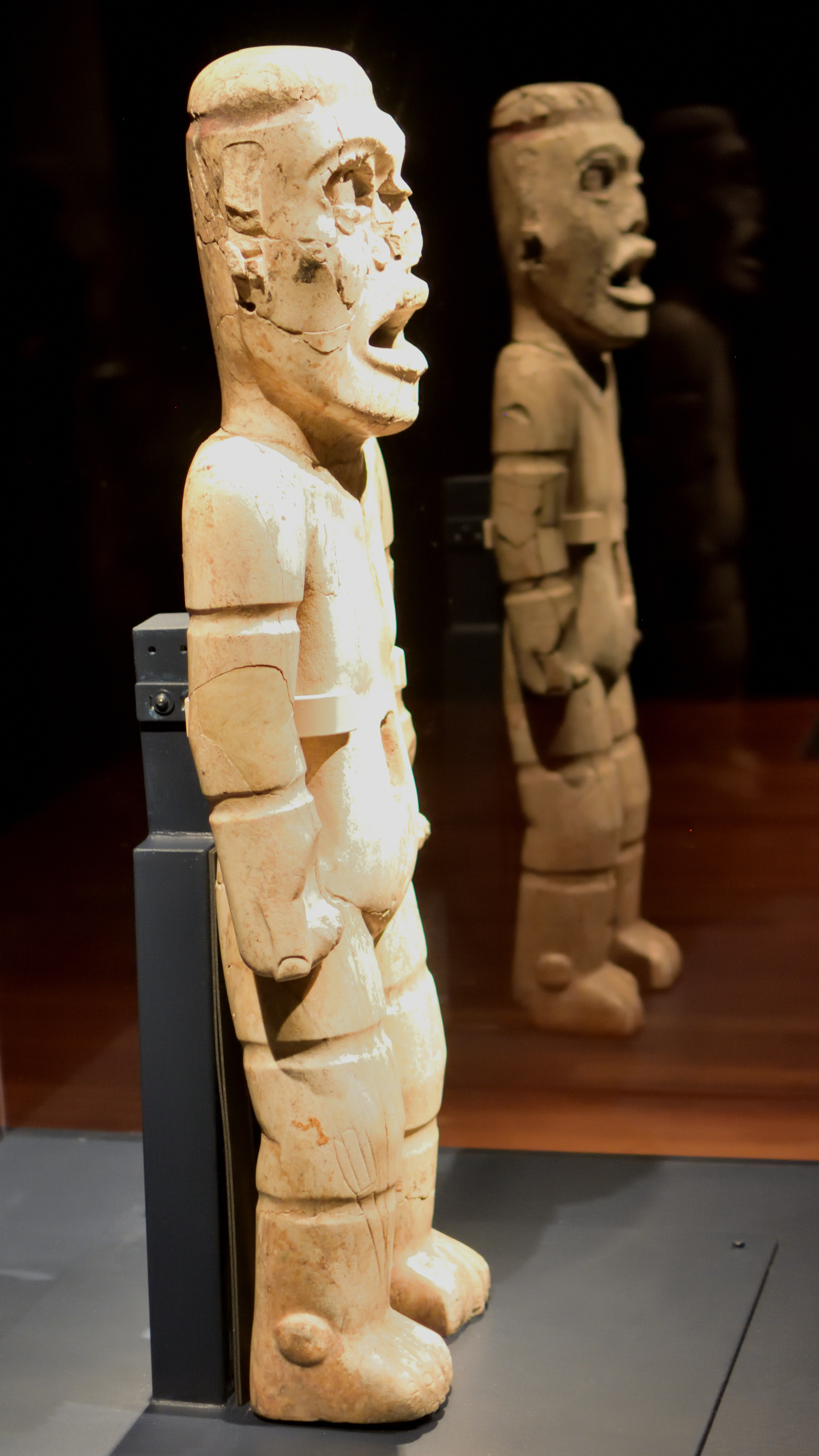
Sculpture masculine en marbre retrouvée fracassée en près de 160 fragments dans le complexe de Xalla.

Les masques en granit, albâtre, serpentine, néphrite ou onyx, soigneusement polis, souvent décorés d'incrustations pour les yeux ou la bouche, sont aisément reconnaissables. Les résidus jaunes présents dans les orbites vides de certains masques sont le témoignage d'incrustations disparues de globes oculaires en pyrite. L'expression du visage est impassible. Le front se termine abruptement par une ligne droite. L'hypothèse la plus répandue est qu'ils avaient une fonction funéraire, les trous creusés sur les côtés étant peut-être destinés à les fixer sur des paquets mortuaires, mais aucun n'a été retrouvé en contexte, aussi seules des suppositions sont possibles. En raison de leur poids, on exclut qu'ils aient été destinés à être portés. Les masques de Teotihuacan étaient particulièrement prisés par les Aztèques qui explorèrent les ruines de la cité quelque neuf siècles après sa chute. Ils ramenèrent des masques à Tenochtitlan où ils les enfouirent comme offrandes dans le Templo Mayor.

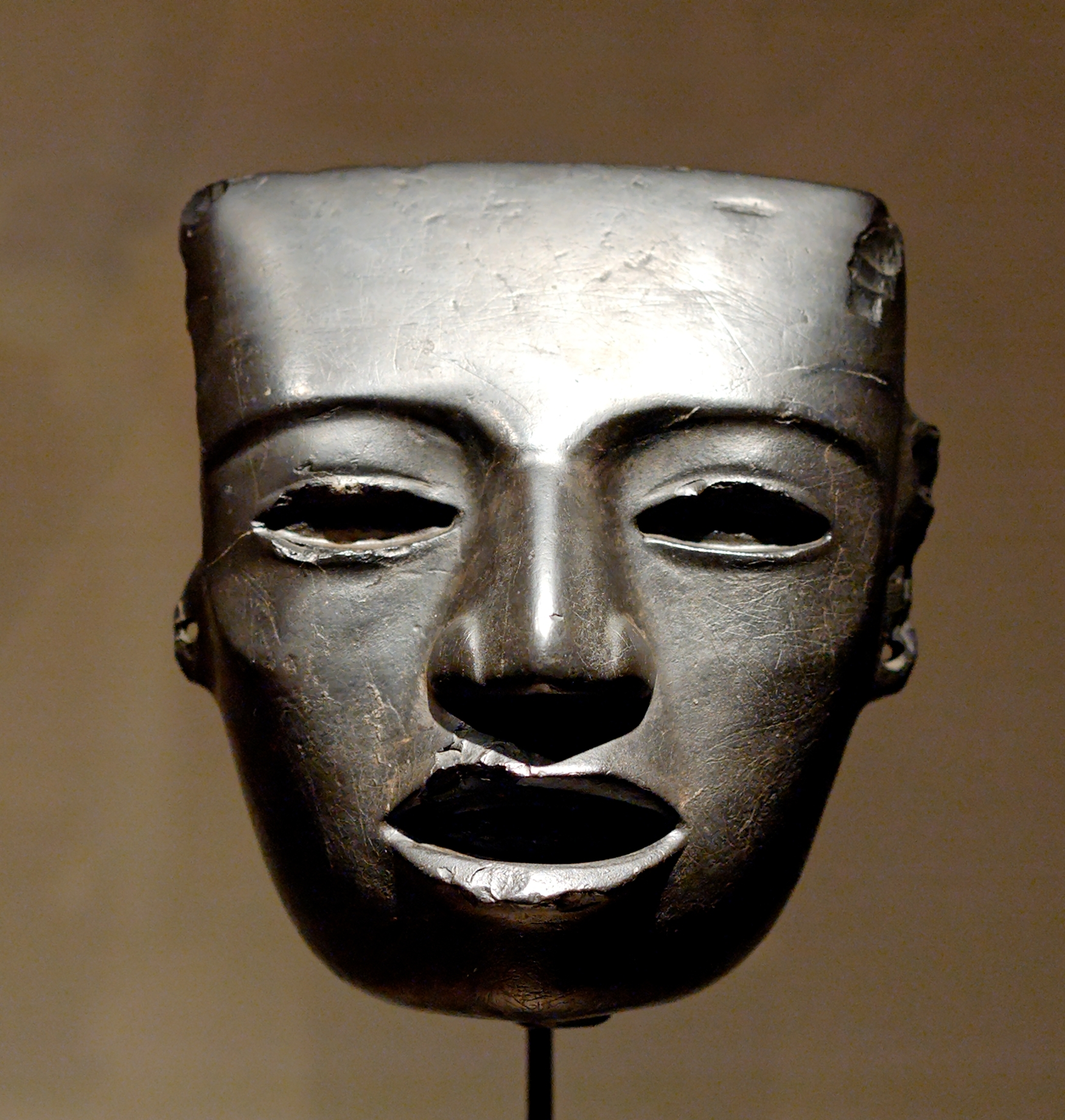
Masque lithique en pierre découvert à Teotihuacan, IIIe – VIIe siècle
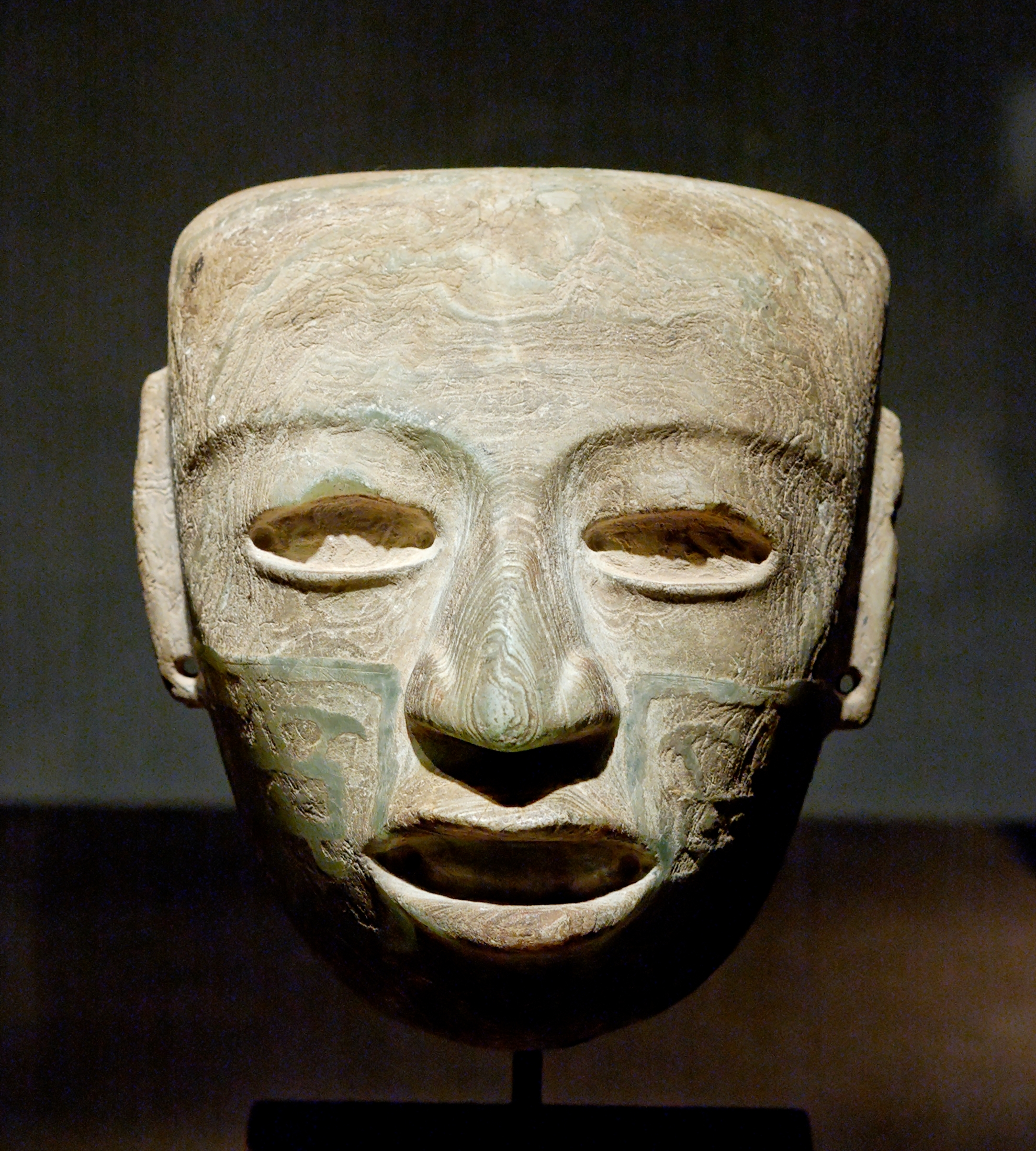
Masque de marbre, datant du IIIe au VIIe siècle.
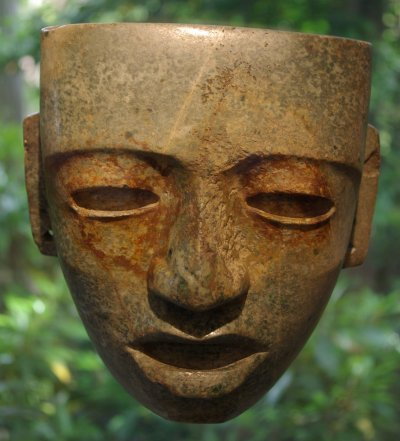
Masque en serpentine, du IIIe au VIe siècle.
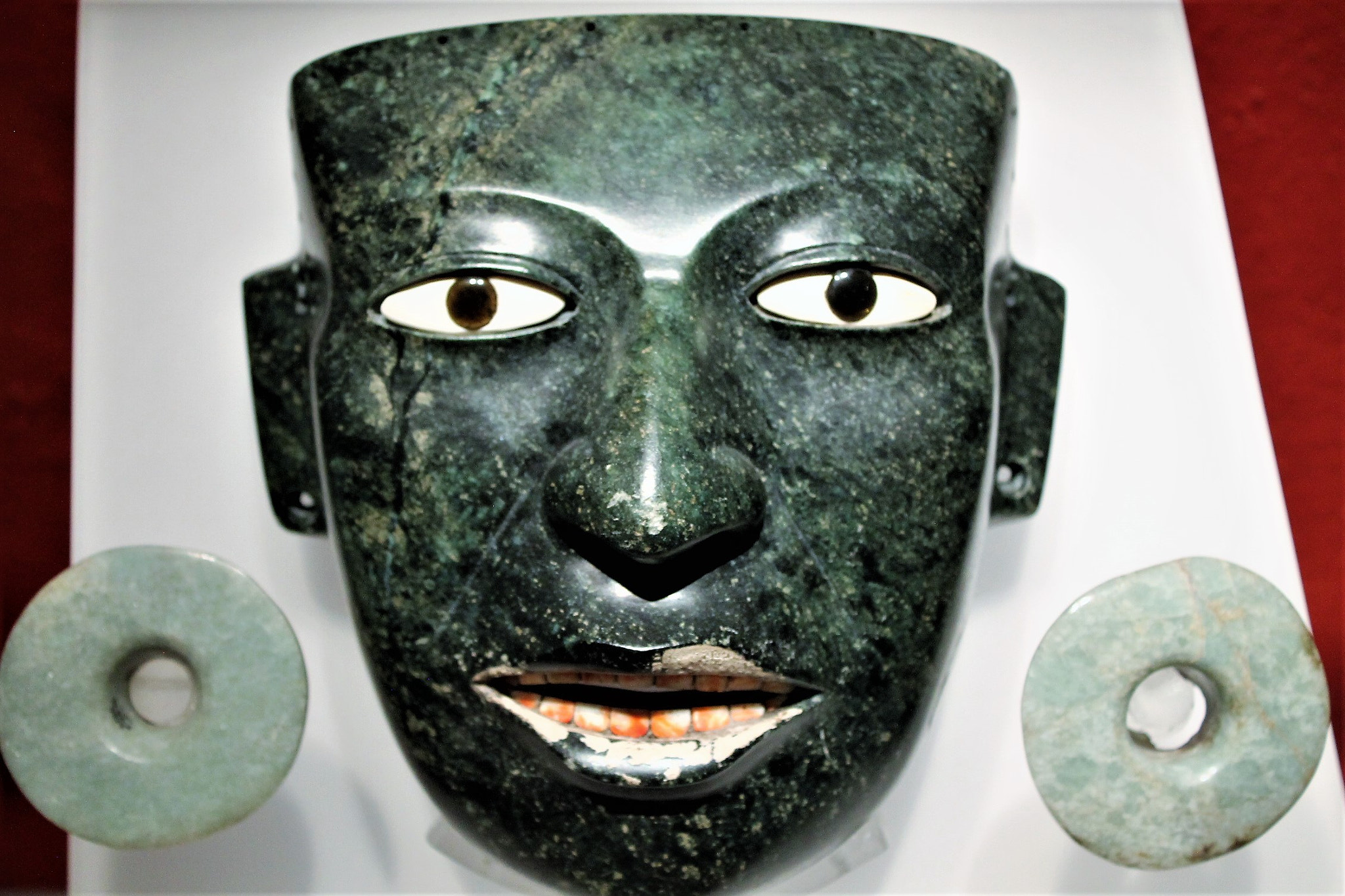
Masque avec incrustations de coquillages pour les yeux et la bouche, retrouvé dans le Templo Mayor à Tenochtitlan.

L'obsidienne est un matériau servant à produire des objets utilitaires (couteaux, pointes de flèches...) mais aussi rituels, connus sous le nom d'"excentriques", parmi lesquels des couteaux serpentiformes ou encore des objets de forme anthropomorphe ou zoomorphe. La plupart sont petits (5 à 10 cm), mais certains peuvent être très grands (40 à 50 cm) et témoignent de la virtuosité des artisans. Dix-huit pièces particulièrement remarquables disposées par paires de façon radiale ont été déposées comme offrandes dans la tombe 6 de la pyramide de la Lune. Chaque paire est composée d'une lame serpentiforme et d'une autre à deux pointes. George L. Cowgill estime qu'elles représentent respectivement Quetzalcoatl et le dieu de l'orage ("Storm God" en anglais).
Les tailleurs de pierre ont réalisé de splendides ornements, colliers, bracelets, pectoraux, ornement de nez ou pendants d'oreilles qui constituaient l'apanage des classes sociales supérieures. Les pierres vertes étaient particulièrement prisées, notamment la serpentine.

### Divers
Il est certain que les artisans de Teotihuacan excellaient également dans le travail du bois et la plumasserie comme en témoignent les peintures murales ou les figurines. Mais ces matières périssables, qui ont probablement constitué des formes d'expression majeures à Teotihuacan, ont disparu sans laisser de traces, à l'exception de quelques rares artefacts en bois. Esther Pasztory souligne que Teotihuacan a été la première culture mésoaméricaine à créer de grandes coiffes ornées de plumes chatoyantes de l'oiseau quetzal.

## Économie

### Subsistance
La subsistance des habitants était constituée de diverses plantes domestiquées en Mésoamérique, telles que le maïs, les haricots, la courge, le piment, la tomate, le nopal, l'amarante, etc., aliments de base jusqu'à aujourd'hui. Les Teotihuacans élevaient des chiens et des guajolotes (dindes) pour se nourrir, mais la chasse de divers animaux sauvages, notamment des cerfs, des lapins, des oiseaux, des lézards, sans compter des sauterelles, des vers, des poissons et des escargots était également une importante source de protéines.
La nourriture de base était le maïs. Bien que de véritables calculs soient hasardeux, si l'on prend pour base une population de 100 000 habitants à l'apogée de la cité, les besoins nutritionnels quotidiens d'un individu et la valeur nutritive d'un épi de maïs, on a estimé qu'il aurait fallu quelque 50 tonnes de maïs par jour pour nourrir la population.

### Artisanat
L'activité économique de Teotihuacan était probablement en grande partie orientée vers la production artisanale, le nombre d'ateliers fouillé n'est pas suffisant pour s'en faire une idée précise. Par contre, les méthodes de fouille se sont affinées et permettent de détecter l'existence d'activités artisanales. La découverte de nombreuses aiguilles et autres instruments de couture en os à Teopancazco est une indication qu'il y existait un atelier de tailleurs .
Les activités artisanales se pratiquaient aussi bien dans un cadre domestique (maison, quartier) que dans des ateliers d'État. Par cadre domestique il faut entendre les ensembles résidentiels dans lesquels vivait la majorité des habitants, comme ceux fouillés dans le district de Tlajinga (Tlajinga 33 ou 17). Chaque famille était une unité de production. Les ateliers d'État étaient le lieu de fabrication de biens somptuaires destinés à l'élite de la société. Ils avaient accès à des matières premières de meilleure qualité ainsi qu'à des produits exotiques. On peut citer le travail du mica, une matière rare provenant de l'Oaxaca, dont la majeure partie fut découverte dans deux endroits, le Groupe Viking et le palais de Xalla, ou encore l'atelier d'encensoirs-théâtre situé dans la partie nord de la Citadelle. Ces ateliers étaient dédiés à une production institutionnelle, de façon permanente ou non permanente. À ces deux catégories Linda Manzanilla, après avoir fouillé le site de Teopancazco, a proposé d'ajouter les ateliers des « centres de quartier » gérés par des « élites intermédiaires ». Elle dénombre environ 22 centres de quartier dans la cité.

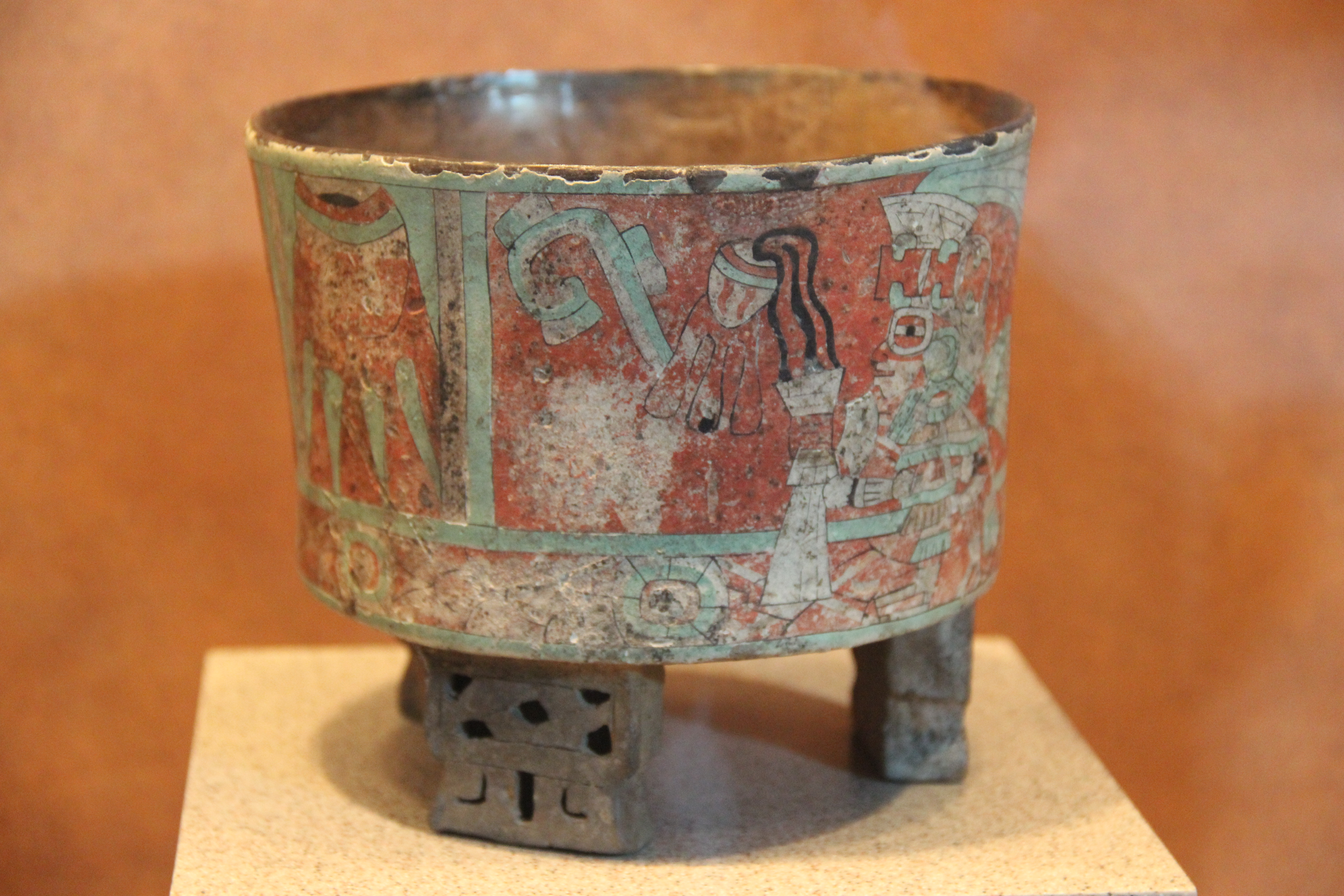
Vase tripode représentant un personnage tenant un couteau de sacrifice en obsidienne sur lequel est fiché un cœur humain

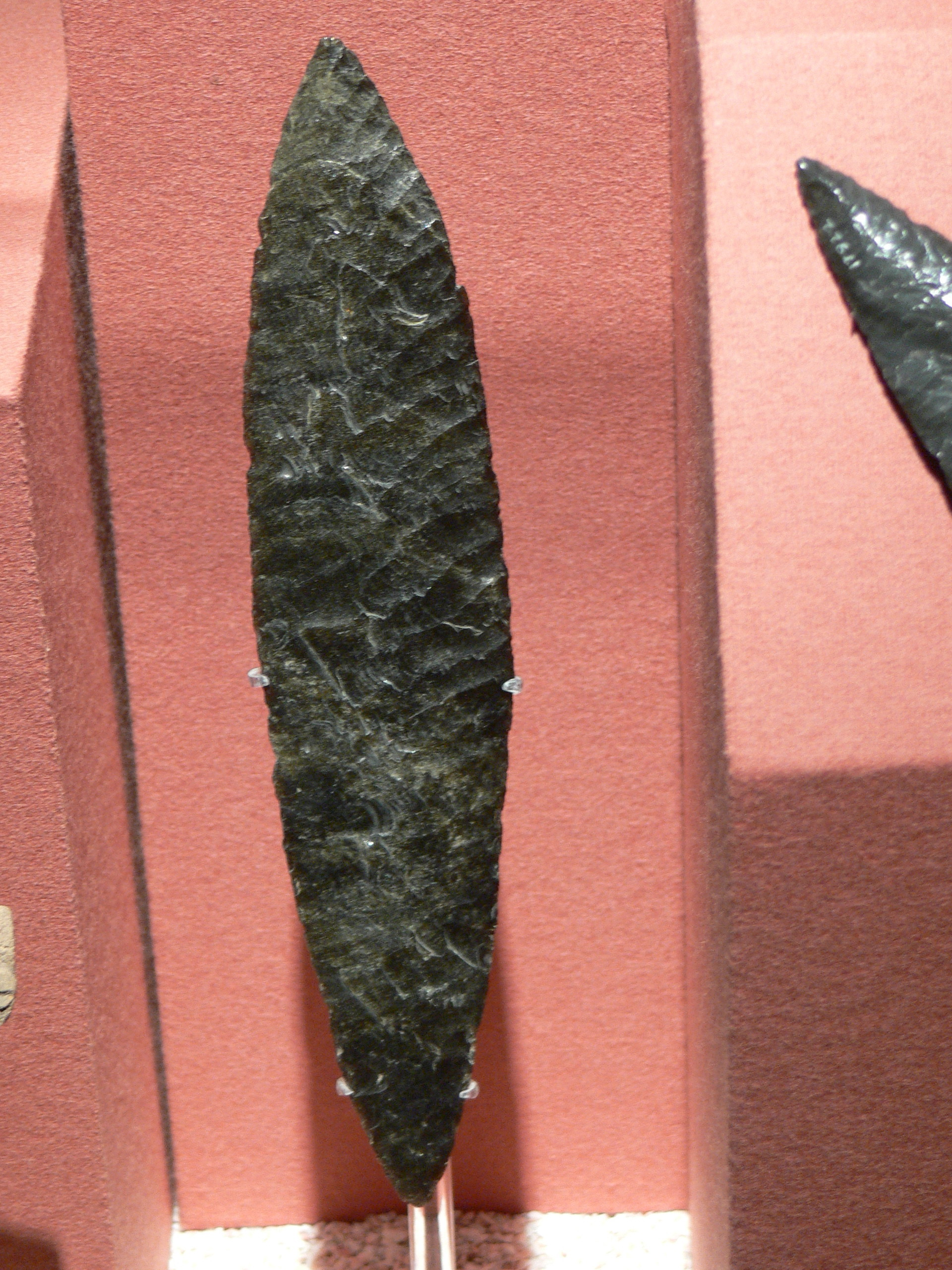
Couteau biface en obsidienne

Une des activités artisanales les mieux connues à Teotihuacan est le travail de l'obsidienne. On exploitait principalement deux gisements : à Otumba, à 20 km de la cité, de l'obsidienne gris-noir, et à Pachuca, dans la Sierra de las Navajas, à une cinquantaine de kilomètres de Teotihuacan une obsidienne verte d'une excellente qualité. Selon une hypothèse fréquemment défendue, Teotihuacan aurait pris le contrôle de l'obsidienne de Pachuca. On a retrouvé dans toute la ville de nombreux ateliers spécialisés dans sa transformation, que ce soit en outils ou en objets rituels. Parmi ces derniers figurent des instruments de sacrifice, notamment des couteaux en forme de faucille. Un atelier contrôlé par l'État, où l'on fabriquait des pointes de flèches, était situé au nord de la Pyramide de la Lune.

### Distribution
Elle a pu revêtir des formes diverses, qu'il s'agisse de troc entre voisins jusqu'au commerce à grande distance, en passant par la vente sur des marchés ou l'échange de cadeaux entre les élites de Teotihuacan et celles d'autres entités politiques. Il était possible d'obtenir la plupart des biens couramment consommés dans un rayon de 40-50 km autour de la cité, qu'il s'agisse d'aliments de base comme le maïs, de fibres de maguey pour les textiles grossiers ou d'argile pour la céramique utilitaire.
La question s'est posée de savoir si Teotihuacan possédait des marchés équivalents à celui de Tlatelolco à Tenochtitlan à l'époque Postclassique. Bien que nous n'en possédions pas de témoignages directs, certains auteurs répondent par l'affirmative et le situent dans le Grand Ensemble. Il est difficile d'en juger en l'absence de fouilles archéologiques systématiques ou de documents iconographiques non équivoques. Une peinture murale du Temple de l'Agriculture représentant des individus en train d'échanger des objets a été interprétée comme une scène de marché, mais la nature de l'échange reste incertaine.
La Mésoamérique est une zone où il existe de grandes différences d'altitude et de climat. Certaines marchandises fort prisées dans les Hautes-terres centrales provenaient des Basses-Terres tropicales, comme le coton ou le cacao. Ce dernier provient des lointaines terres chaudes du Chiapas et du Guatemala. Les coquillages marins, figurant dans les offrandes rituelles, ornant les vêtements des élites ou employés comme instruments de musique, faisaient également l'objet d'échanges intenses.
Comme il n'existait pas d'animaux de charge en Mésoamérique, le commerce à longue distance portait généralement sur des marchandises peu pondéreuses et de grande valeur, portées à dos d'homme. Si le poids et la fragilité des objets en céramique constituent un obstacle à leur transport sur de longues distances, les encensoirs-théâtre et la céramique orange mince étaient néanmoins exportés - bien cette dernière ne fût pas produite à Teotihuacan mais dans la vallée de Puebla - car il s'agissait d'objets de prestige

## Menaces liées au développement immobilier
Le site archéologique de Teotihuacan est menacé par la pression du développement immobilier. En 2004, le gouverneur de l'État de Mexico, Arturo Montiel, a donné l'autorisation à Wal-Mart de construire un grand magasin dans la troisième zone archéologique du site. Selon Counterpunch.org, « Des artefacts inestimables découverts pendant la construction du magasin auraient été transportés par camion jusqu'à une décharge locale et des travailleurs auraient été licenciés lorsqu'ils ont révélé le carnage à la presse ».
Fin 2008, Teotihuacan est devenu le centre d'une controverse, dont l'UNESCO s'est saisie, à propos de Resplandor Teotihuacano, un spectacle son et lumière. Selon Statesman.com, il « prévoyait de grandes structures métalliques, 2500 projecteurs et trois kilomètres de câbles. ».

## Galerie

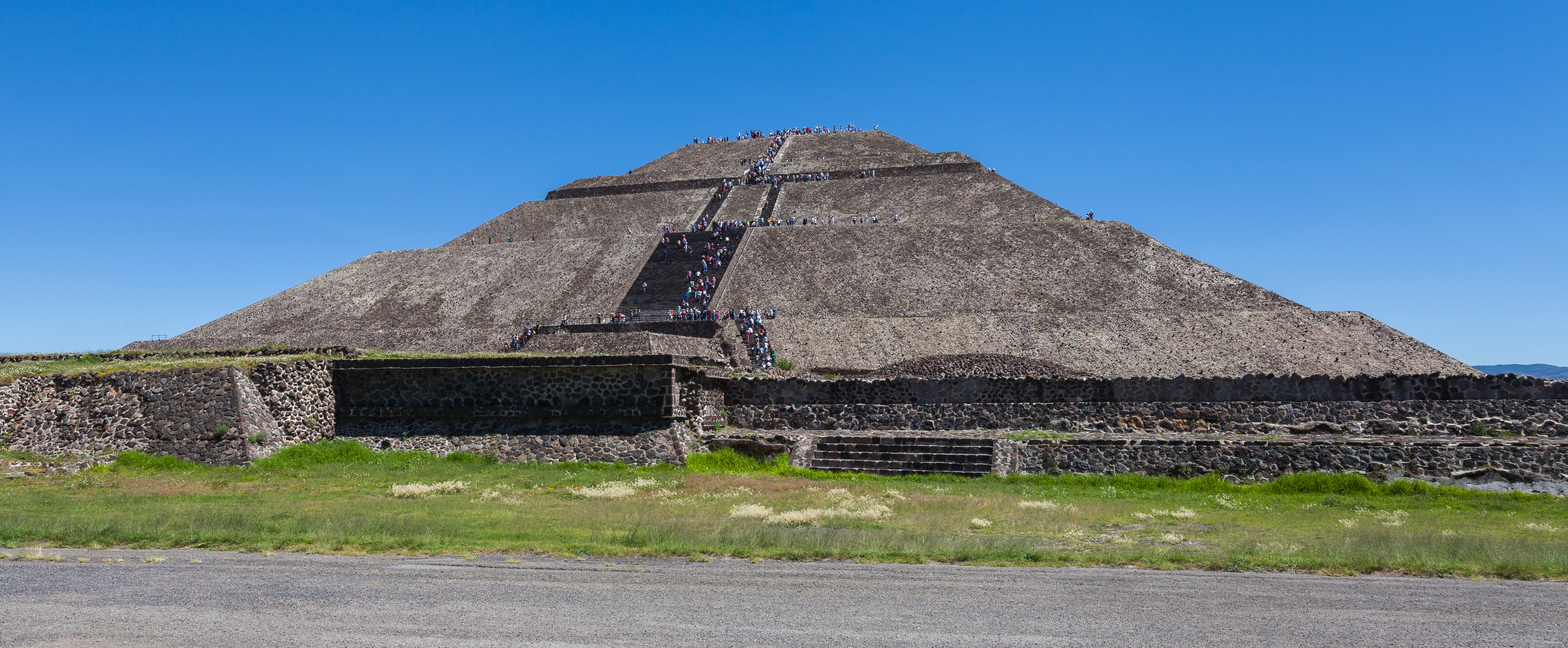
Vue de face de la pyramide du Soleil.
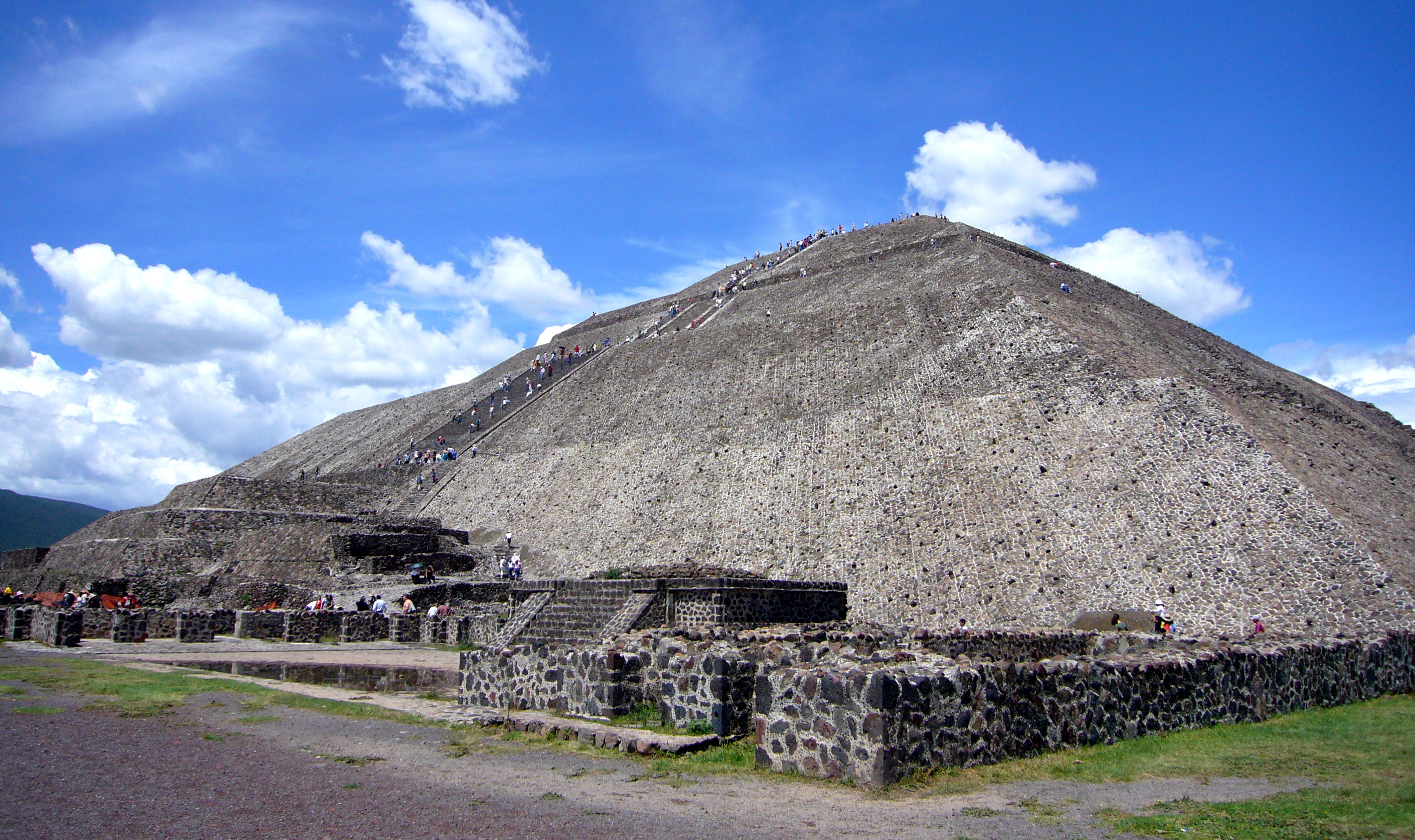
Une autre vue de la pyramide du Soleil.
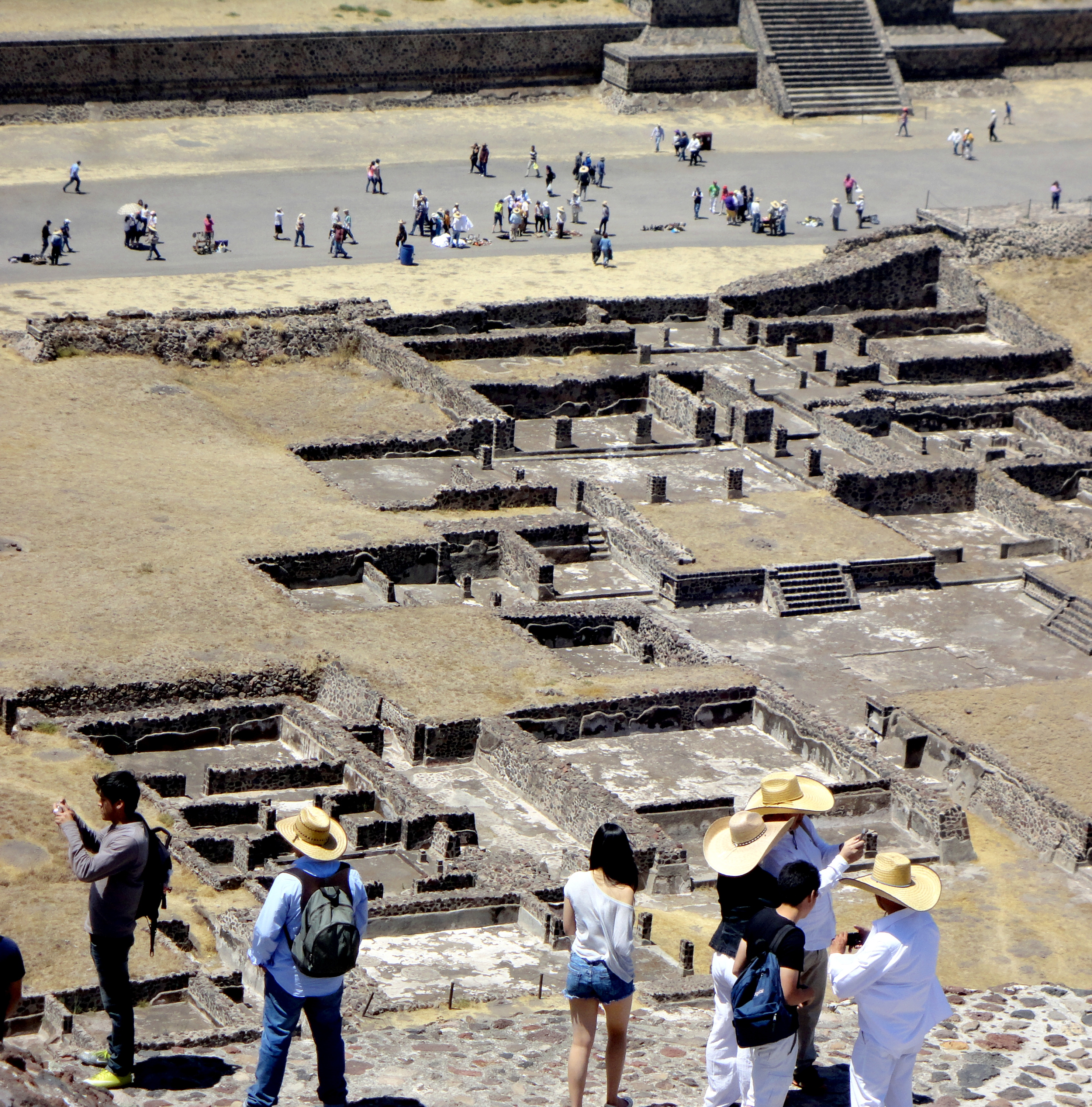
Vue depuis de la Pyramide du Soleil.
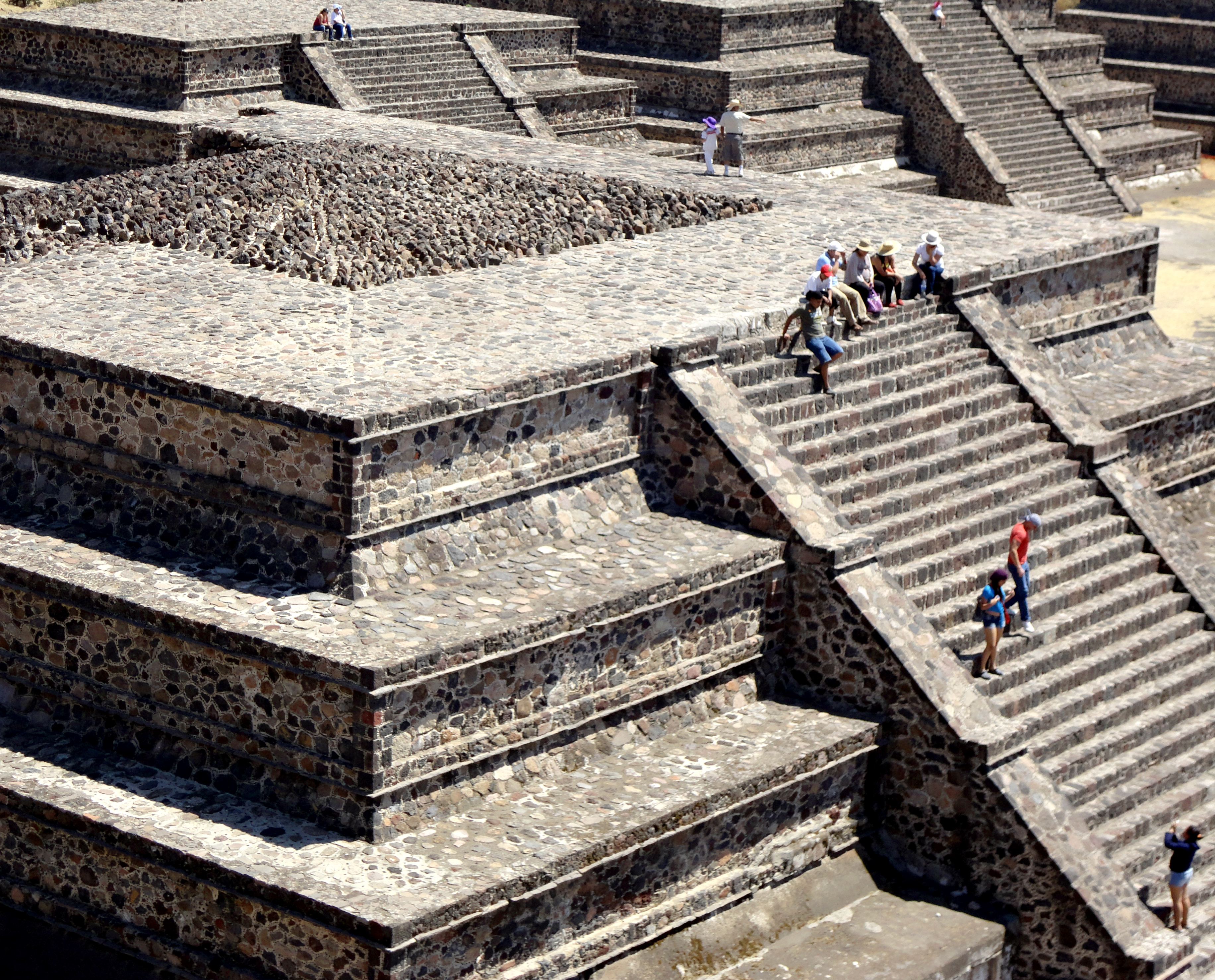
Vue depuis de la Pyramide de la Lune.
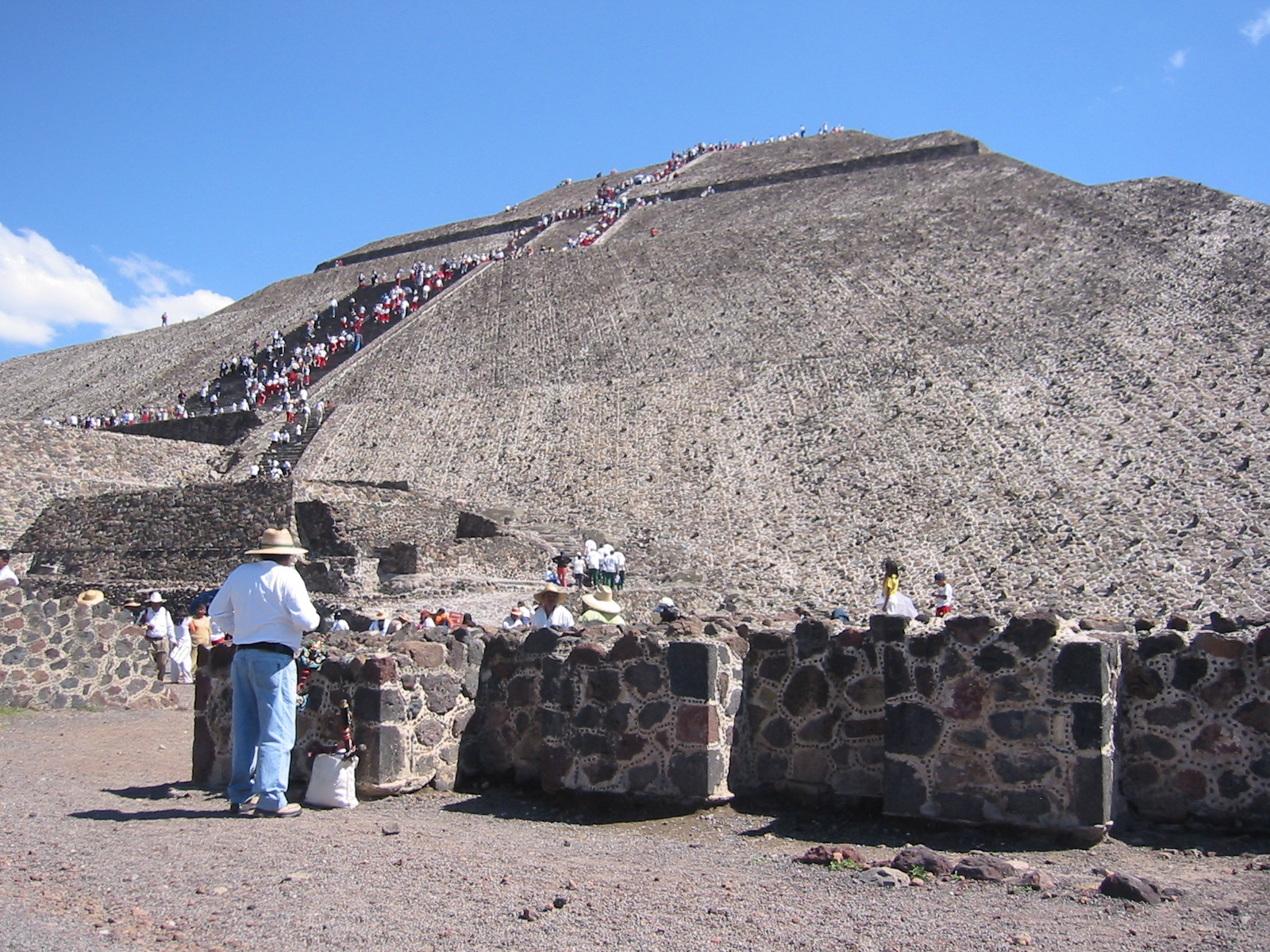
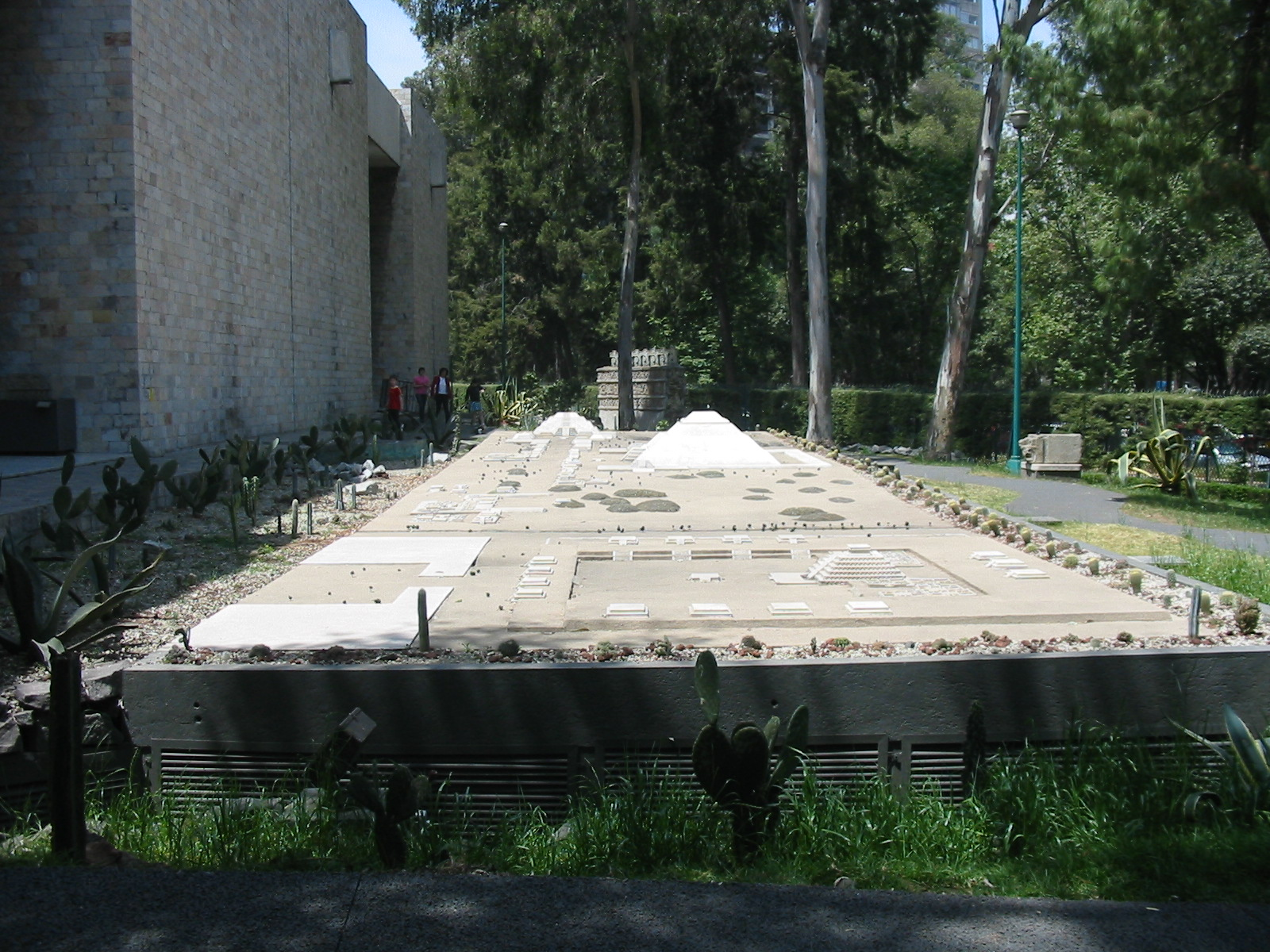
Modèle réduit du site de Teotihuacan au musée national d'anthropologie de Mexico.